# Архангельск (порт)
Порт Архангельск — морской порт, расположенный в устье реки Северная Двина, в 50 км от Двинской губы Белого моря.
Порт Архангельск — важный пункт каботажных связей с районами Русского Севера и выхода в Баренцево море. Одно из крупнейших транспортное предприятие города Архангельска. Такое географическое расположение считается выгодным, так как обеспечивает прямой выход через Белое море в Мировой океан  как в западном, так и в восточном направлении без ограничений по проливам. Порт располагает значительными резервами портовых и подъездных железнодорожных мощностей, в отличие от других действующих портовых площадок Северо-Западного региона России.

## Характеристика
Архангельский морской порт принимает и отправляет пиломатериалы, целлюлозу, уголь, оборудование, металлы, промышленные и продовольственные товары. Архангельский морской порт — основная база Северного пароходства, выполняющего морские перевозки по Белому, Баренцеву, Карскому морям, Северному морскому пути и на заграничных линиях. Из Архангельска берут начало регулярные пассажирские линии до Мурманска, Диксона, Онеги, Мезени, Кандалакши и пунктов Новой Земли.
На настоящий момент стивидорные услуги в порту оказывают семь крупнейших компаний. Один из крупнейших стивидоров — ОАО «Архангельский морской торговый порт» — предоставляет услуги по перегрузке генеральных грузов, целлюлозы, картона, контейнеров, лесоматериалов, металла, удобрений, тяжеловесного оборудования, насыпных и навалочных грузов. Мощности порта позволяют перерабатывать до 4,5 млн тонн грузов в год.
В составе порта имеется: 3 грузовых района, контейнерный терминал, судоходная компания «Портофлот». В 2019 году ОАО «АМТП» передало правительству области знаменитое здание Морского-речного вокзала Архангельска, изображённое на 500-рублёвой купюре. Общая протяжённость причального фронта — 3,3 км. Причалы порта позволяют принимать и ставить под грузовые операции суда с осадкой 9,2 м и длиной 175—200 м. Общая полезная площадь для складирования грузов — 292000 м², в том числе закрытые склады — 40000 м², открытые бетонированные площадки — 250 000 м². Таможенные склады 2000 м². В архангельском порту находится единственный на Севере контейнерный терминал, включающий в себя открытую площадку площадью 98000 м², где могут храниться 5762 TEUs единовременно, в том числе до 200 рефрижераторных контейнеров и до 2200 контейнеров с опасными грузами. Пропускная способность контейнерного терминала 75000 TEUs в год. Архангельск — порт круглогодичной навигации. В акватории порта действует девиационный полигон. Объявленная осадка судов в терминале Экономия — 8,3-9,2 м, Левый берег — 7,4 м, Бакарица — 3,0-7,5 м (на 2022 г.).
Входит в состав Администрации морских портов Западной Арктики.
Проход судов под подъёмными пролётами мостов производится ежесуточно с 03.00 до 05.00 по местному времени. Проходная высота подъёмных пролётов — до 40 метров.

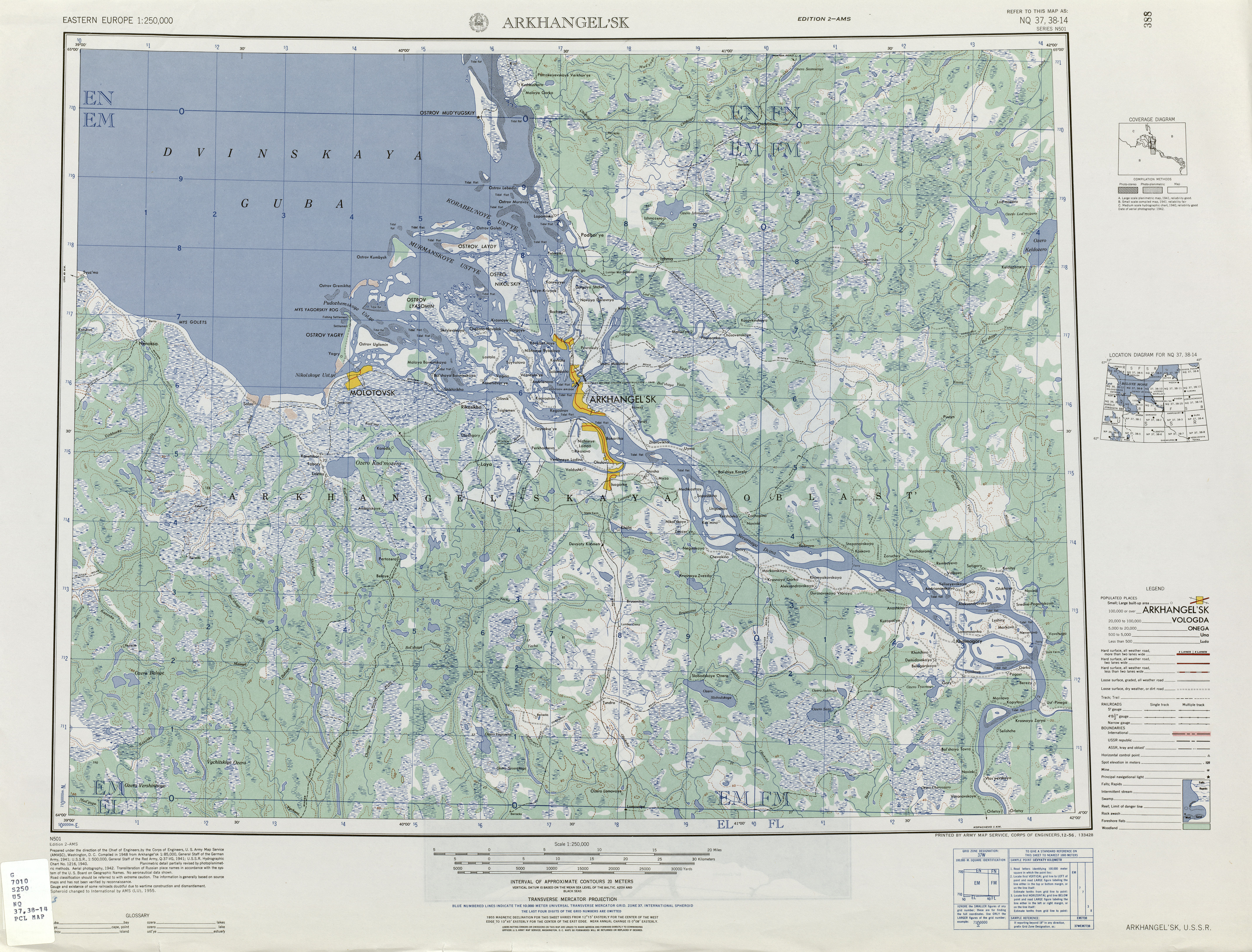
NQ 37-14
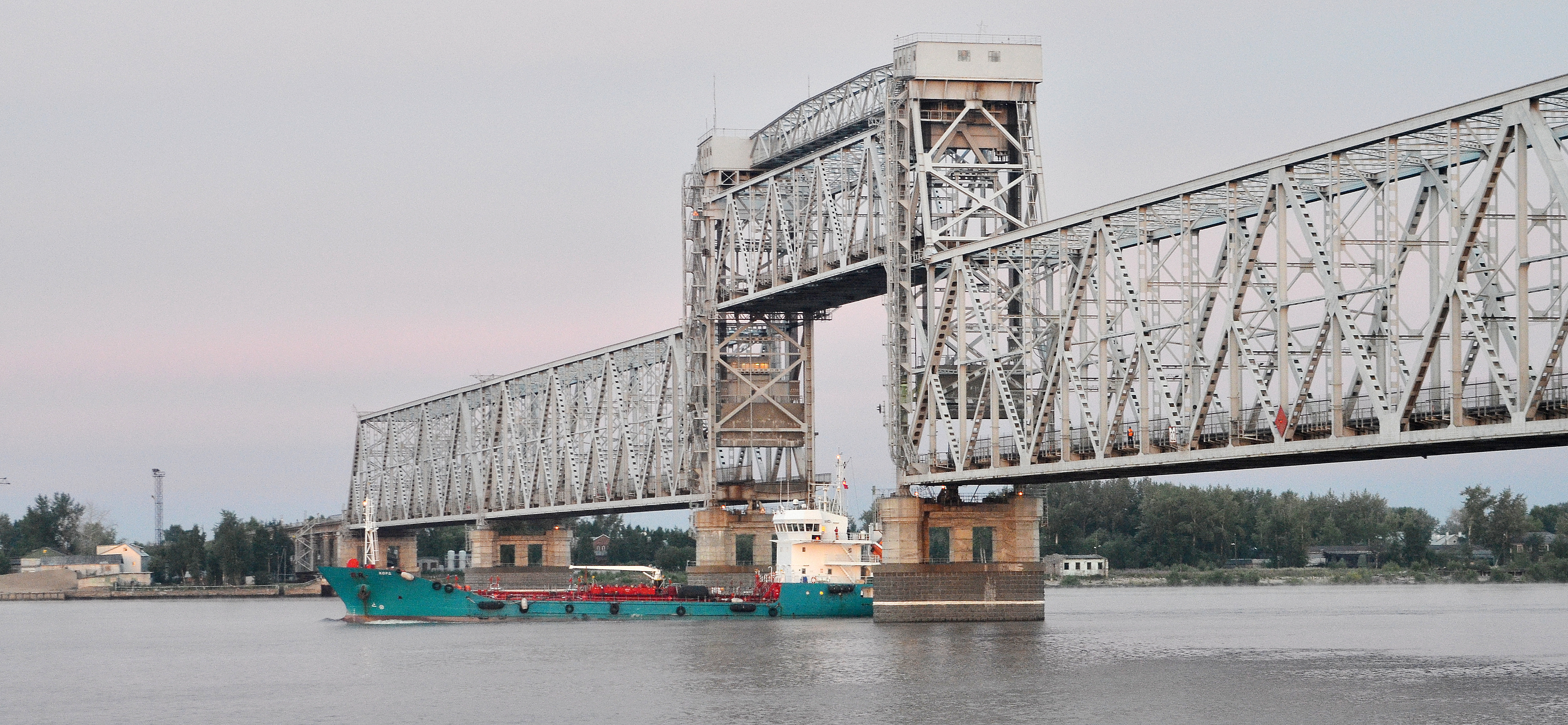
Подъёмный пролёт Северодвинского моста
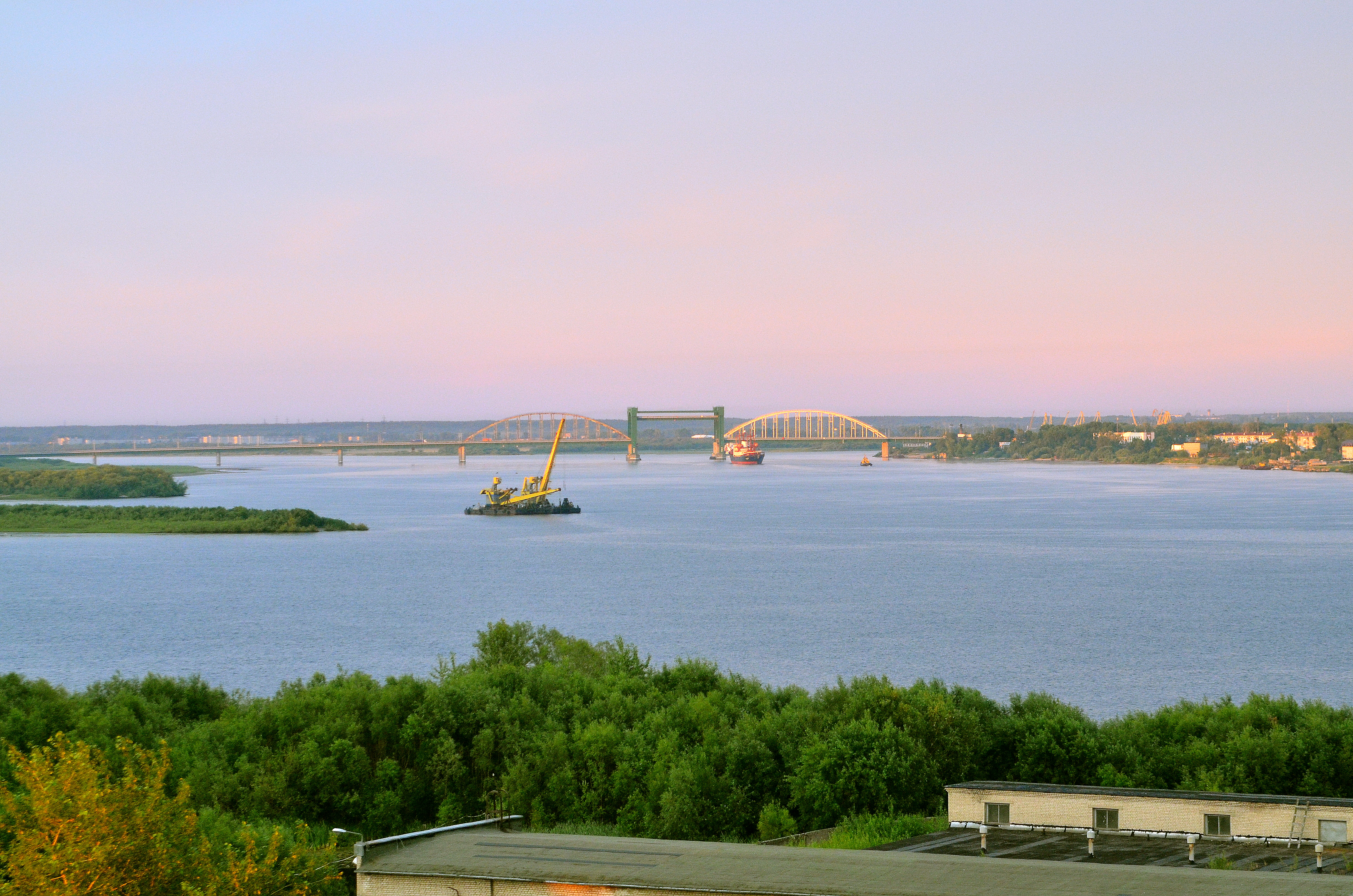
Подъёмный пролёт Краснофлотского моста
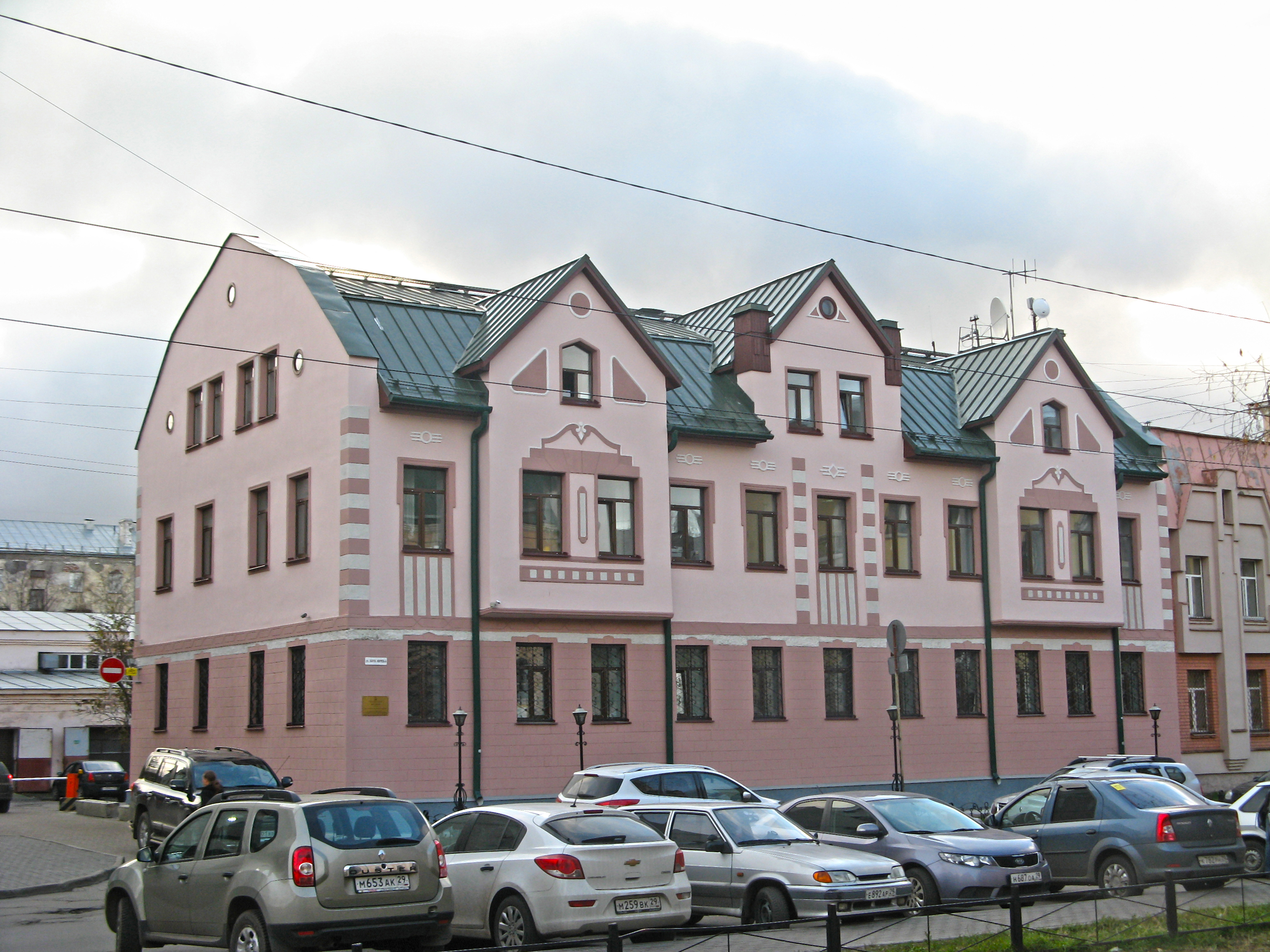
Дом К. Ю. Спаде. Филиал ФГБУ "АМП западной Арктики" в морском порту Архангельск
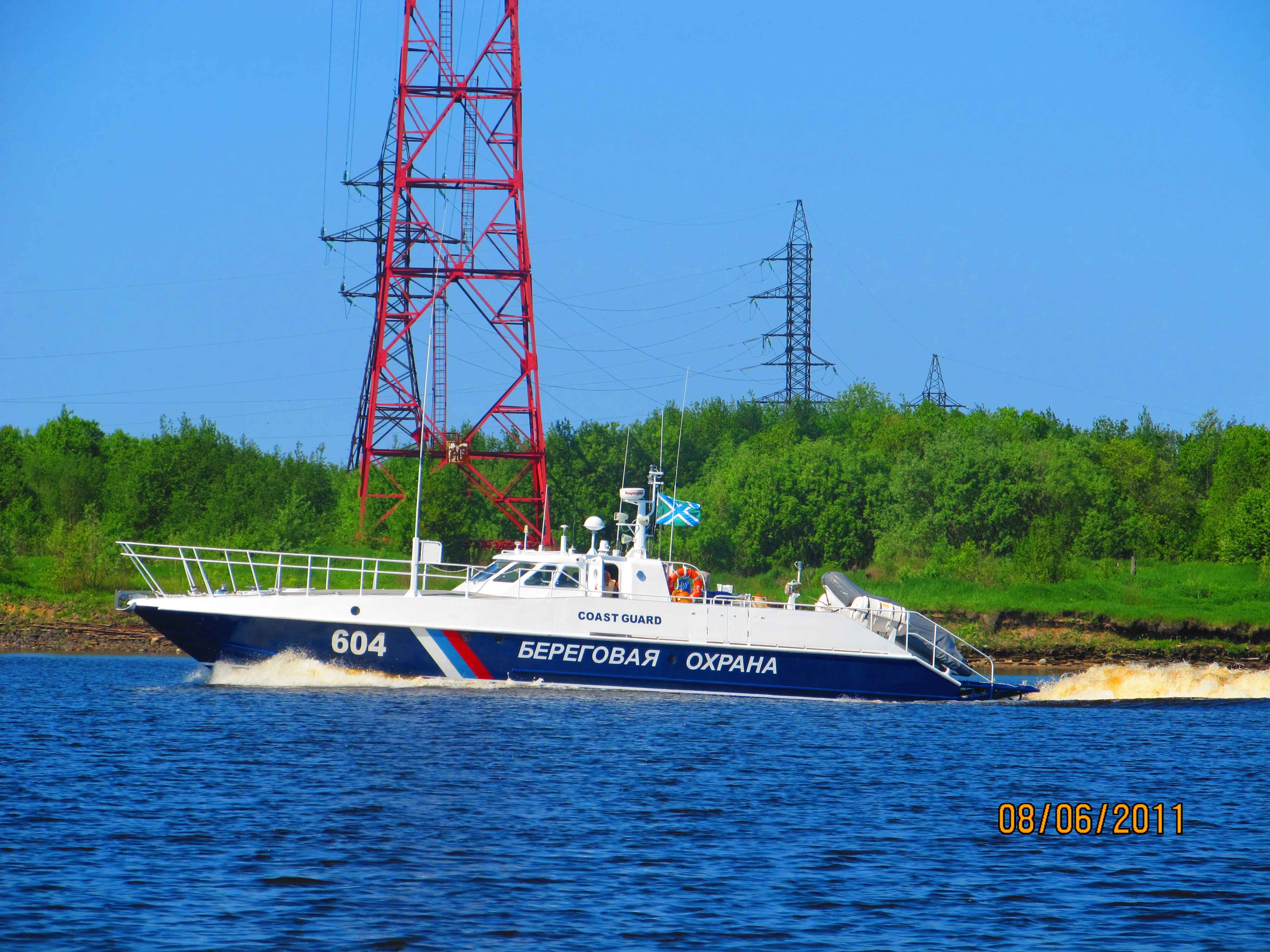
ПСКА-604, Архангельский дивизион ПСКР

Порт является замерзающим. Навигация осуществляется круглогодично. Ледокольную проводку осуществляют: Диксон, Тор, Капитан Чадаев, Капитан Евдокимов.

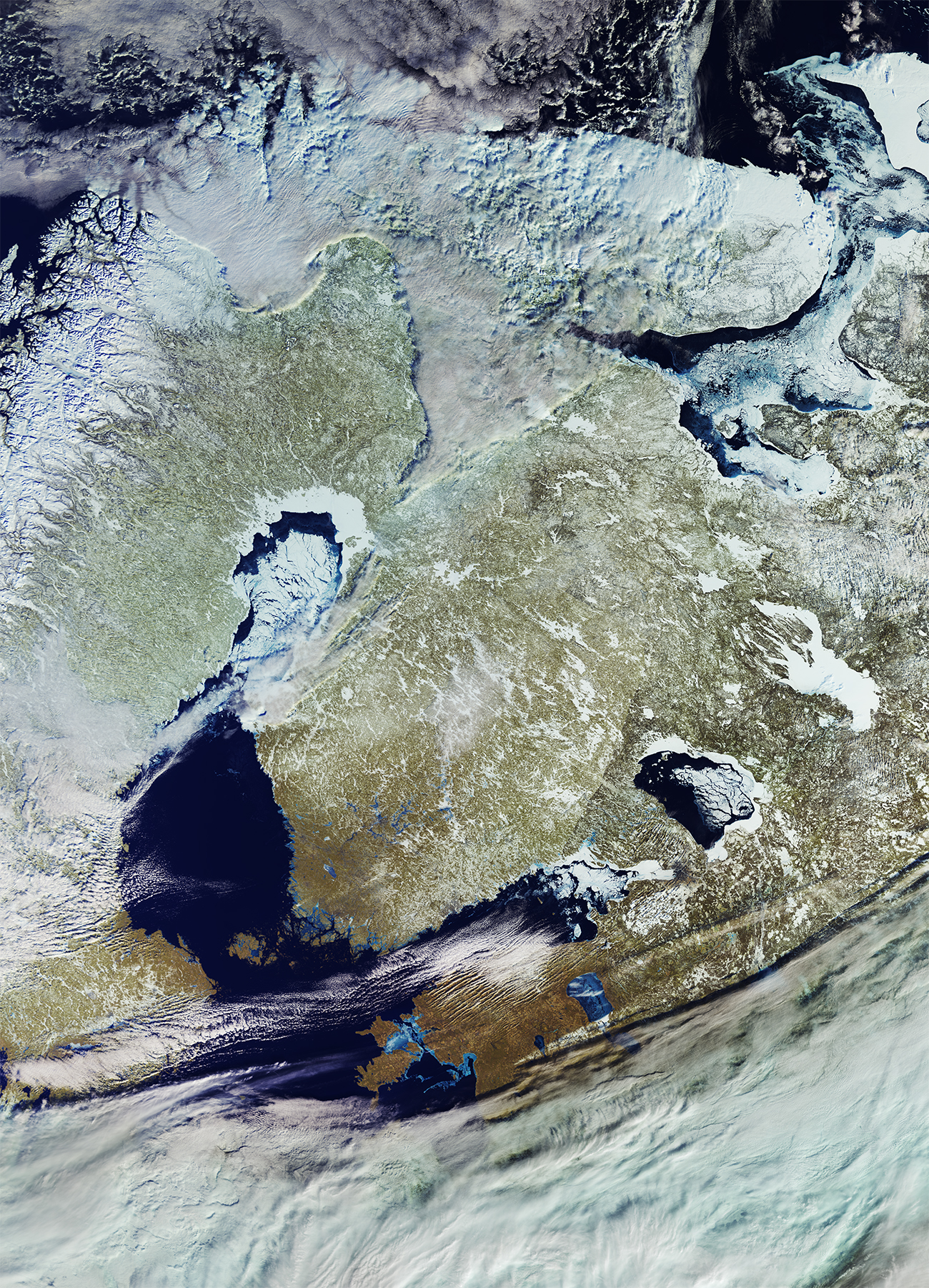
6 марта 2017
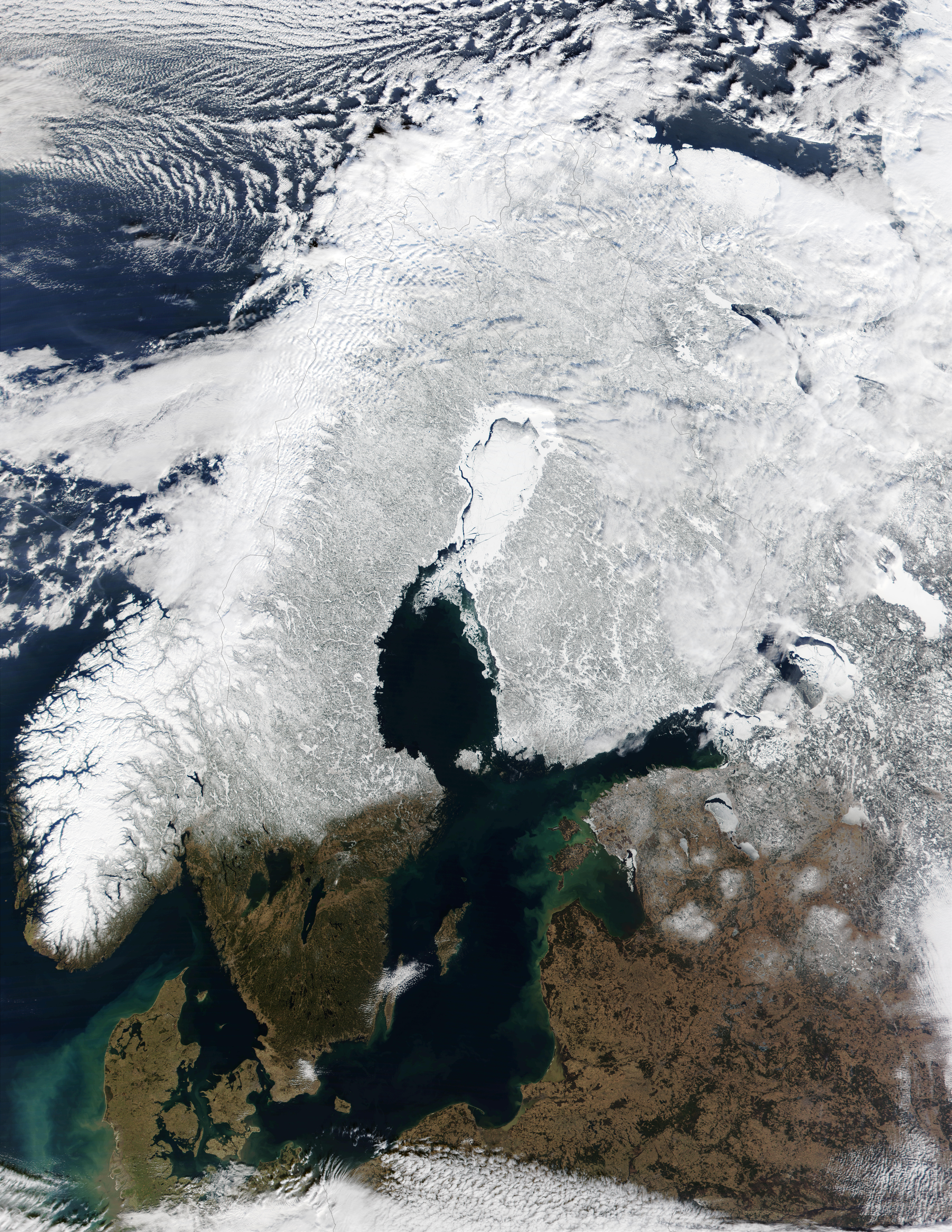
15 марта 2002
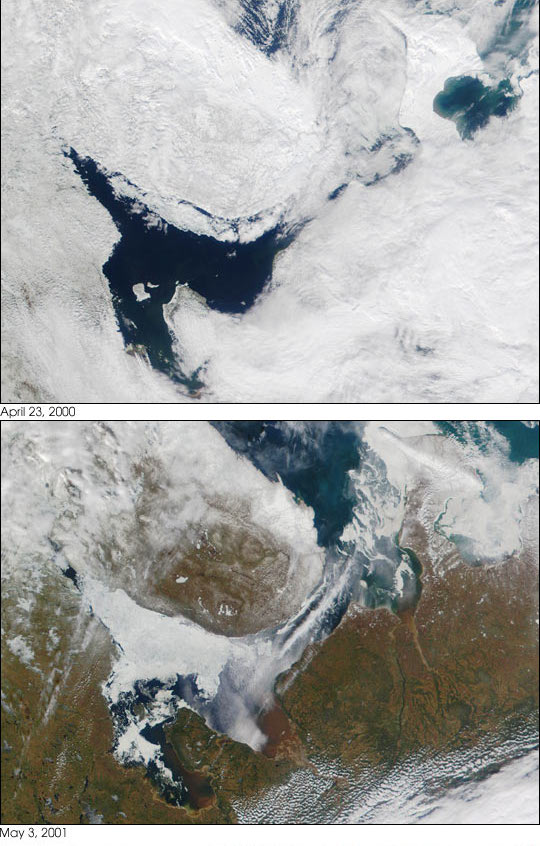
апрель 2000/май 2001. Ледовый период октябрь (ноябрь) - апрель (май)
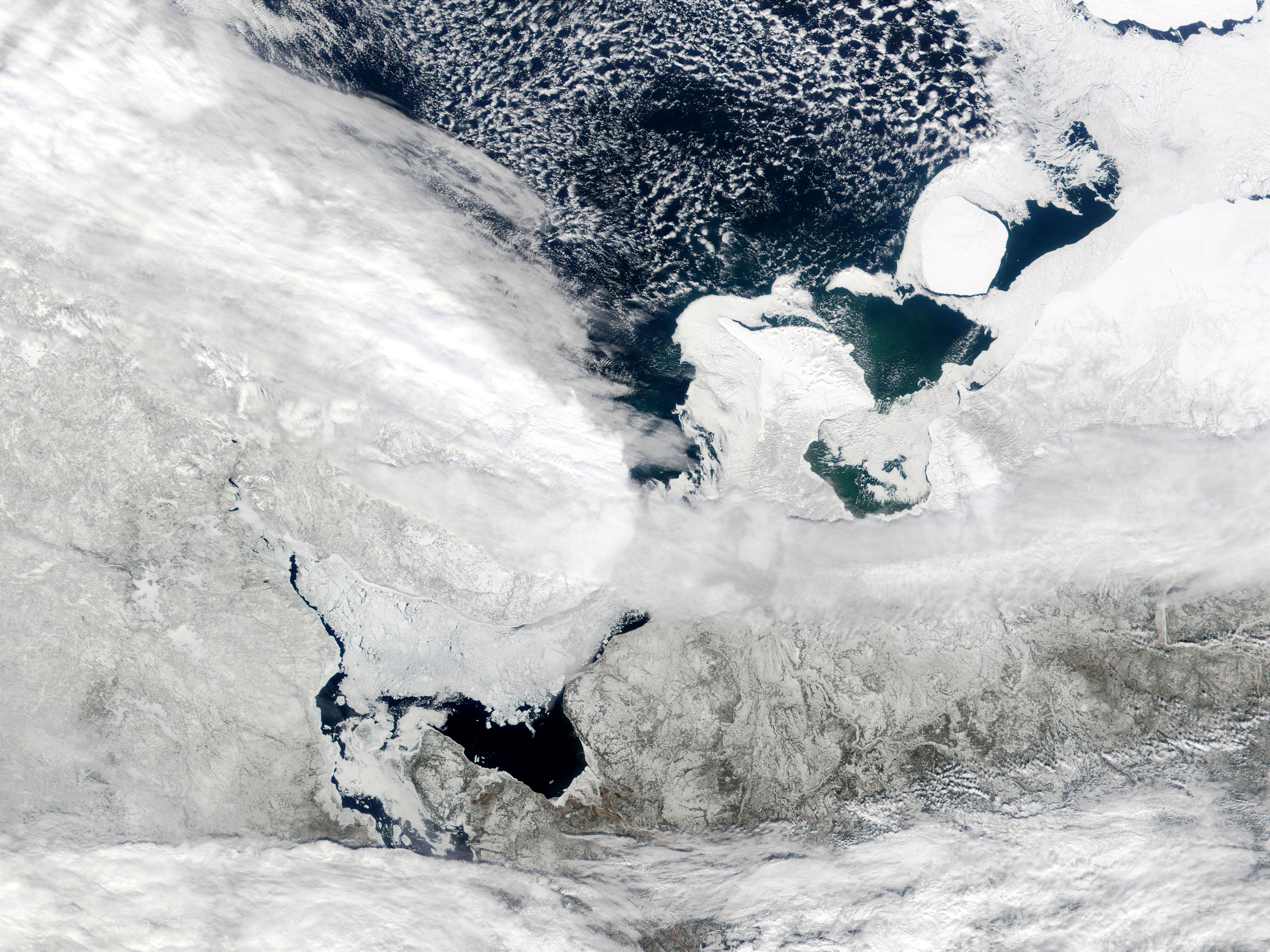
апрель 2001
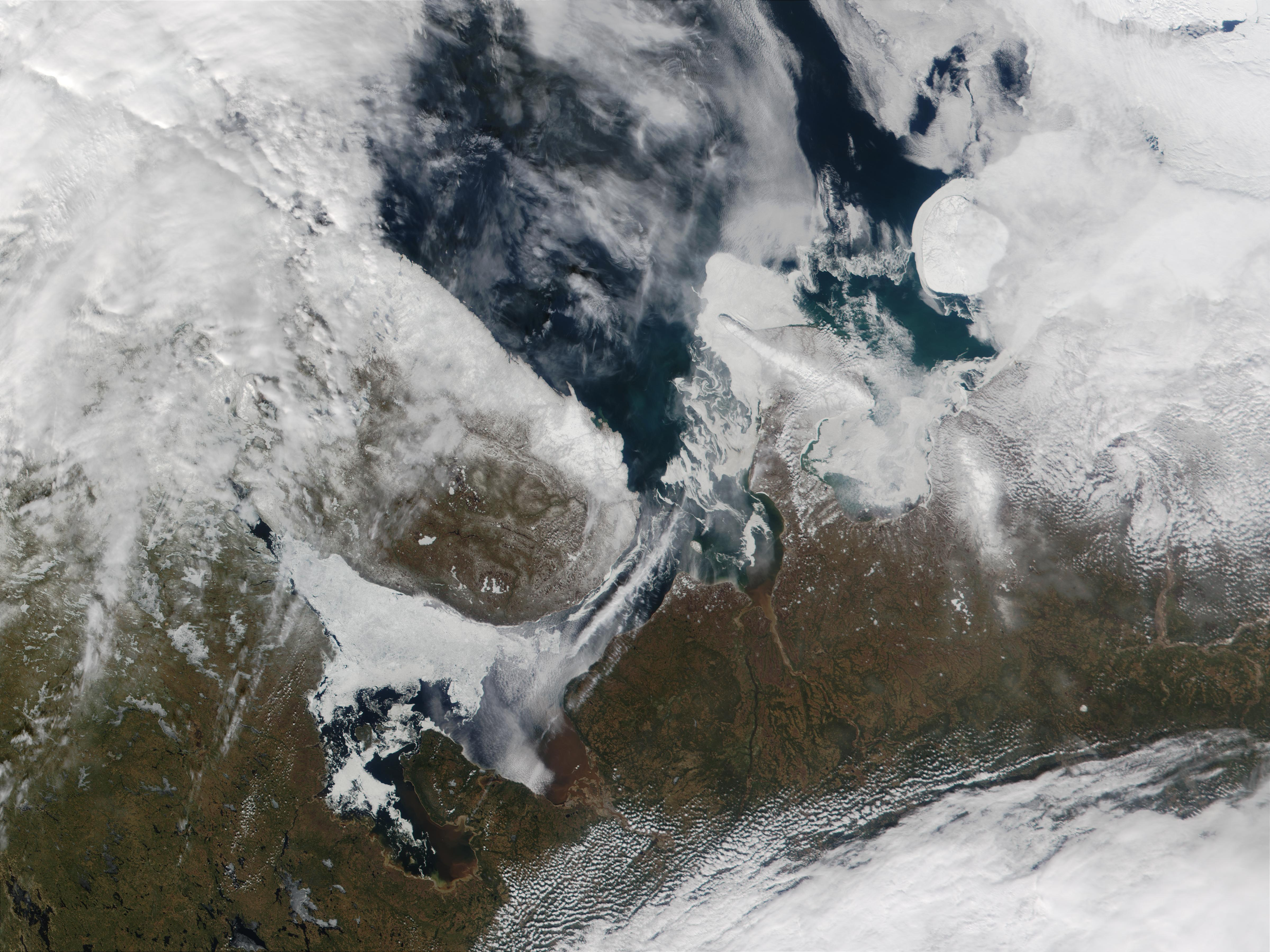
май 2001
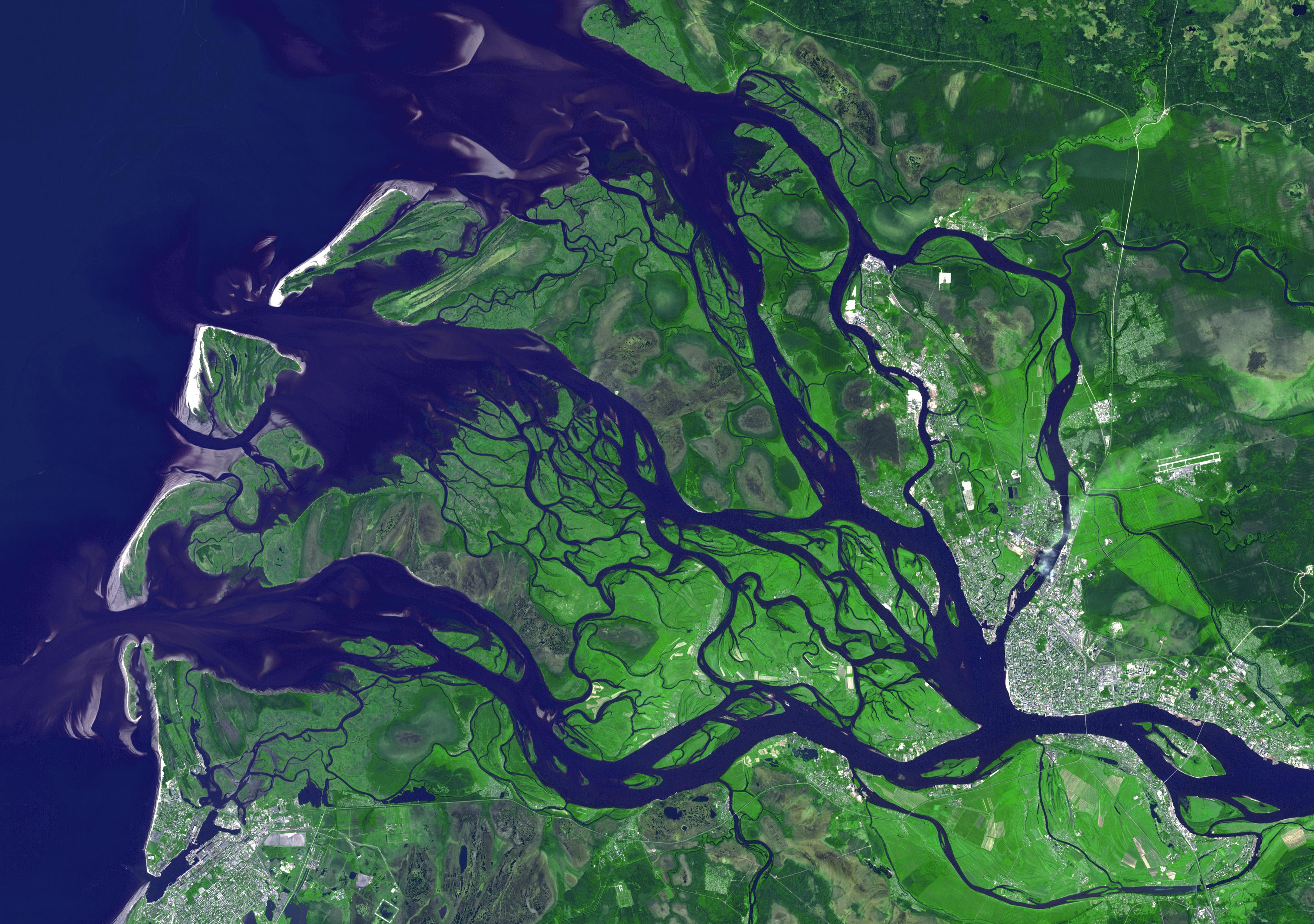
14 июля 2010

В акватории морского порта расположены 10 рейдов: Внешний рейд севернее острова Мудьюгский, Внешний рейд (удалённый участок) на архипелаге Земля Франца-Иосифа, Соломбальский рейд в Корабельном рукаве (состоит из северного и южного участков), Зеленецкий рейд в Никольском рукаве, Чижовский рейд у острова Чижов, Краснофлотский рейд севернее острова Краснофлотский (для ожидания прохода под мостами), Верхне-Бакарицкий рейд и Нижне-Бакарицкий рейд в протоке Бакарица, Городской рейд перед разветвлением реки на рукава у Морского-речного вокзала.

## История
В XII веке на мысу Пур-Наволок основан Михаило-Архангельский монастырь. При монастыре были поселение и пристань.

### XVI
В августе 1553 года Ченслор приплывает из Англии к устью Северной Двины - к Нёноксе и острову Ягры (Николо-Корельский монастырь). В 1555 году началась Московская компания по торговле с Англией. Морские суда приходили к Яграм (рейд (порт) Святого Николая, см. Северодвинск), затем речным транспортом товар переправлялся в Холмогоры.
В 1570-х годах развивается торговля с городом Кола.
В 1560-1580-х Ян ван де Валле получил для голландской «Компания Московии» право торговать в Коле и в Холмогорах. Якорная стоянка также у Ягр.
Дания собирала Зундскую пошлину. В 1570-х Фредерик II запрещает проход через Нордкап, в 1580-х требовал покупать пропуск. Торговые суда перехватывались военными кораблями. В 1582 году голландское судно уходя от преследования добралось до Михаило-Архангельского монастыря. Голландцы обратились за разрешением перенести порт к монастырю. Прибывшие из Москвы воеводы Петр Афанасьевич Нащокин и Алексей Никифорович Залешанин-Волохов составили план крепости.
4 (14) марта 1583 Иван Грозный издал указ о строительстве города у Михаило-Архангельского монастыря.
Указом от 1584 года основан город. Первая пристань была построена в 1584 году при основании города. В 1585 году построены деревянные гостинные дворы. 
В грамоте царя Фёдора Иоанновича от 12 февраля 1587 года было указано открыть порт для иностранных кораблей в Новых Холмогорах вместо пристани у Николо-Корельского монастыря на острове Ягры. 

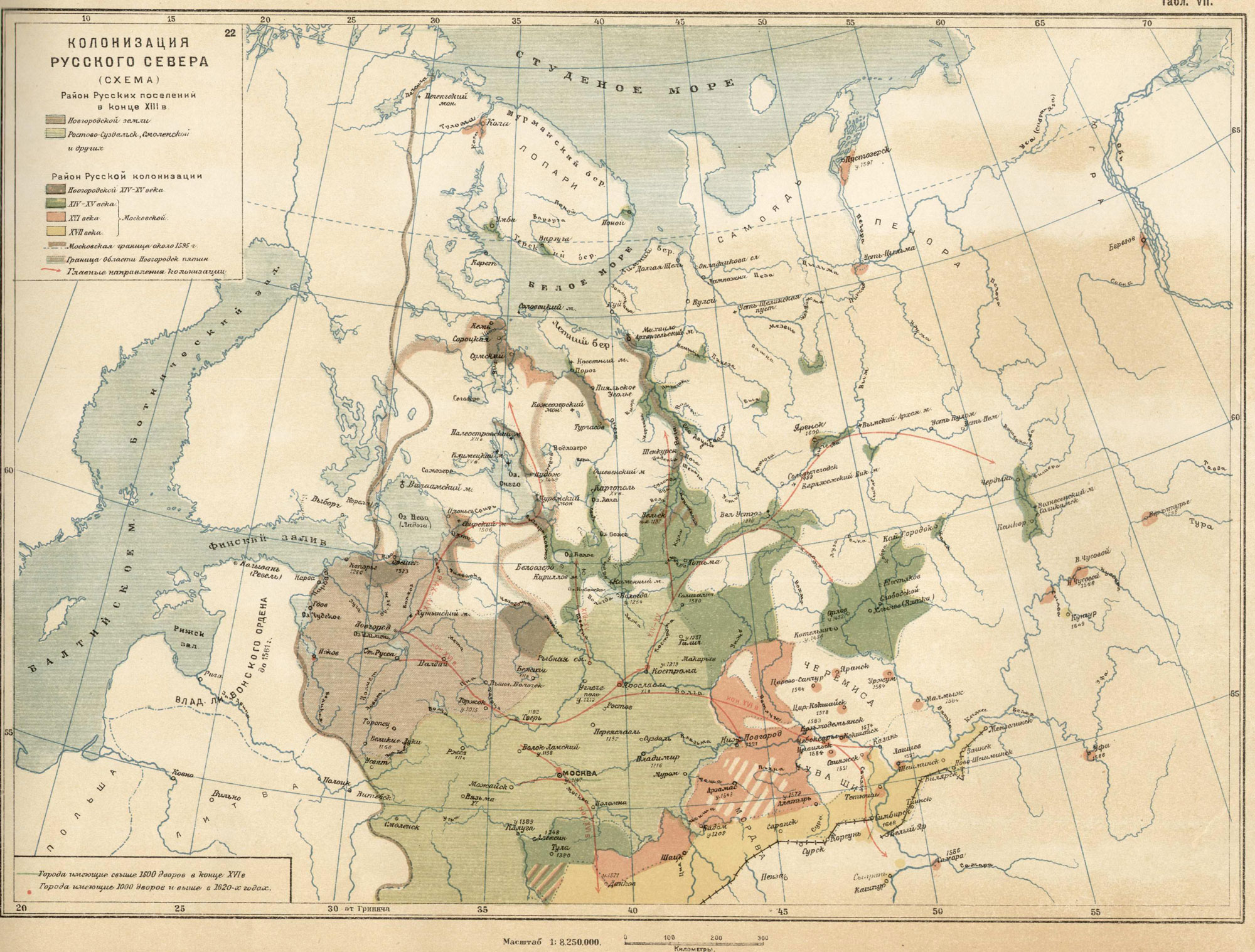
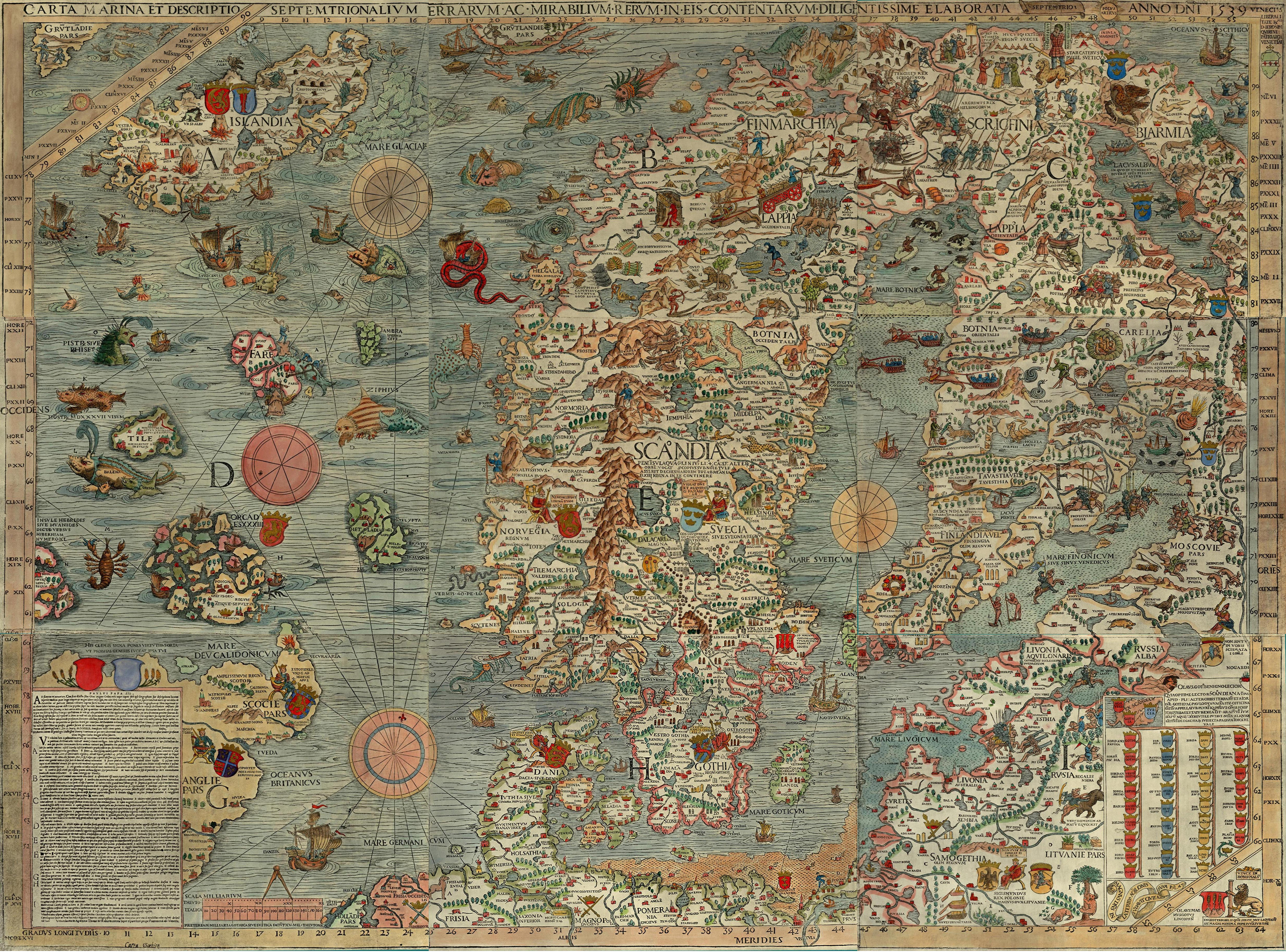

### XVII
В 1619 году запрещён Мангазейский морской ход.
В 1667 году принят Новоторговый устав. Марселису поручено ехать в Архангельск.
В 1693 году Пётр I основал корабельные верфи. В 1694 году с них был спущен на воду корабль «Святой Павел», в том же году с грузом казённого товара отправляется за границу. До начала XVIII века Архангельский морской порт был единственным выходом русских товаров за границу. 

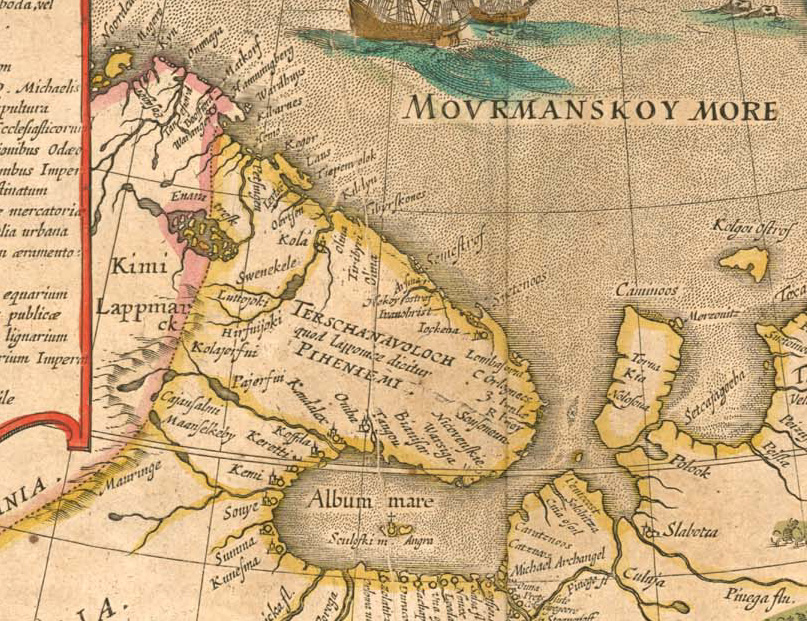
1614
1651
1675
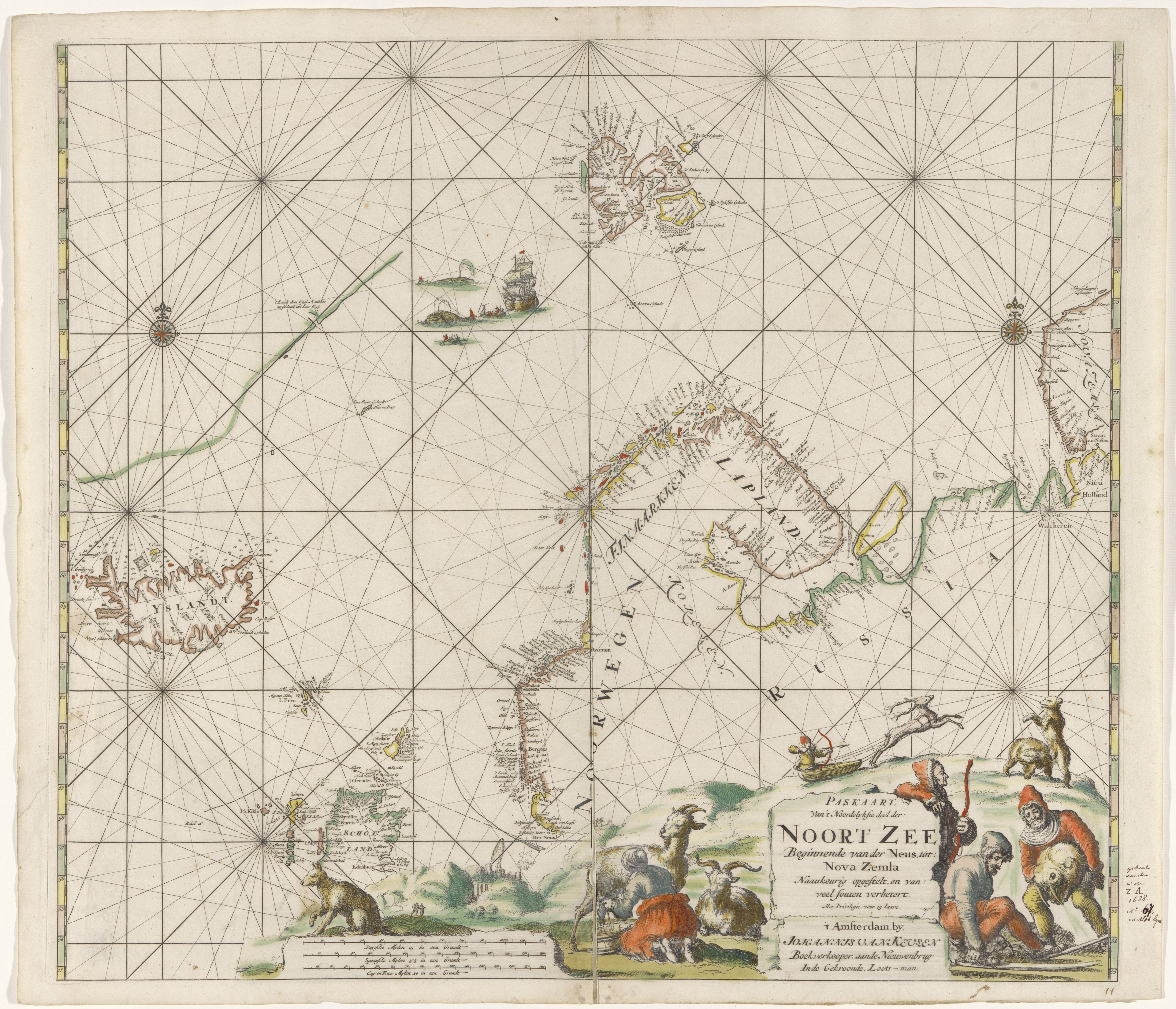
1681-1799
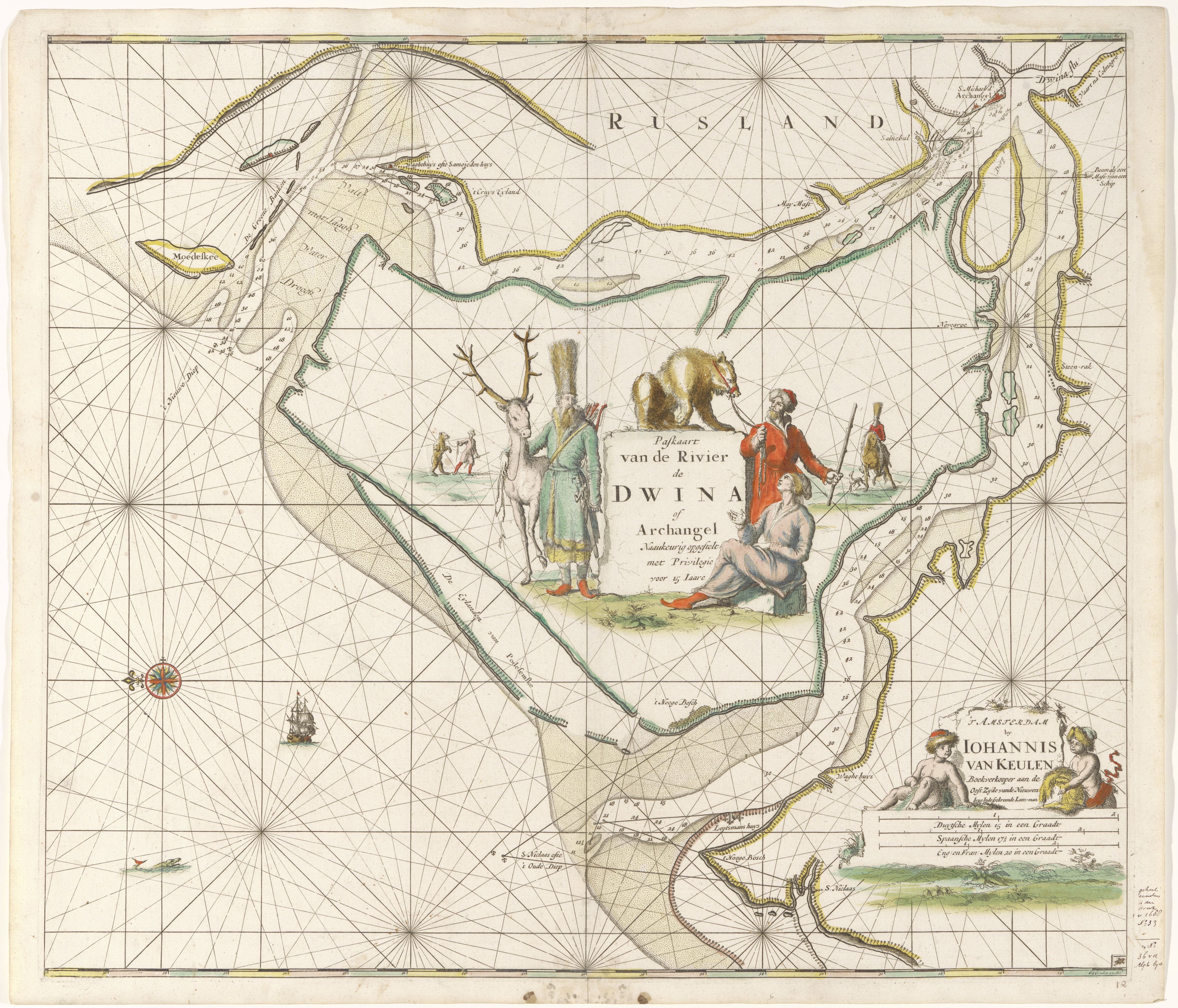
1681-1799
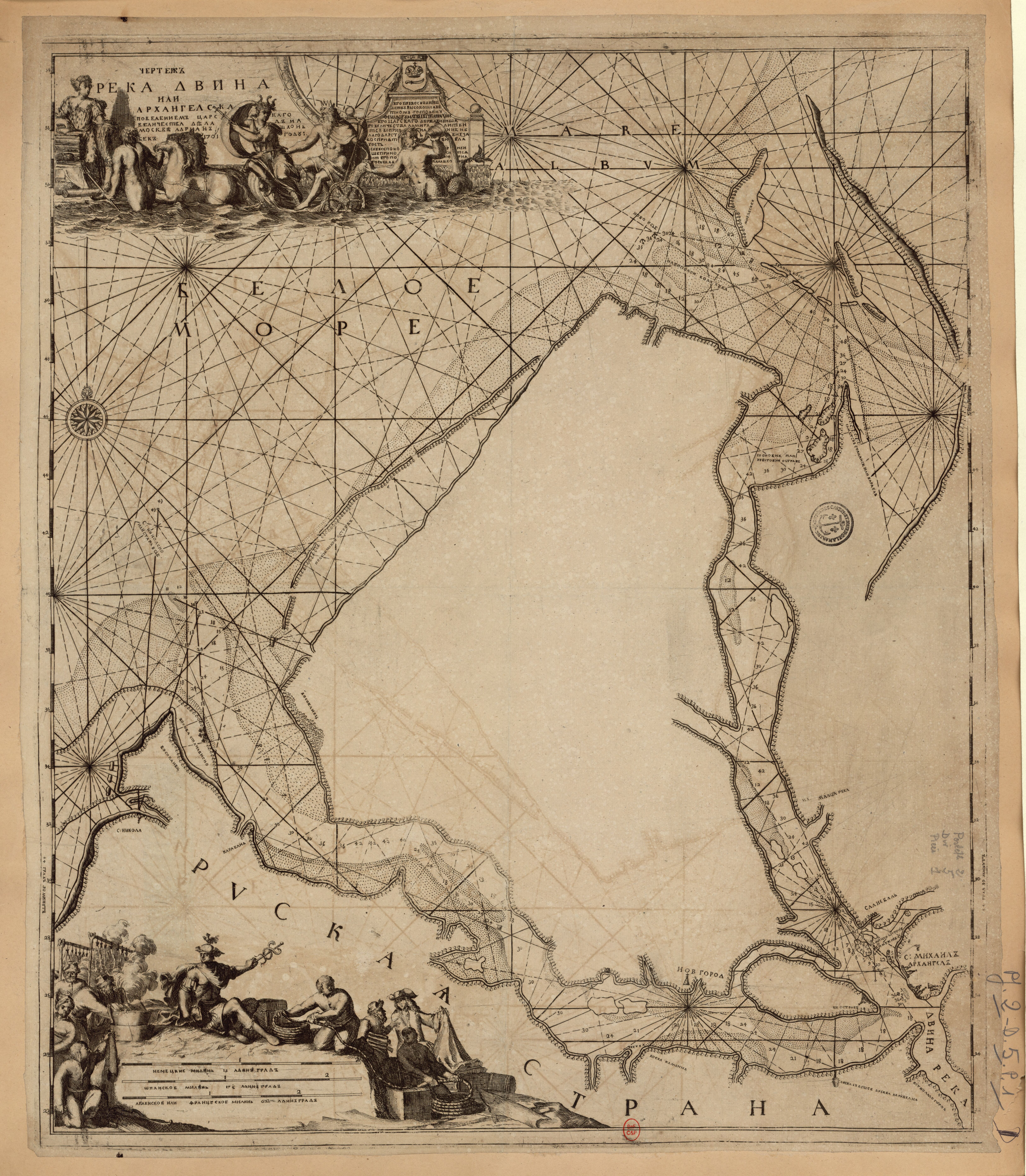

### XVIII
В 1702 году по фарватеру Двины впервые установлены буи, построен Мудьюгский маяк. В Архангельск послан вице-адмирал Крюйс.
С возникновением в 1707 году Петербургского порта роль Архангельского порта очень сильно снизилась, так как в это время вся торговля с иностранными государствами была принудительно переведена из Архангельска в Санкт-Петербург. Начиная с 1713 года, царь Пётр I своими указами начал стеснять торговлю через Архангельск, фактически жертвуя его интересами в пользу нового балтийского порта. В Архангельск Пётр разрешил ввозить только такое количество товаров, которое было необходимо «для прокорма населения». Хотя в 1715 году в архангельский порт пришло 230 судов, а в 1716 порт принял уже 233 судна и в городе освятили нижний, зимний храм Свято-Троицкого кафедрального собора, тем не менее его строительство остановилось как раз из-за нехватки камня — царское удушение начинало сказываться. В 1718 году Пётр I издал указ, запрещавший экспорт хлеба и импорт большей части заграничных товаров через Архангельск, который, по сути, ставил крест на статусе города как торговой столицы России. Число кораблей, приходивших в Архангельск, резко сократилось. 
26 (7) ноября 1721 года Пёрт I издал указ, по которому товары возились к городу только из мест, «прилегающих к водяному ходу Двины». 04 (15) апреля 1722 года Пётр I в Сенате издал указ «О пропуске товаров к городу Архангельску, токмо для нужд местных жителей, а не для отпуска за море».
В 1724 году в порт пришло всего 19 судов.
4 (15) августа 1732 года по результатам работы Воинской морской комиссии Анны Иоанновны было принято решении о восстановлении порта.
В 1734 создана Беломорская военная флотилия.
В 1762 году Екатерина II сняла ограничения на внешнюю торговлю через Архангельск, но установила более высокую торговую пошлину, чем в Санкт-Петербурге. Новый экономический подъём Архангельск испытал в период наполеоновских войн. 

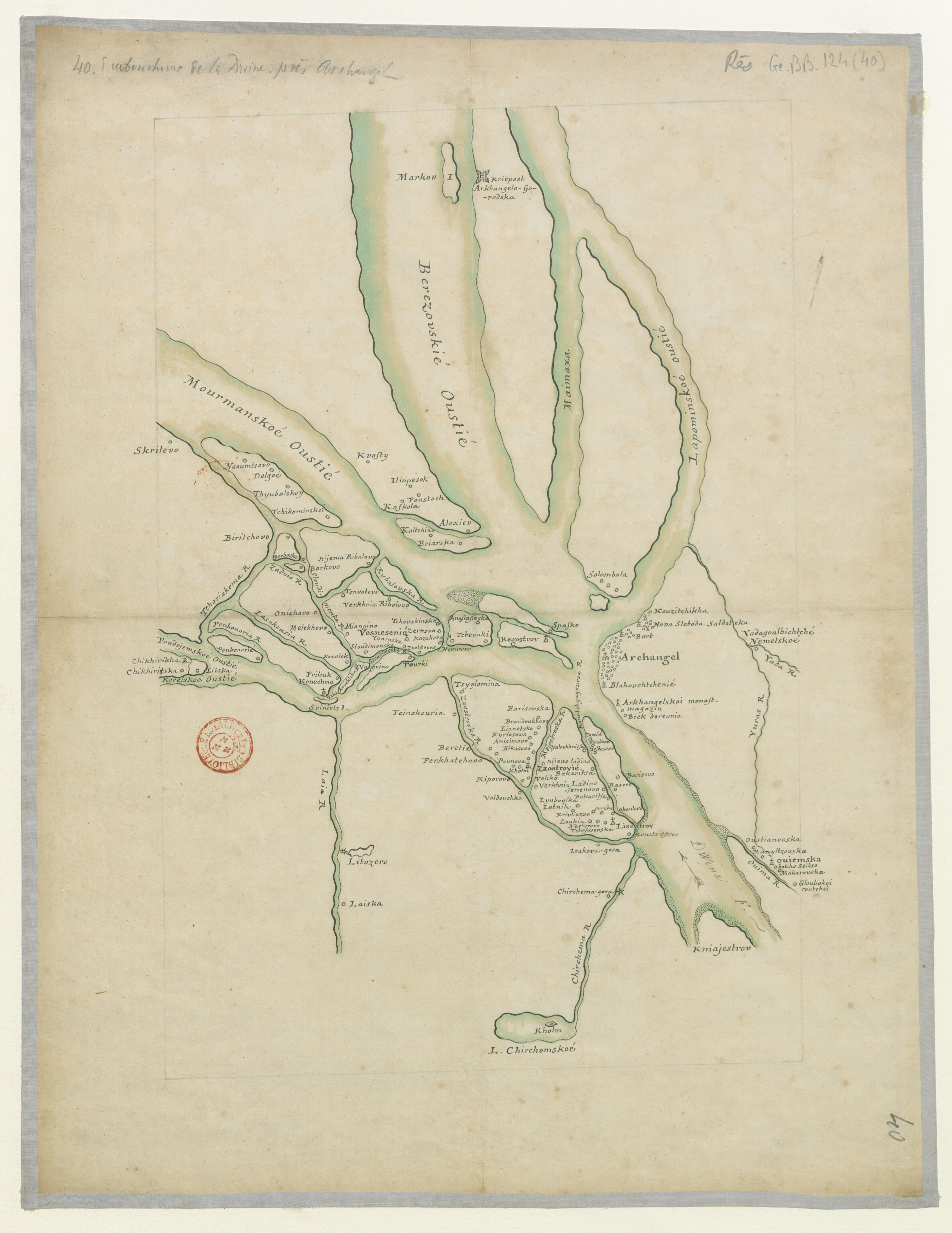
1724-1729
1744
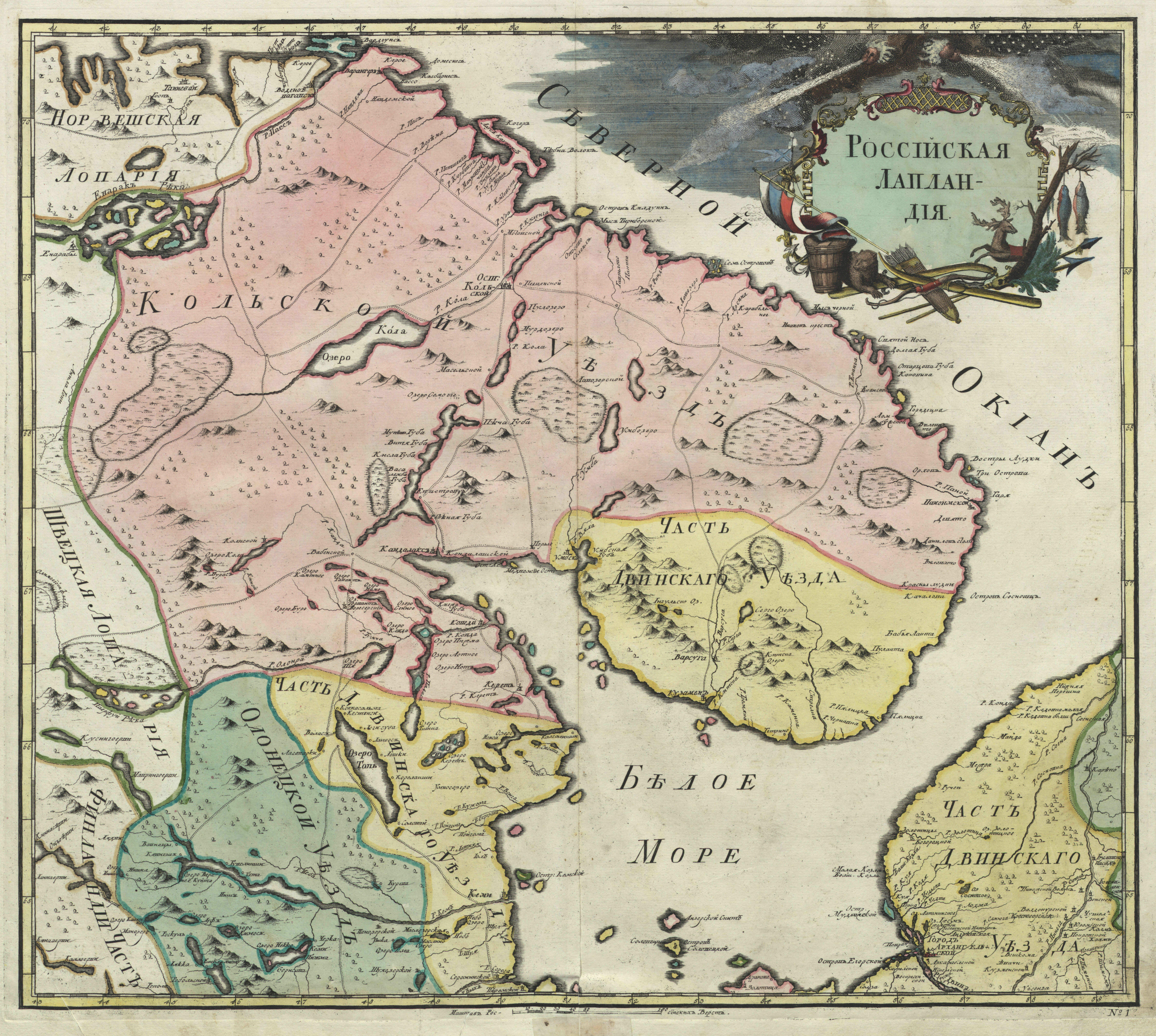
1745

### XIX
В 1805 году построен наплавной мост между Соломбалой и Архангельском.
В 1807—1813 годах, в связи с континентальной блокадой Великобритании, Архангельск остался на то время единственным в России портом, куда могли поступать иностранные товары.

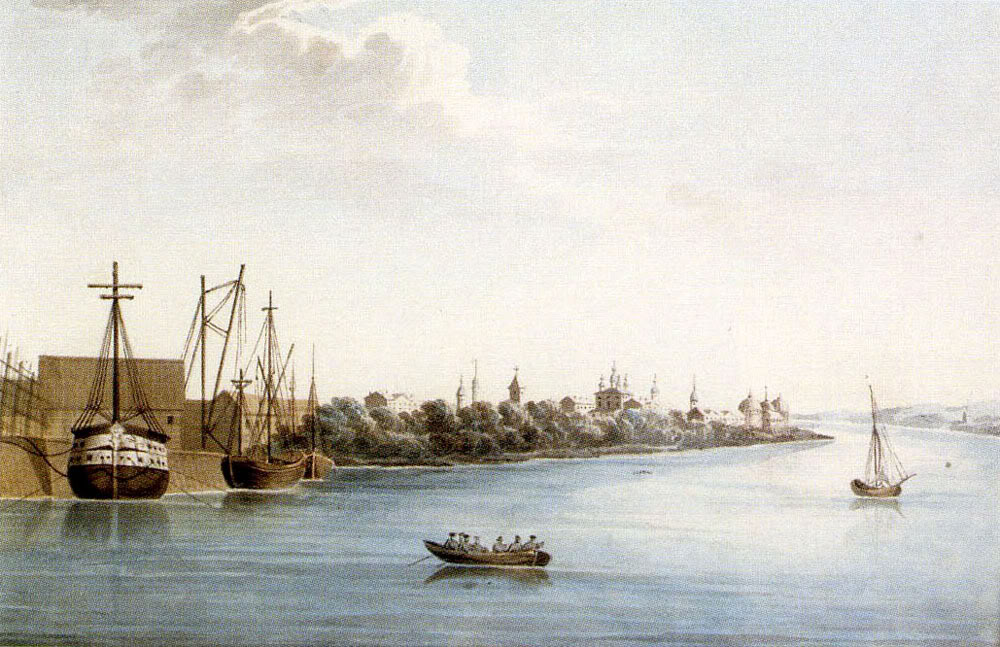
1826
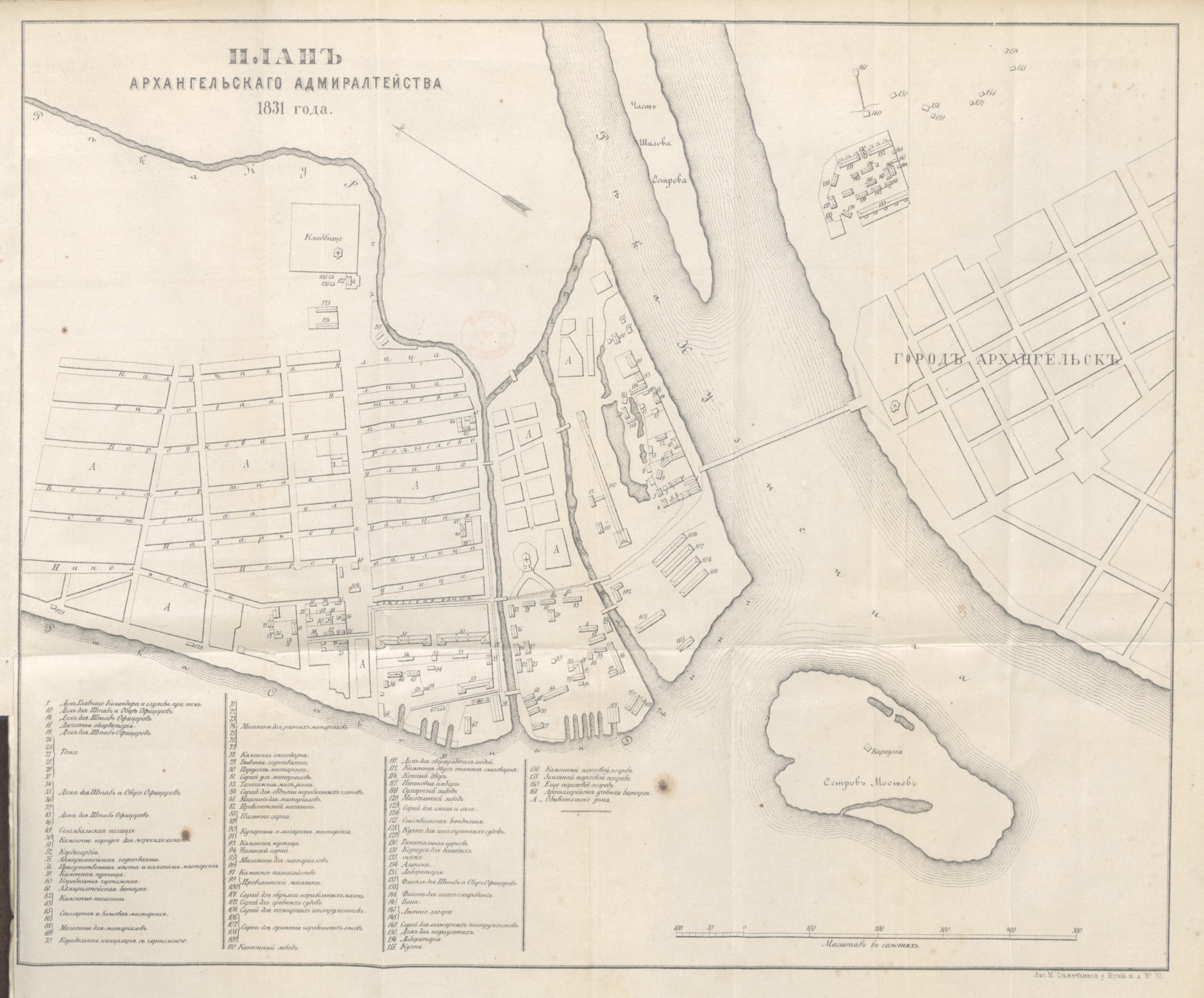
1831
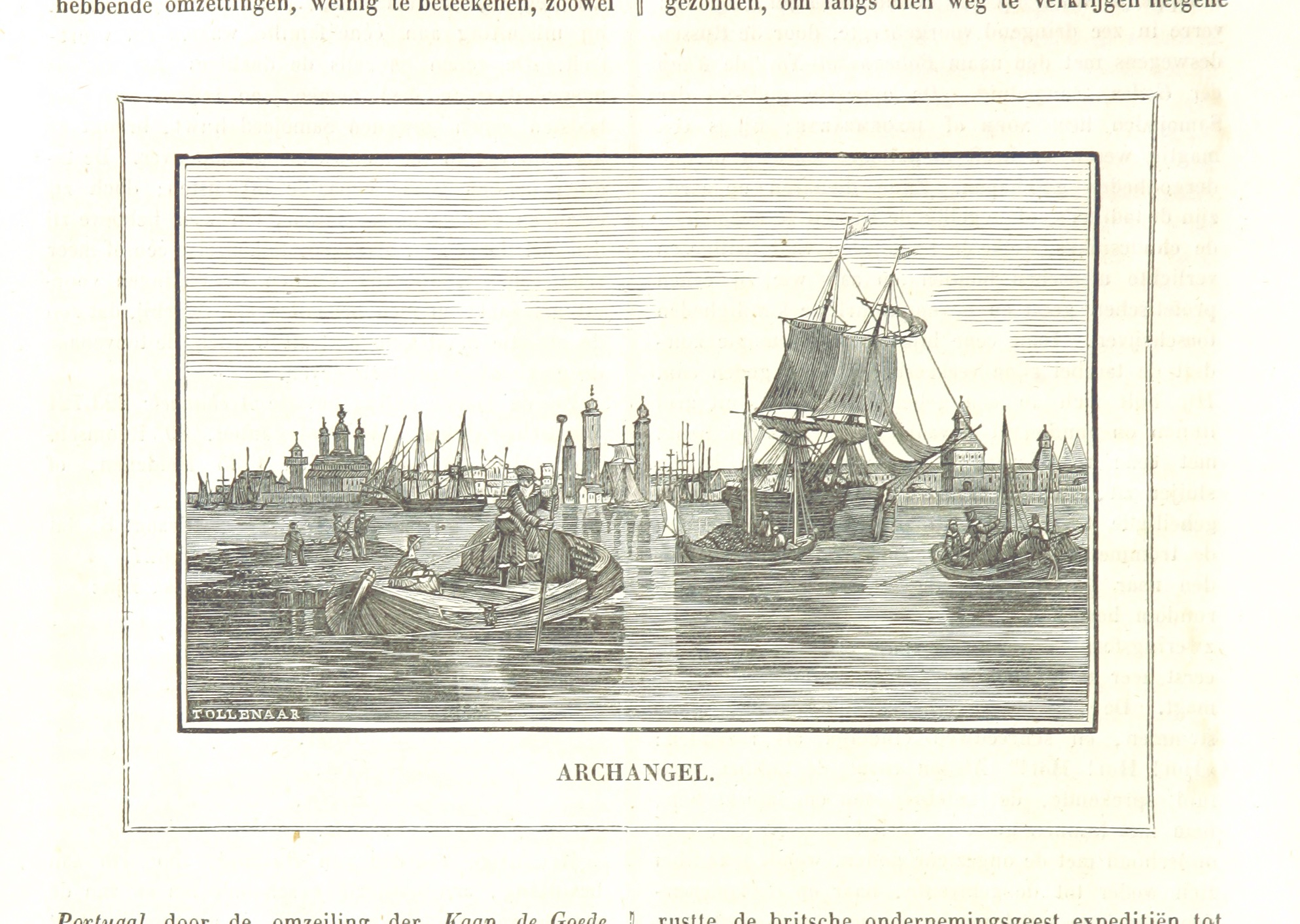
1839
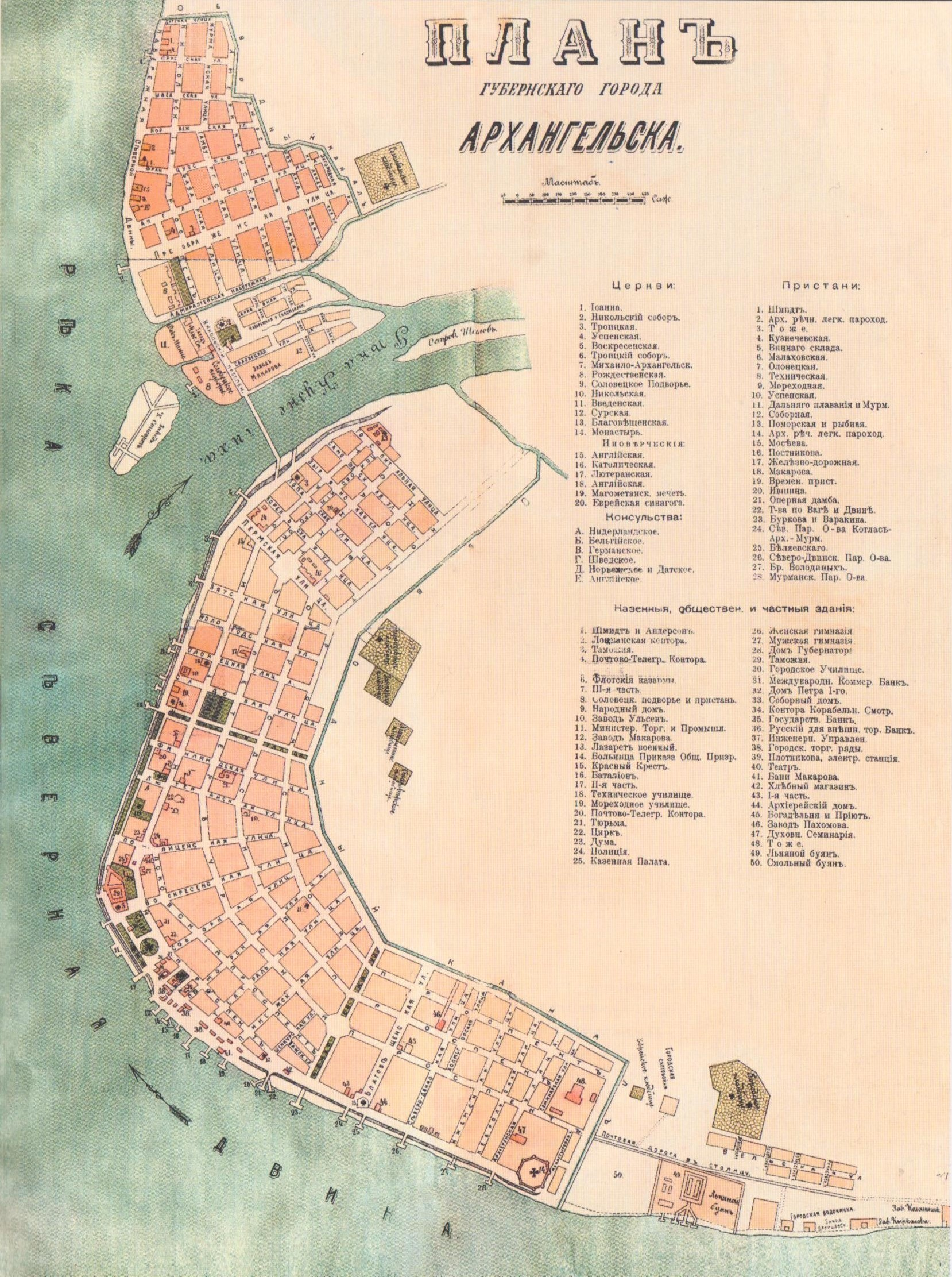
Пристани и консульства в 1890 г.
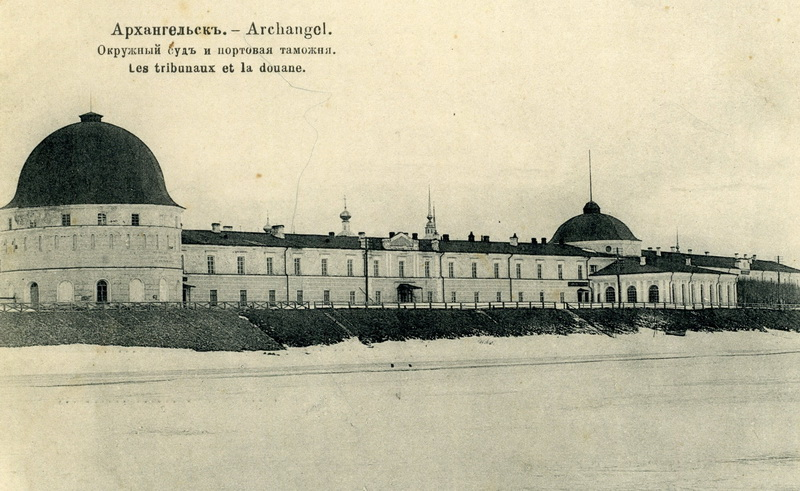
Гостинный двор
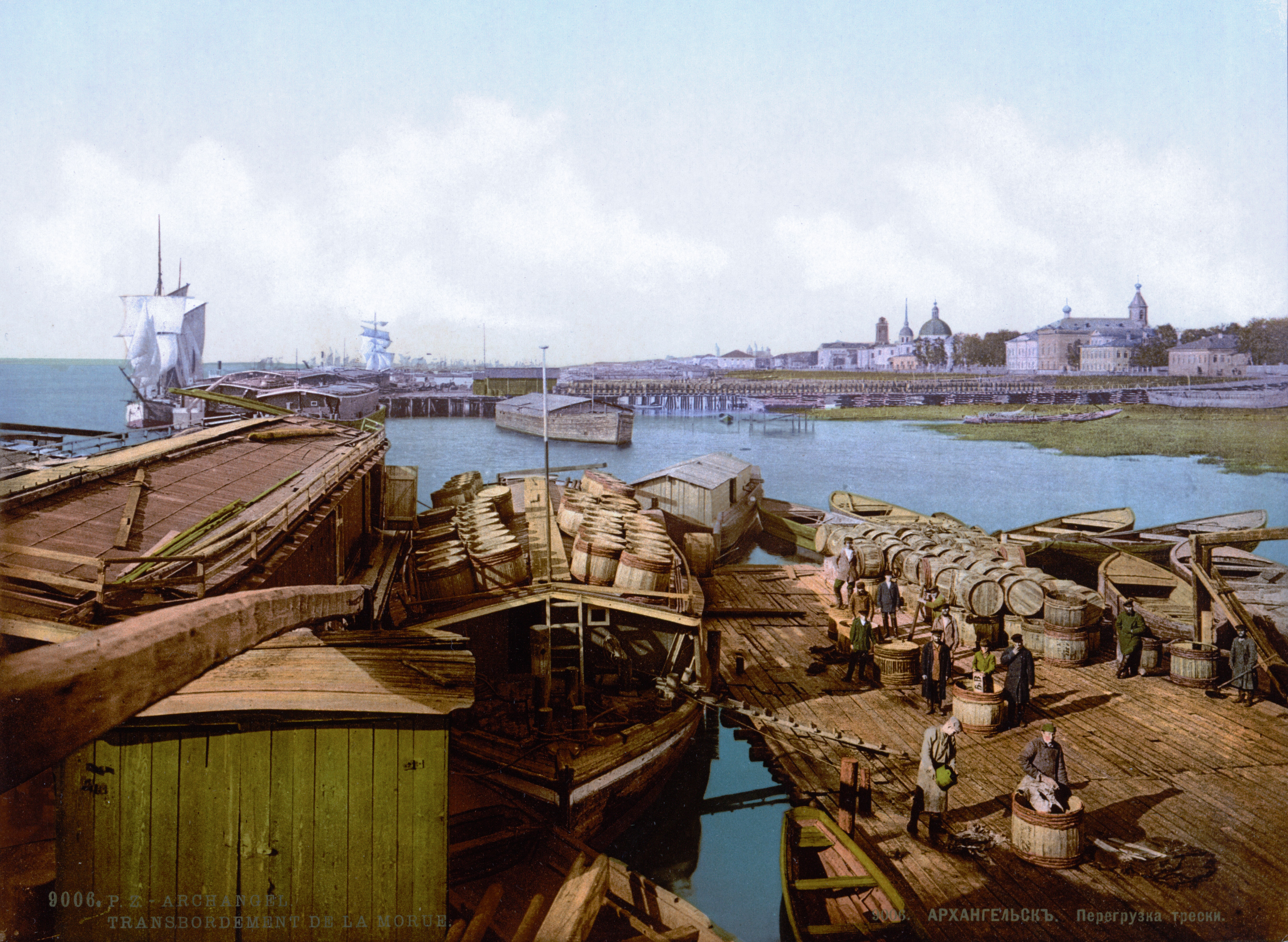
Перегрузка рыбы в 1896 году. Фотохром Петра Павлова
Курочкин, Андрей Михайлович

В 1844 году построен свайный мост между Соломбалой и Архангельском.
В 1854-1855 годах англо-французскими кораблями перехватывались каботажные суда в ходе Беломорской кампании. Организатором обороны порта был С. П. Хрущов.
17 (5) марта 1862 Александр II издал указ «Об упразднении главного порта в Архангельске и о новом штате управления тамошним портом». 11 марта 1862 приказом № 36 генерал-адмирала Константина Николаевича главный порт в Архангельске был упразднен.
В 1875 году основано Товарищество Архангельско-Мурманского срочного пароходства.
В XIX веке спрос на лесоматериалы на мировом рынке вызвал быстрый рост лесозаготовок на Русском Севере и грузооборота порта.
В 1887 году создано Управление работ по улучшению Архангельского порта для проведения дноуглубительных работ, что дало свободный проход паровым морским судам. Большое значение имело сооружение в конце XIX века железной дороги, связавшей порт с центром России и открывшей морской путь сибирскому хлебу за границу.
18 ноября 1897 года открыта железная дорога «Ярославско-Вологодско-Архангельская линия» до станции «Архангельск-пристань». На время половодья движение шло до станции Исакогорка.

### XX
1 апреля 1900 года железная дорога выкуплена государством.
25 апреля 1904 года создано «Управление Архангельского торгового порта».
В годы Первой мировой войны Архангельск стал единственным открытым портом в Европейской России. Началась перестройка всего портового хозяйства на военный лад, также были построены береговые укрепления, установлено минное заграждение, организован корабельный дозор и т. д.
В конце 1914 года началось строительства портового района «Бакарица», который скоро превратился в основную базу по обработке военных грузов. 
В 1915 году основан незамерзающий порт Мурманск.
В 1915 году при Управлении Архангельского торгового порта открыто Ледокольное бюро, в составе которого было 13 ледоколов и ледокольных судов, положивших начало ледокольной флотилии. Эти суда в зимнюю навигацию обеспечивали проводку судов от горла Белого моря в Архангельск. В 1915—1916 годах для продления навигации в зимнее время был построен аванпорт «Экономия». Тогда же около железнодорожной станции «Архангельск-пристань» был оборудован новый район порта — «Левый берег». Созданы районы порта «Экспортная балка», «Биржевая ветка». У пролива Железные Ворота в северной части острова Мудьюгский начато строительство аванпорта «Железных Ворота». За все годы Первой мировой войны грузооборот Архангельского порта достиг небывалых размеров и составил в 1916 году — 2,8 миллиона тонн. К 1917 году морской порт имел 36 стационарных и передвижных кранов, 7 линейных и 9 портовых ледоколов.
26 октября 1916 года в Бакарице произошёл взрыв на пароходе «Барон Дризен», в результате которого погибло более 600 человек. Средства с Железных Ворот переведены на восстановление Бакарицы, аванпорт остался незаконченным. 13 января 1917 года в районе аванпорта «Экономия» произошёл взрыв парохода «Семён Челюскин». (История Архангельска#1725—1917)
В 1918 году по «Декрету о национализации судов» была проведена национализация судов. Во время интервенции производилась денационализация, после которой была новая национализация.
11 апреля 1921 года по Постановлению Совета Народных Комиссаров РСФСР «О мероприятиях» связанных с подписанием торгового соглашения между РСФСР и Великобританией» порт Архангельск считается открытым для иностранных коммерческих судов.
После Великой Октябрьской революции были реконструированы и расширены сооружения порта. У причалов порта и лесозаводов смогли одновременно грузиться и разгружаться несколько десятков советских и иностранных судов. Наличие ледоколов значительно продлило навигацию. В годы Великой Отечественной войны 1941—1945 годов Архангельский морской порт непрерывно принимал по ленд-лизу морские суда со стратегическими товарами для нужд фронта и народного хозяйства СССР. 31 августа 1941 года в порт прибыл первый конвой PQ-0 «Дервиш» (Арктические конвои), 11 октября второй — PQ-1, 30 октября — PQ-2, 22 ноября — PQ-3, 28 ноября — PQ-4, 13 декабря — PQ-5, 20 декабря — PQ-6 (обратные: QP-1 28 сентября, QP-2 3 ноября, QP-3 27 ноября, QP-4 29 декабря), 17 января 1942 года — PQ-8, 21 сентября — PQ-18 (обратные: QP-13 26 июня, QP-14 13 сентября), JW-54B 3 декабря 1943 года, JW-55A 22 декабря, JW-55B 30 декабря (обратный RA-54B 26 ноября), JW-56A 28 января 1944 года.

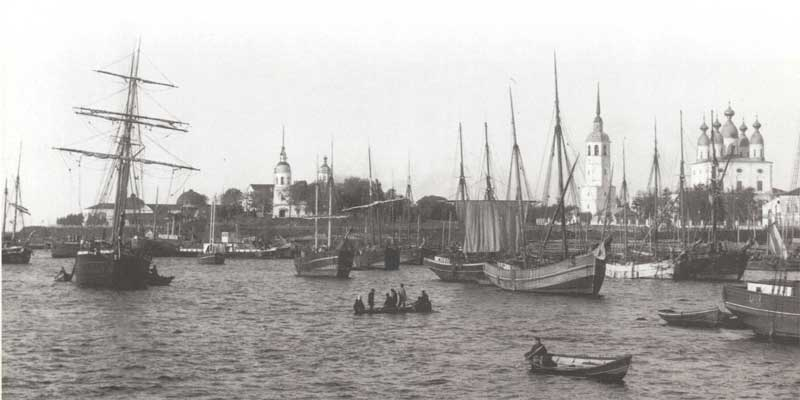
1900 г.
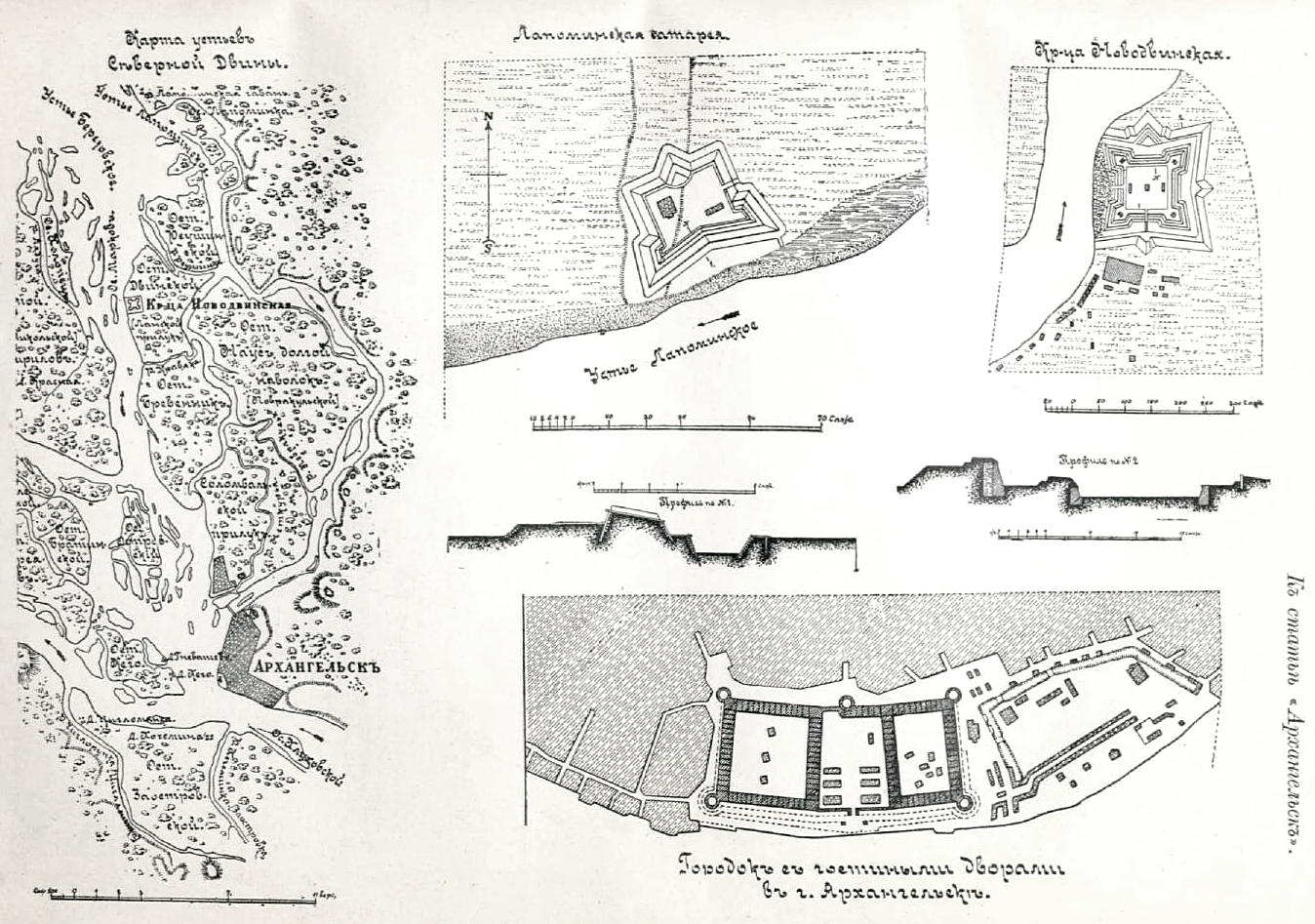
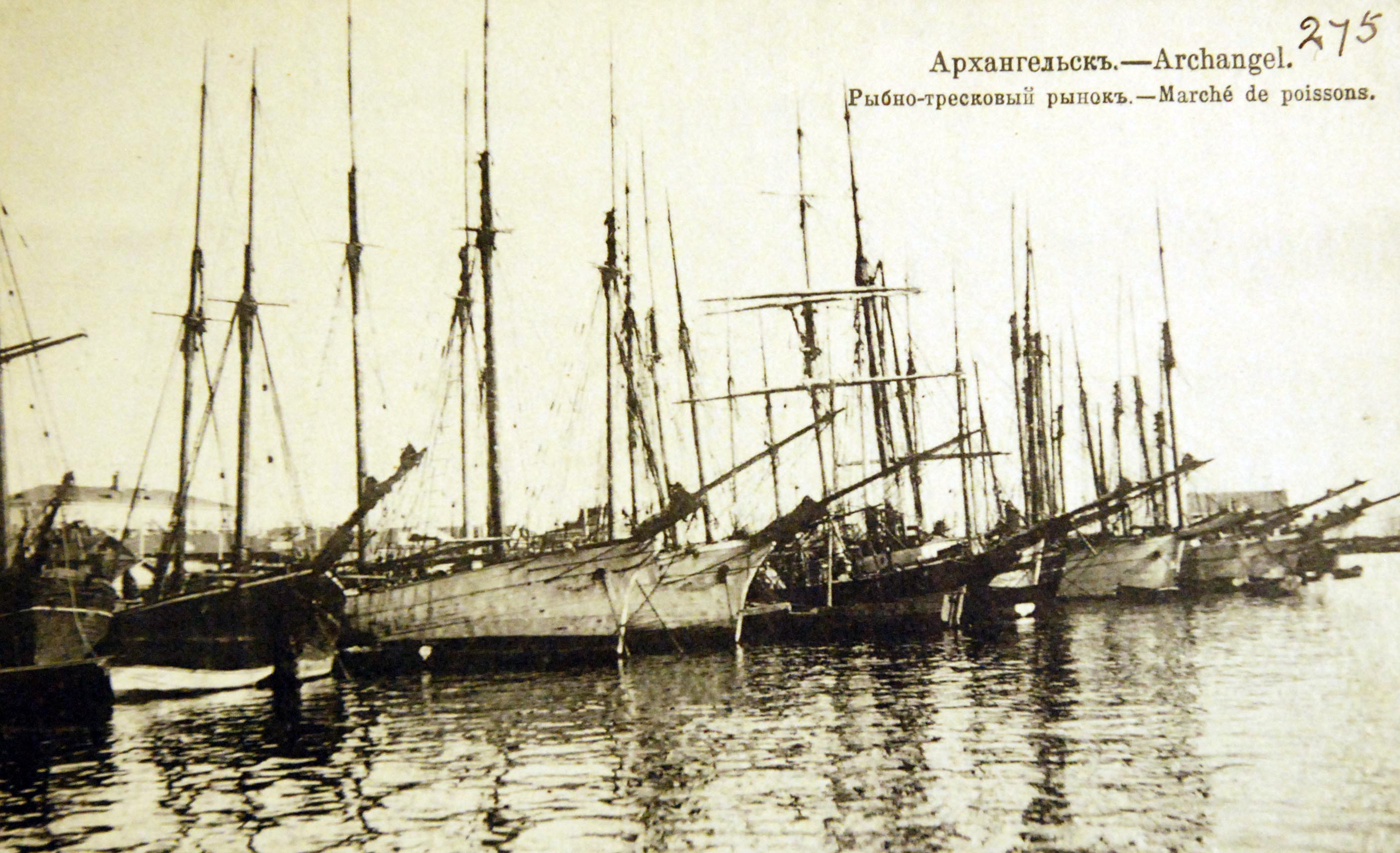
1916 г.
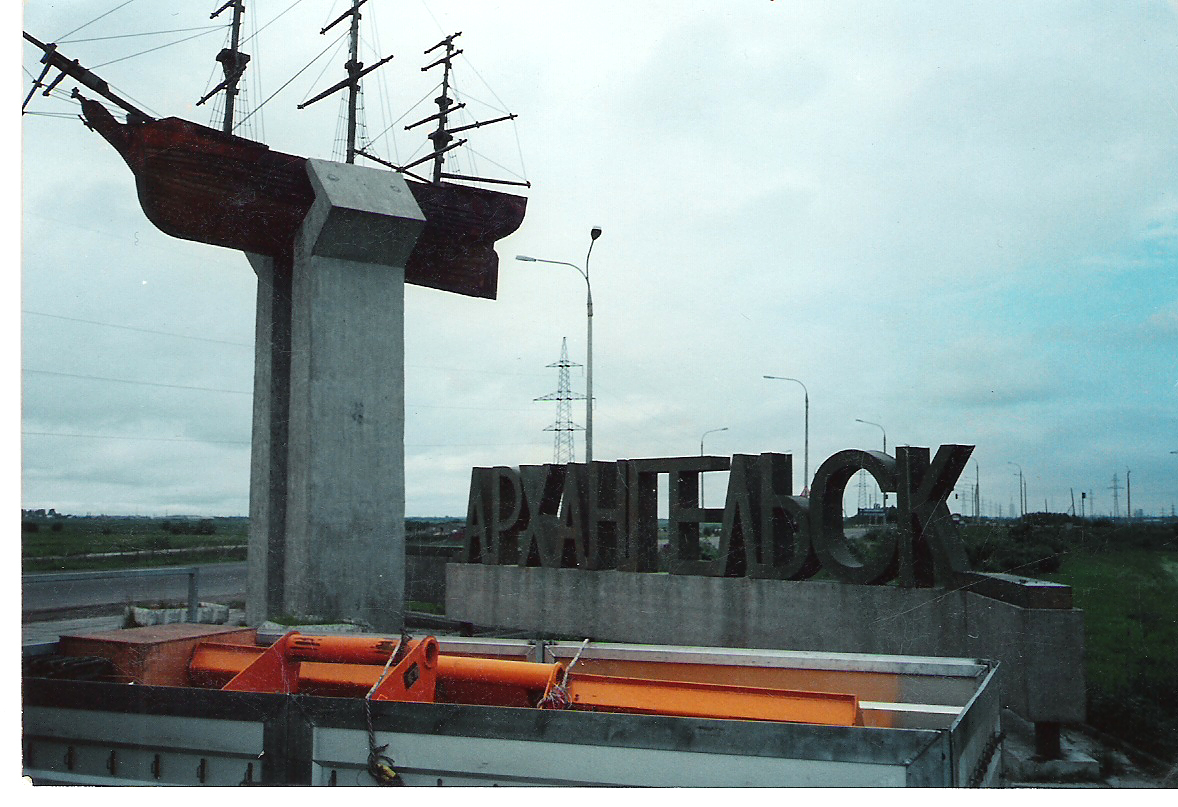
Въездной знак-стелла "город Архангельск"
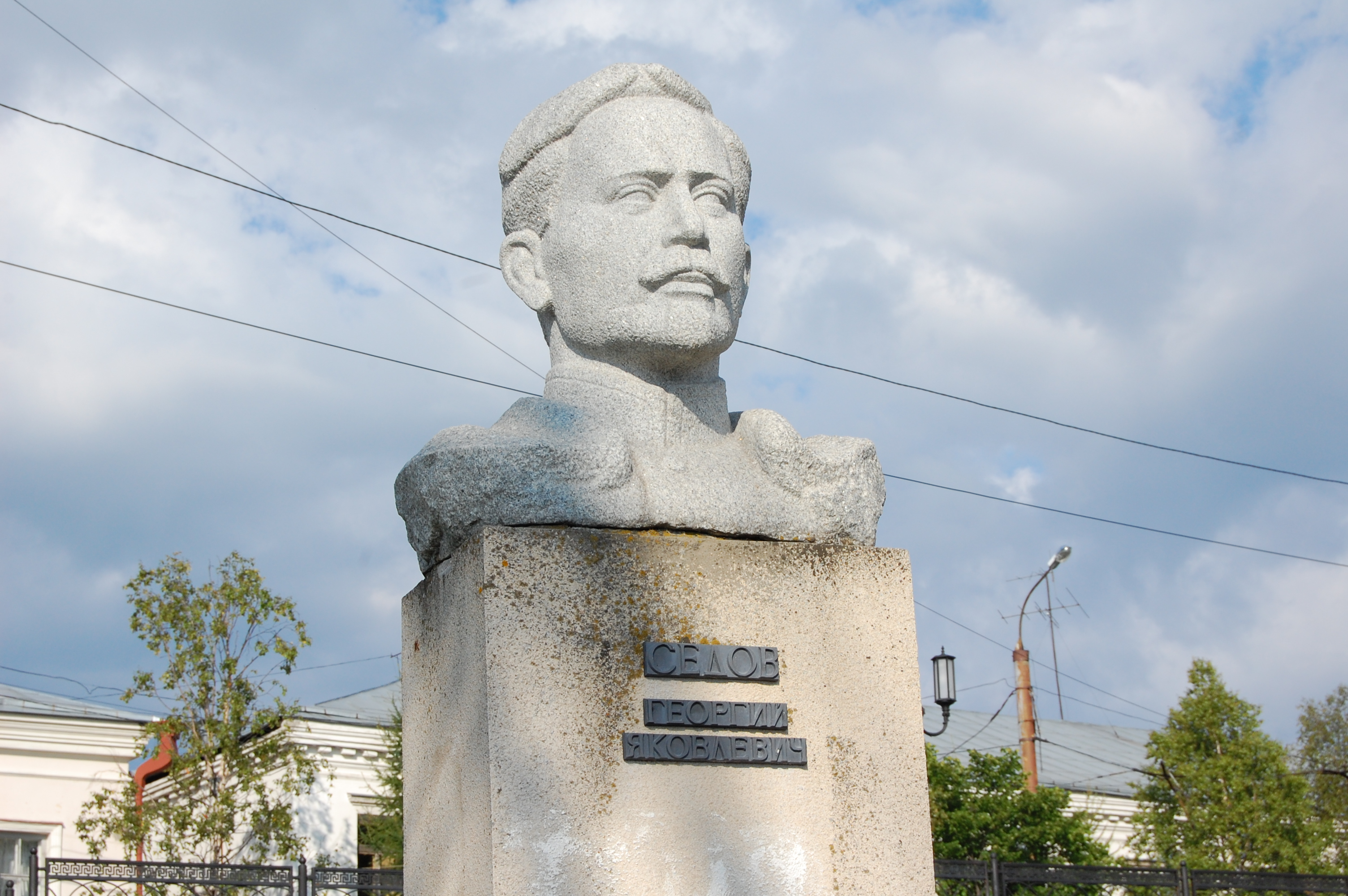
Бюст Г. Я. Седова в Северном морском музее
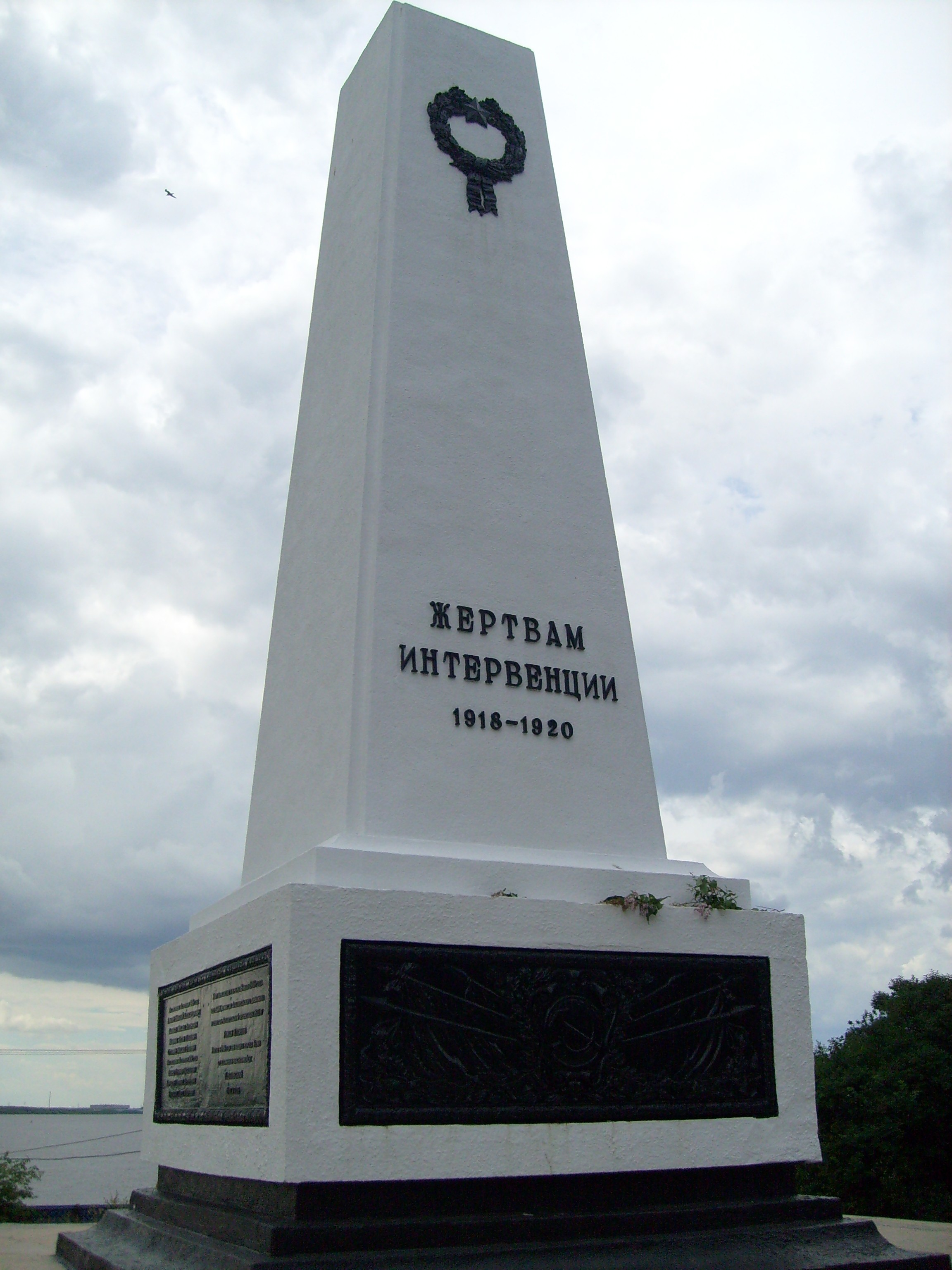
Команда «Святогора» на Обелиске Жертвам интервенции
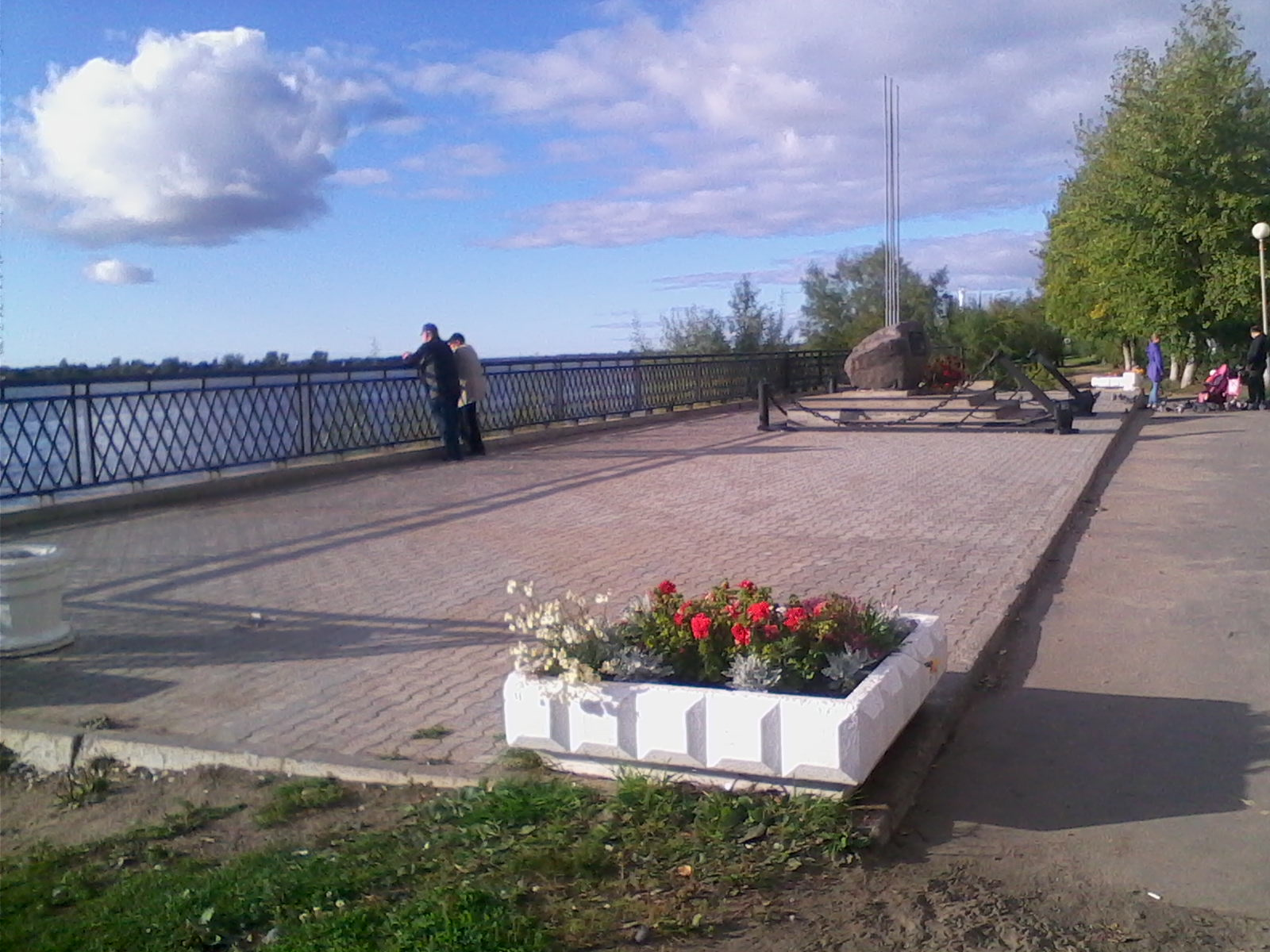
«Всем, кого не вернуло море» Северным конвоям
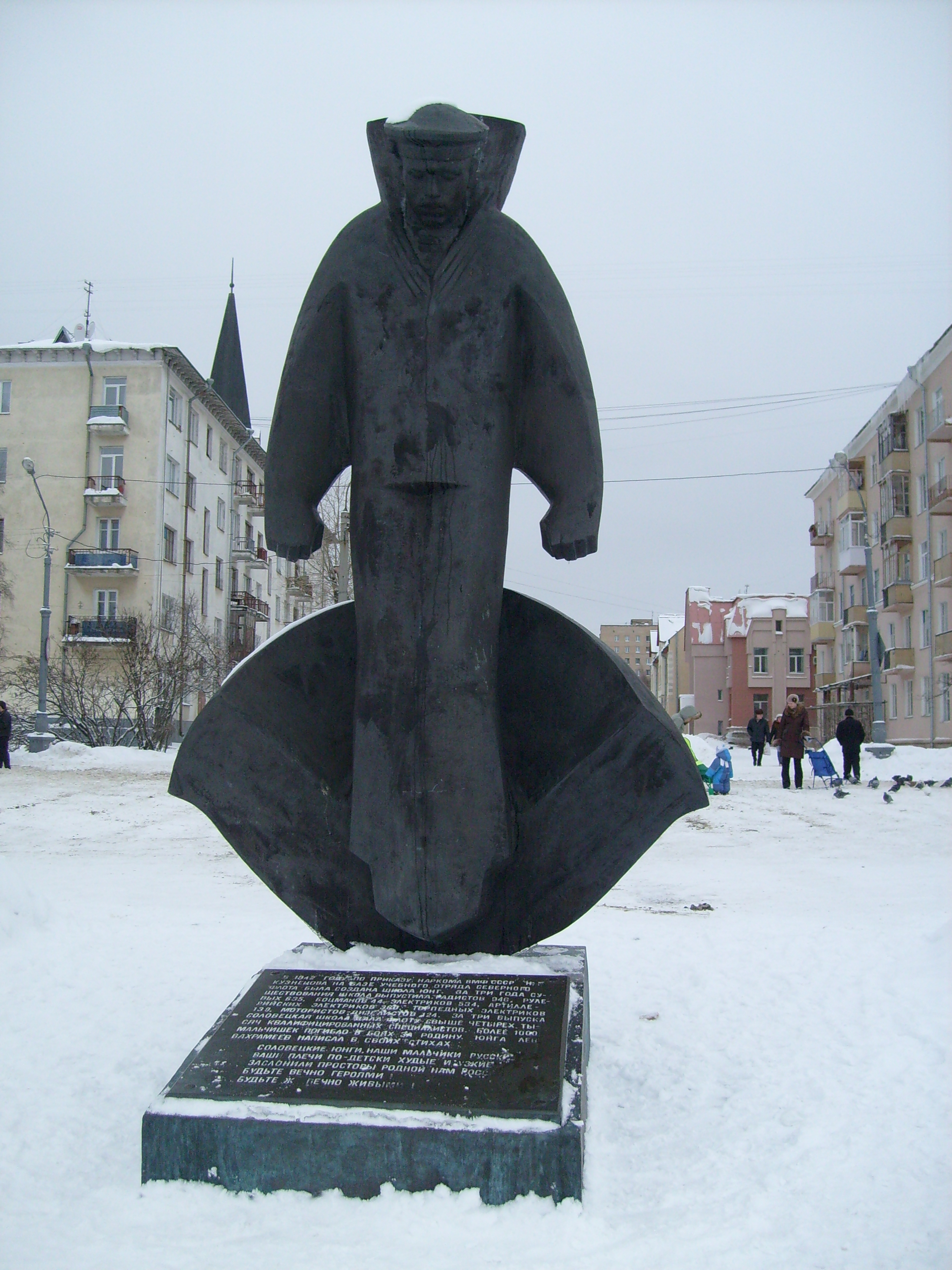
Юнгам Северного флота
Памятник адмиралу Н. Г. Кузнецову
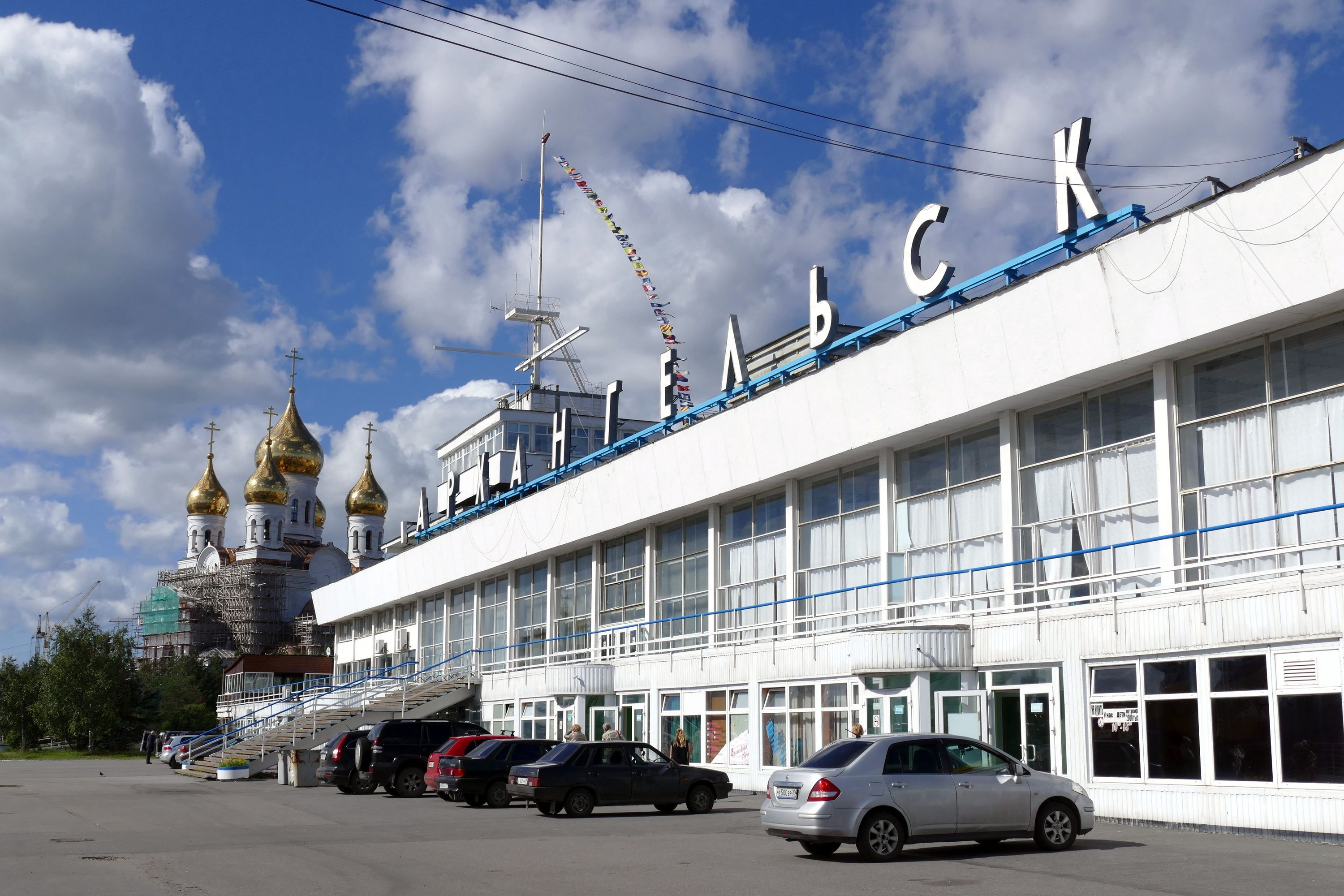
Морской-речной вокзал

В 1960 году началась реконструкция основного грузового района порта Бакарицы. В 1963 году в Бакарице началось строительство первого в Архангельском порту железобетонного причала. С 1959 года по 1967 год пакетные перевозки грузов увеличились с 85 тыс. тонн грузов, до 564 тыс. тонн, а в контейнерах — уменьшились со 138 тыс. тонн до 98 тыс. тонн соответственно. В 1972 году было завершено строительстве объединённого морского и речного вокзала. В годы девятой пятилетки (1971—1975 годы) началась реконструкция «Экономии» — самого отдалённого грузового района порта. В начале 1971 года в Бакарице был построен первый контейнерный терминал.
В 1964 году открыт железнодорожный Северодвинский мост через реку Северная Двина.
В 1969 году построен железнодорожный мост через реку Кузнечиху продливший железную дорогу до терминала Экономия.
В 1963 году издано постановление о строительстве морского и речного вокзала. Здание построено в 1972 году.
4 мая 1985 года указом Президиума Верховного Совета СССР Архангельский морской торговый порт награждён орденом Отечественной войны I степени «за заслуги в обеспечении Советской Армии и Военно-Морского флота в годы войны».
В 1993 году государственное учреждение «Архангельский морской торговый порт» приватизировано. По Постановлению Совета Министров № 1299 образовано государственное учреждение «Морская администрация порта Архангельск», которому отошло не подлежащее приватизации имущество.

### XXI
В марте 2005 года «Морская администрация порта Архангельск» переименовано в «Администрация морского порта Архангельск».
В 2008 году Роснефть получила заказанный и построенный танкер «РН Архангельск» для перевозки нефти через Архангельск.
18 Июня 2013 года в Архангельске открылся филиал Федерального государственного казенного учреждения «Администрация Северного морского пути».
В 2014 произошла реорганизация.
Планировалось включение в территорию порта морских портов Онега, Мезень и портового комплекса месторождения Павловское. К 2026 году планируется строительство терминала для отгрузки свинцово-цинкового концентрата с месторождения.
В 2015 году в акватории Земли Франса-Иосифа заработал пункт пропуска через государственную границу России для морских пассажирских судов, без необходимости захода в порт.
15 апреля 2020 года Минтранс представило «Совместный транспортный план Баренцева региона».
13 июля 2020 года принят Федеральный закон № 193-ФЗ по которому город Архангельск относится к сухопутным территориям Арктической зоны России (АЗРФ). Образована свободная таможенная зона АЗРФ с мерами поддержки резидентов.
В 2022 году завершена реконструкция причалов № 6 и № 7.
1 декабря 2022 года «Архангельский морской торговый порт» сменил форму с АО на ООО.
В 2023 году стенд на улице Воскресенской был преобразован в мозаичное панно «Архангельск – первый морской порт России».
В 2023 году Архангельский речной порт обустроил новые причалы, складские площади и сформировал в районе поселка 2-го лесозавода третий грузовой терминал.
В 2024 году порт включён в перечень пунктов пропуска через госграницу России для экспорта нитрата аммония.
В мае 2024 года делегация губернатора посещала порт Далянь. В июне делегация порта Далянь ознакамливалась с возможностями аванпорта Экономия. На ПМЭФ-2024 с FESCO подписано соглашение по инвестиционным проектам и логистическому развитию.

## Грузооборот порта
|                        | 1905 | 1912 | 2008 | 2009  | 2010 | 2011 | 2012 | 2013 | 2014  | 2015  | 2016  | 2017 | 2018 | 2019 | 2020 | 2021 | 2023 |
| Грузооборот, млн. тонн | 0,73 | 1,04 | 4,4  | 3,27  | 4,5  | 4,26 | 5,58 | 5,26 | 4,2   | 3,76  | 2,6   | 2,4  | 2,39 | 2,7  | 3,3  | 3,2  | 1,9  |
| Рост, %                | -    |      |      | -25,6 | 37,6 | -5,3 | 30,9 | -5,7 | -20,1 | -10,4 | -30,8 | -7,6 | -0,4 | 12,9 | 22,2 | -2   |      |

За 11 месяцев 2008 года грузооборот порта Архангельск сократился на 9 % и составил 4,4 млн тонн. Грузооборот порта Архангельск в 2009 году сократился на 30,58 % до 3,27 млн тонн, в 2010 году грузооборот вырос на 38,1 % до 4,5 млн тонн. Грузооборот порта Архангельск в 2011 году снизился до 4,26 млн тонн. За 2012 год грузооборот порта Архангельск за вырос на 26 % до 5,58 тонн, в том числе объём перевалки нефтепродуктов возрос на 60,6 %. Грузооборот порта Архангельск в 2013 году сократился на 14,3 % — до 4,4 млн тонн. В 2014 году грузооборот Архангельского порта снизился на 5,4 % до 4,2 млн тонн. В 2015 году грузооборот порта Архангельск снизился до 3,76 млн тонн, при этом перевалка наливных грузов упала на 25,7 %. В 2016 году грузооборот порта Архангельск сократился на 31 % до 2,6 млн тонн. Грузооборот порта Архангельск в 2017 году составил 2,4 млн тонн (-8 %), при этом ООО «РН-Архангельскнефтепродукт» сократило перевалку наливных грузов на 14,8 % до 0,74 млн тонн. Перевалка сухих грузов выросла на 9,5 % до 29,12 млн тонн. В 2018 году грузооборот порта Архангельск составил 2,394 млн тонн. В 2019 году грузооборот порта Архангельск составил 2,7 млн тонн (-3,0 %) (по другим данным архангельским портом за 2019 год переработано 4,5 млн тонн груза).

## Участие в проектах по освоению Арктики
В 2015 году 16 апреля статус внешнего рейда морского порта Архангельск получил участок акватории (80°45′37″ с. ш. 47°39′11″ в. д.) в бухте Северная залива Дежнёва на острове Земля Александры (архипелаг Земля Франца-Иосифа).
Порт имеет большой опыт снабжения арктических проектов. Среди них строительство порта Сабетта, нефтедобывающей платформы для Приразломного нефтяного месторождения. В настоящее время на территории морского порта Архангельск реализуется совместный проект Минобороны России и УК «Лидер» по созданию производственно-логистического комплекса для нужд ведомства, который имеет также и коммерческую составляющую с грузооборотом порядка до 800 тыс. тонн ежегодно.
25 июля 2023 года порт включен в список участников программы субсидирования каботажных перевозок по СМП. В 2024 году были субсидированы рейсы: Архангельск — порт Восточный в июле и Архангельск — Певек в августе.
В 2025 году планируется начало строительства порта на Новой Земле для обслуживания Павловского месторождения.

## Глубоководный район морского порта Архангельск
Строительство глубоководного района морского порта Архангельск предусматривалось Стратегией социально-экономического развития Северо-Западного федерального округа до 2020 года. Начать строительство планировалось в 2020 году. Планировалось, что запуск глубоководного района мог обеспечить перевалку грузов, поступающих по железнодорожным магистралям «Северный широтный ход» и «Белкомур». Стоимость строительства в 2018 году оценивалась в 149,8 млрд рублей в ценах соответствующих лет. Предполагалось построить мультимодальный хаб из 2 специализированных (минеральных удобрений, нефтеналивных грузов и газового конденсата) и 4 универсальных (металлогрузов, навалочных, лесных грузов, генеральных и контейнерных грузов) морских терминала совокупной мощностью до 38 млн тонн, подъездные автомобильную и железную дороги. Реализация дноуглубительных работ могла позволить глубоководному району порта принимать суда класса Panamax с максимальной осадкой до 14,5 м и дедвейтом до 75 тыс. тонн.
Транспортной стратегией Российской Федерации на период до 2030 года и Стратегией развития морской портовой инфраструктуры России до 2030 года предусматривается строительство ГР МПА вблизи маяка на мысе Куйский, в 3 км к северо-западу от устья реки Куи. Площадь глубоководного порта составит 270 га, в том числе 150 га придутся на искусственные участки земли. Необходимо построить подходной канал длиной около 10 км и шириной 160 м.
Из четырёх рассматривавшихся участков самый северный у маяка Куйский (65°06′13″ с. ш. 40°03′03″ в. д.) наименее подвержен наносам из речных рукавов. Возможная осадка судов оценивалась в 17 м. Запуск планировался на 2023 г. Проект глубоководного порта был разработан Ленморниипроект. В 2019 г. сообщалось, что проект находится на «доформулировании» и доработке. Перспективы проекта зависят от Белкомура или конкурентных условий данного грубоководного района. В 2021 г. сообщалось, что начало строительства планируется на 2023 г. Отмечалось, что, в сравнении с мурманским портом, архангельский порт традиционен и логистически выгодней для снабжения существующих арктических проектов и строек, а с портом в Индиге может не быть конкуренции по различающейся номенклатуре грузов или в возможной монопрофильности Индиги под метаноловое производство.
Управляющей компанией по проекту является акционерное общество "Арктический транспортно-промышленный узел «Архангельск».
Территориальным планом Архангельской области планировались: автомобильная дорога Архангельск – Патракеевка – Глубоководный район «Северный» Архангельского морского порта (к 2030 году); 2 одноцепные воздушные линии 110 кВ от РП-110 кВ до ПС 110 кВ Порт; строительство подъездного железнодорожного пути от станции Архангельск-Город к району «Северный» (портовая станция); строительство нефтепровода Микунь – Благоево – Веегора – «Северный».
22 сентября 2023 правительство РФ утвердило комплексный план по развитию Архангельского транспортного узла на период до 2035 года.
6 июня 2024 года на XXVII Петербургском международном экономическом форуме губернатор Архангельской области, Евросиб и Сбербанк подписали соглашение о сотрудничестве. Соглашение предусматривает работу над инвестиционным проектом глубоководного порта в форме государственно-частного партнёрства. Также в работе над инвестиционным проектом участвует Росатом. В ноябре 2024 года декларацию о намерениях планируется представить в Росморречфлоте. Начало строительно-монтажных работ планируется на 2026 год, а ввод в эксплуатацию – на 2031 год.
8 — 9 августа 2024 года в Архангельске прошёл II Форум «Арктика – Регионы» по развитию логистики Северного морского пути. В повестке форума было обсуждение интермодального хаба нового глубоководного порта.
16 августа 2024 года зарегистрирована «Специализированная проектная компания «Глубоководный порт Архангельск» с основным видом деятельности в строительстве портовых сооружений.

## Грузовая база
По оценке ООО «Морстройтехнология», потенциальная грузовая база для глубоководного района без привязки к другим инфраструктурным проектам составляет до 27 миллионов тонн ежегодно, а реализация проектов Северного широтного хода и «Белкомур» усиливают привлекательность проекта за счет дополнительных 9 миллионов тонн удобрений и до 10,2 миллиона тонн нефтегазовых грузов. При этом строительство нового глубоководного порта и железнодорожной магистрали «Белкомур» — это два самостоятельных проекта. Грузовая база формируется за счет переориентации грузопотоков из портов Прибалтики, создания грузопотока «нишевых» грузов, обслуживания дополнительных грузопотоков за счет роста производства промышленных предприятий регионов тяготения глубоководного порта (в частности, Северо-Западного региона и Урала).
Потенциал для инвестиций
Стратегическим партнером проекта является китайская компания Poly International Holding. В 2016 году АО «Арктический транспортно-промышленный узел „Архангельск“» и Poly International Holding подписали соглашение о намерениях по реализации проекта строительства глубоководного порта. В 2017 году в Пекине состоялась презентация проекта представителям органов государственной власти и финансовых и коммерческих организаций Китая, по итогам которой проект признан значимым для развития международного транзитного потенциала КНР и России. В 2018 году на основании ежегодного совместного плана мероприятий по реализации проекта ведется обсуждение принципиальных условий участия в проекте со стороны китайского партнера. Poly International Holding является «дочкой» китайского гиганта Poly Group. Эта корпорация осуществляет свою деятельность в сферах инноваций, машиностроения, международной торговли, разработки и производства военной и авиационно-космической техники и комплектующих, добычи природных ресурсов, металлургии, строительства и девелопмента, инвестиций. В 2015 году совокупные активы китайского холдинга превысили 62 млрд долларов США. Входит в топ-500 крупнейших компаний мира и топ-100 компаний КНР.
Проект предполагается реализовать на базе государственно-частного партнёрства с применением механизма частной концессионной инициативы. Проект глубоководного района порта претендует на получение финансирования при содействии Внешэкономбанка. В сентябре 2017 года представители Внешэкономбанка заявили о соответствии проекта строительства глубоководного района морского порта Архангельск перечню приоритетных сфер экономики, среди которых происходит отбор проектов в рамках инструмента «фабрика проектного финансирования». Проект глубоководного района получил положительную оценку по итогам первичного экспресс-анализа. В настоящее время проводится его комплексная оценка.

## Международное межпортовое сотрудничество
На 2016 год действовали судоходные линии «Nortimbex Line» и «NSC Arkhangelsk Lines» на маршруте Архангельск – Европейский континент /Великобритания – Норвегия – Архангельск. На контейнерных линиях до Антверпена и Бремена работают линейные агенты PWL Shipping, TR  Shipping N.V., СМП-Агентство, Incotrans GmbH.
24 апреля 2018 года действующий морской порт Архангельск начал сотрудничество с международным портом Антверпен. На расширенной встрече официальных делегаций от Министерства транспорта Архангельской области и Посольства Бельгии в России был подписан Меморандум о взаимопонимании между представителями АТПУ, действующего порта Архангельск и порта Антверпен. Бельгийцы планируют перевозку грузов для проектов разработки и освоения месторождений полезных ископаемых в Арктической зоне РФ. Стороны также будут сотрудничать в сфере разработки совместных маркетинговых программ, обмена информацией и опытом в сфере трансфера технологий, подготовки персонала и развития портовой и транспортной инфраструктуры в районе будущего строительства глубоководного порта.
В июле 2024 года китайская компания Torgmoll запустила линию «Арктический экспресс № 1». Через порт Архангельск по железной дороге грузы доставляются в Санкт-Петербург и Москву (ТЛЦ «Белый Раст»), по Северному морскому пути в порты Шанхай и Нинбо.

## Речной транспорт

### Пассажирские перевозки
Между островами, правым и левым берегом действуют паромные переправы. Организованы стоянки катеров и яхт. Действует яхт-клуб. Теплоход «Коммунар» передан Северному морскому музею и пришвартован на Красной пристани. Навигация осуществляется с мая по ноябрь. Основные направления следования теплоходов: Архангельск – Нижнее Рыболово – Чубола (33 км), Архангельск – Вознесенье – Конецдворье - Ластола – Тойватово (27 км), Архангельск – Долгое – Красное (20 км), Архангельск – Кегостров, Соломбала – Хабарка – Выселки – Пустошь (6 км), Кузнечевский лесозавод – Экономия – Реушеньга – Лапоминка (8-14 км). Дальние маршруты: Архангельск – Вавчуга (85 км), Архангельск – Соловецкий (160 миль), Архангельск – Патракеевка (52 км, теплоход Куя), Архангельск – Койда (181 миля, теплоход Беломорье). До Котласа пассажироперевозка теплоходами осуществлялась до 2006 года.

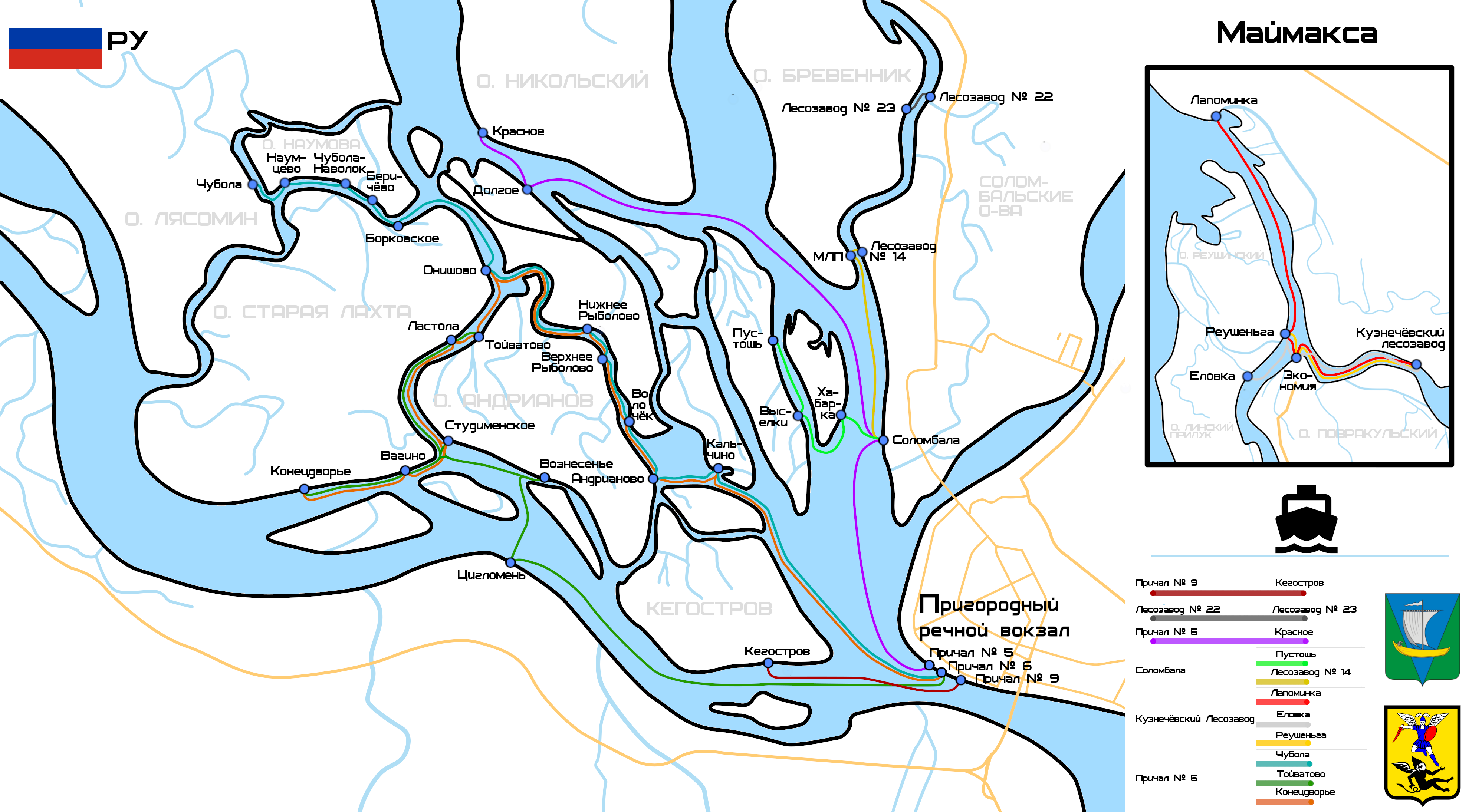
Схема паромных маршрутов
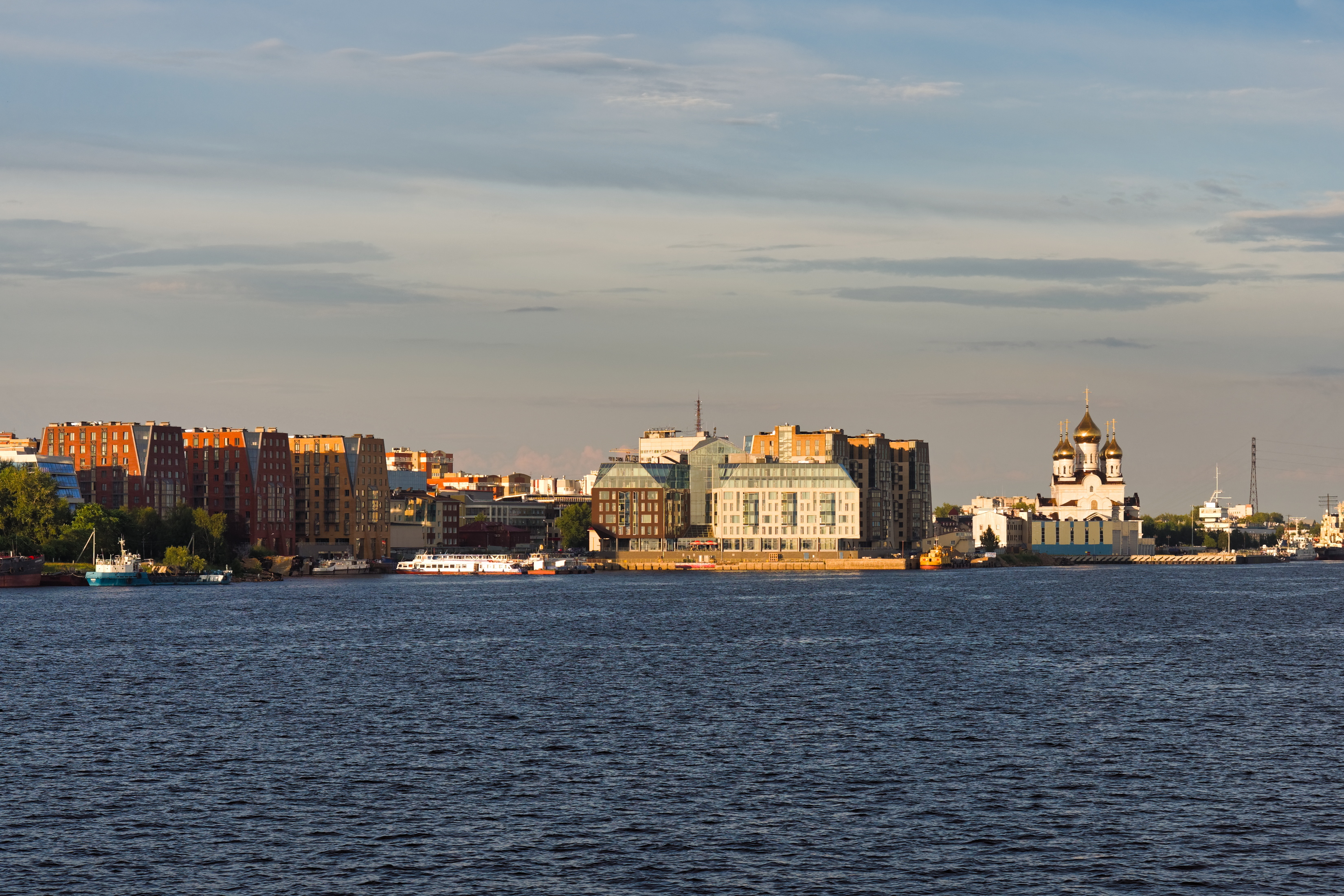
Причалы № 1-8 речных паромов
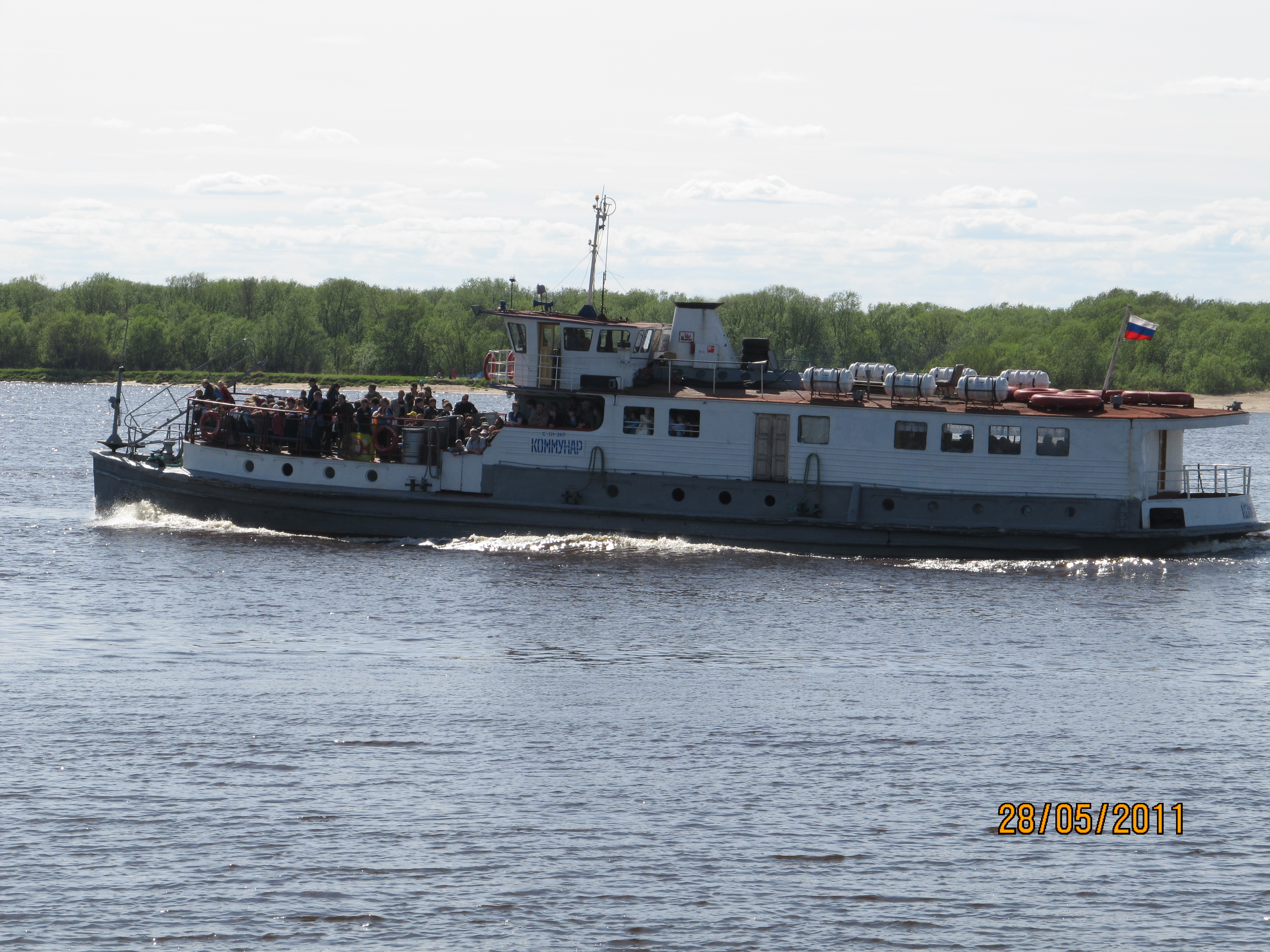
Речной теплоход «Коммунар»
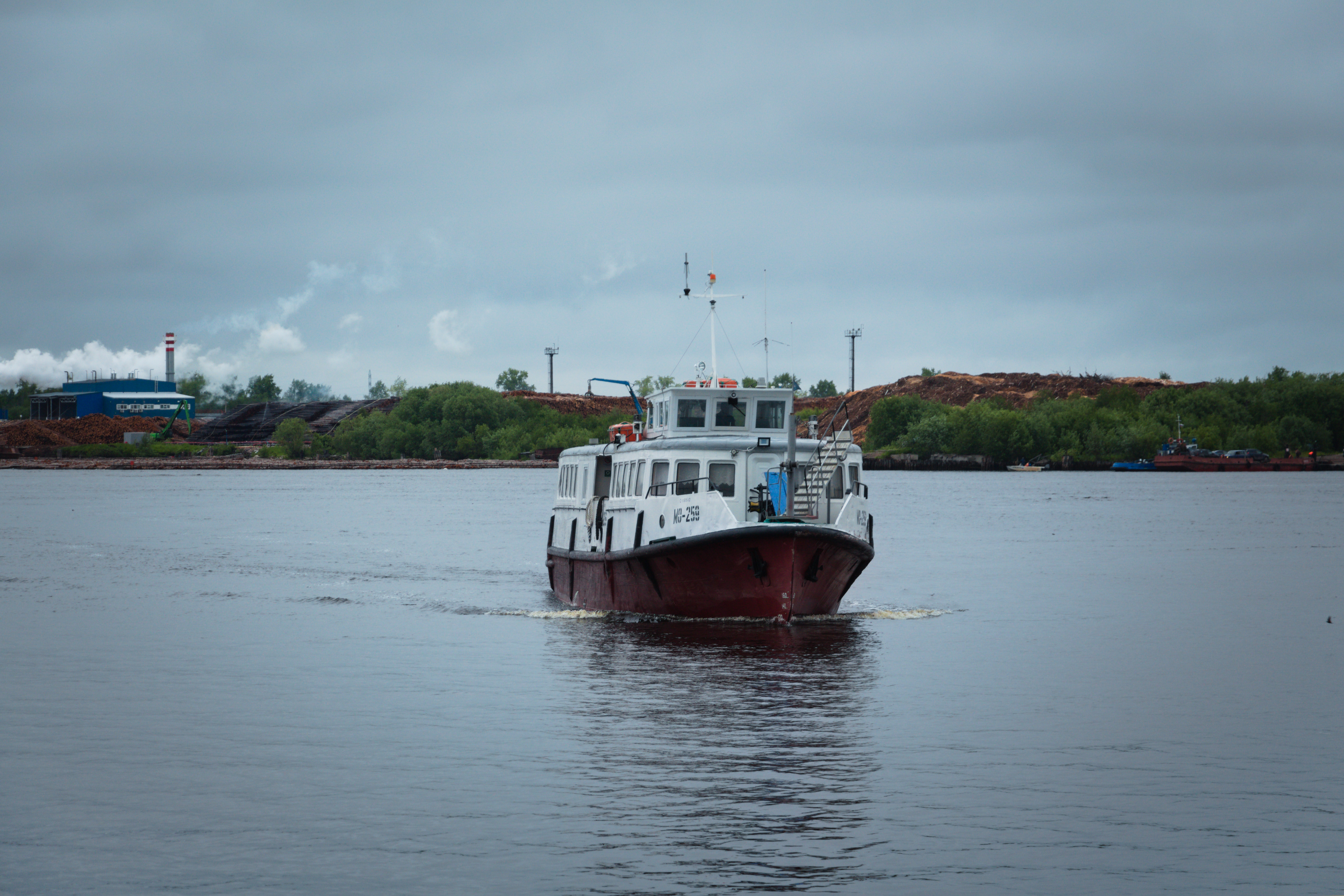
Речной паром

### Сплав леса
По реке осуществляется сплав леса. В акватории порта находится 31 плотостоянка для леса.

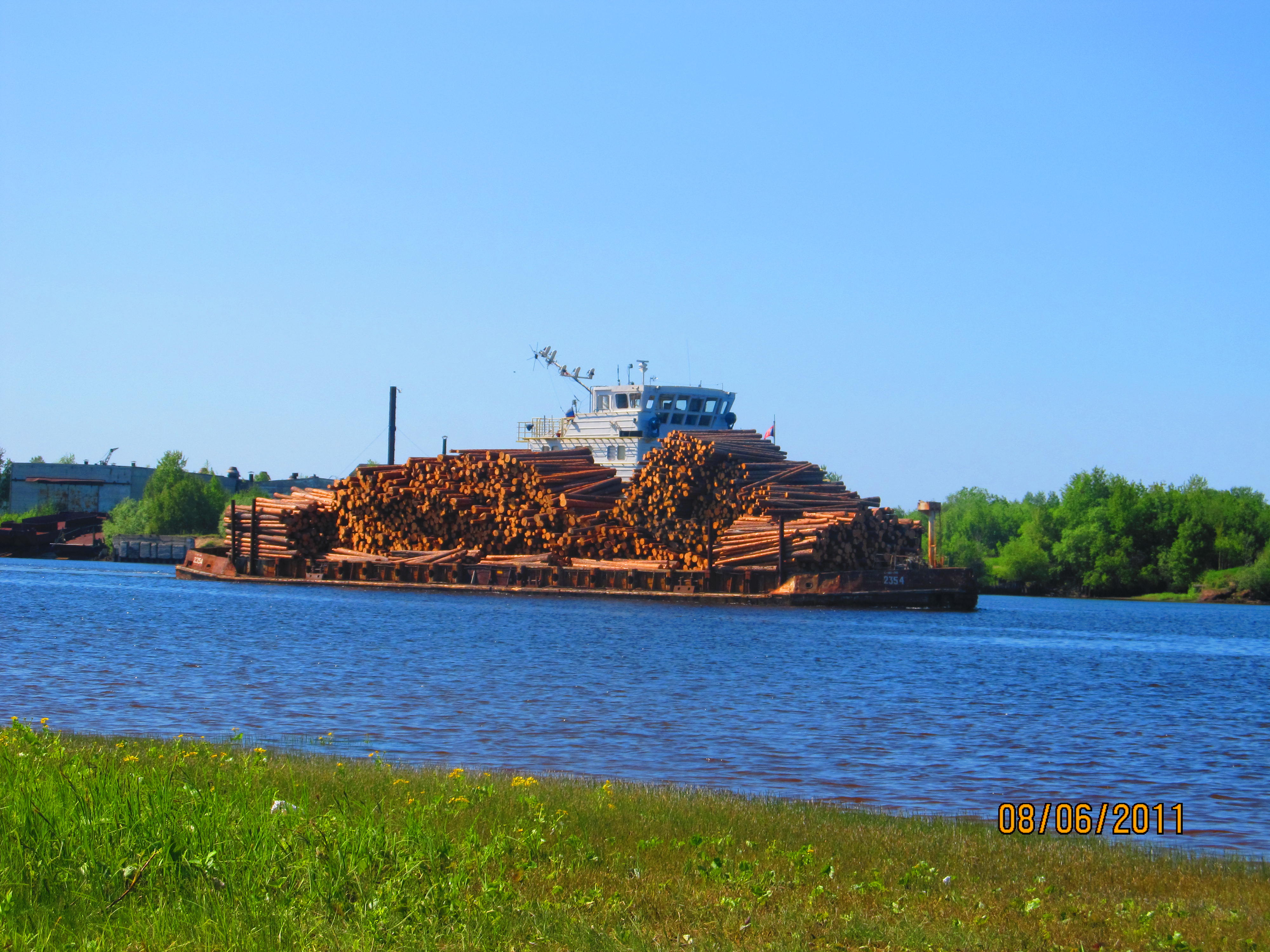
Баржа с лесом
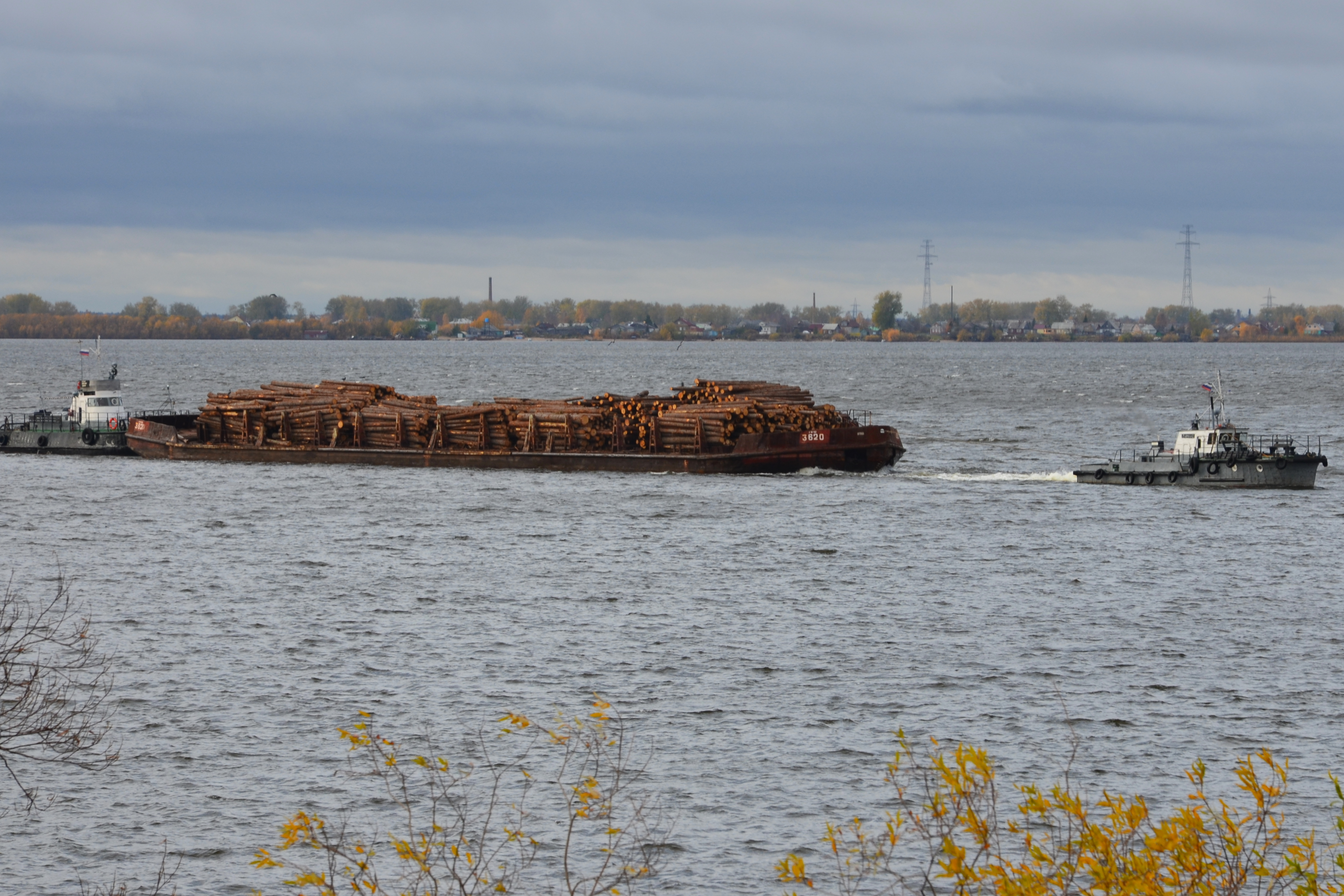
Сплав леса
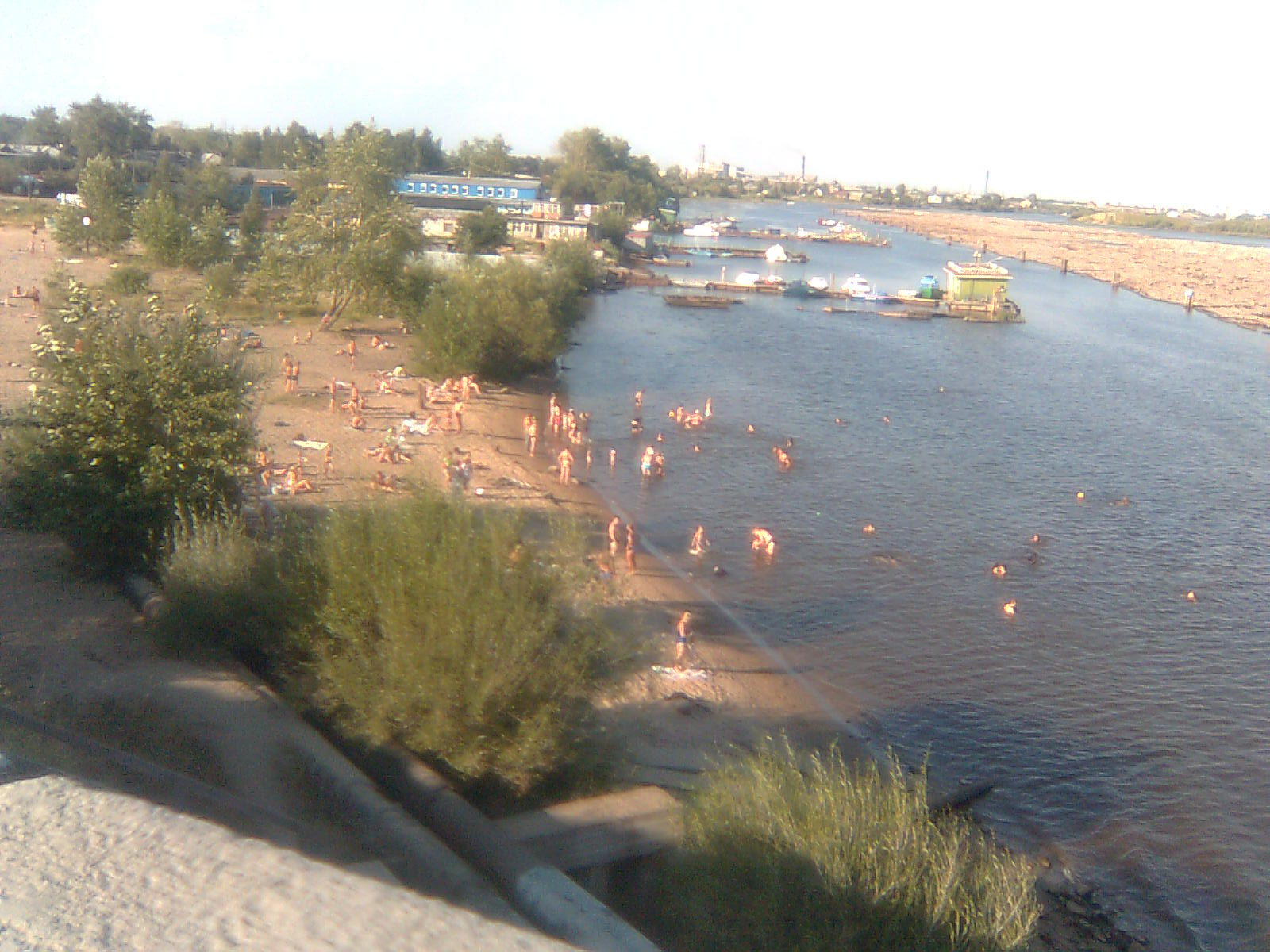
Плотостоянка  № 15

### Маломерные суда
С мая по ноябрь открывается навигация для маломерных, прогулочных и спортивных судов. Развит парусный спорт.

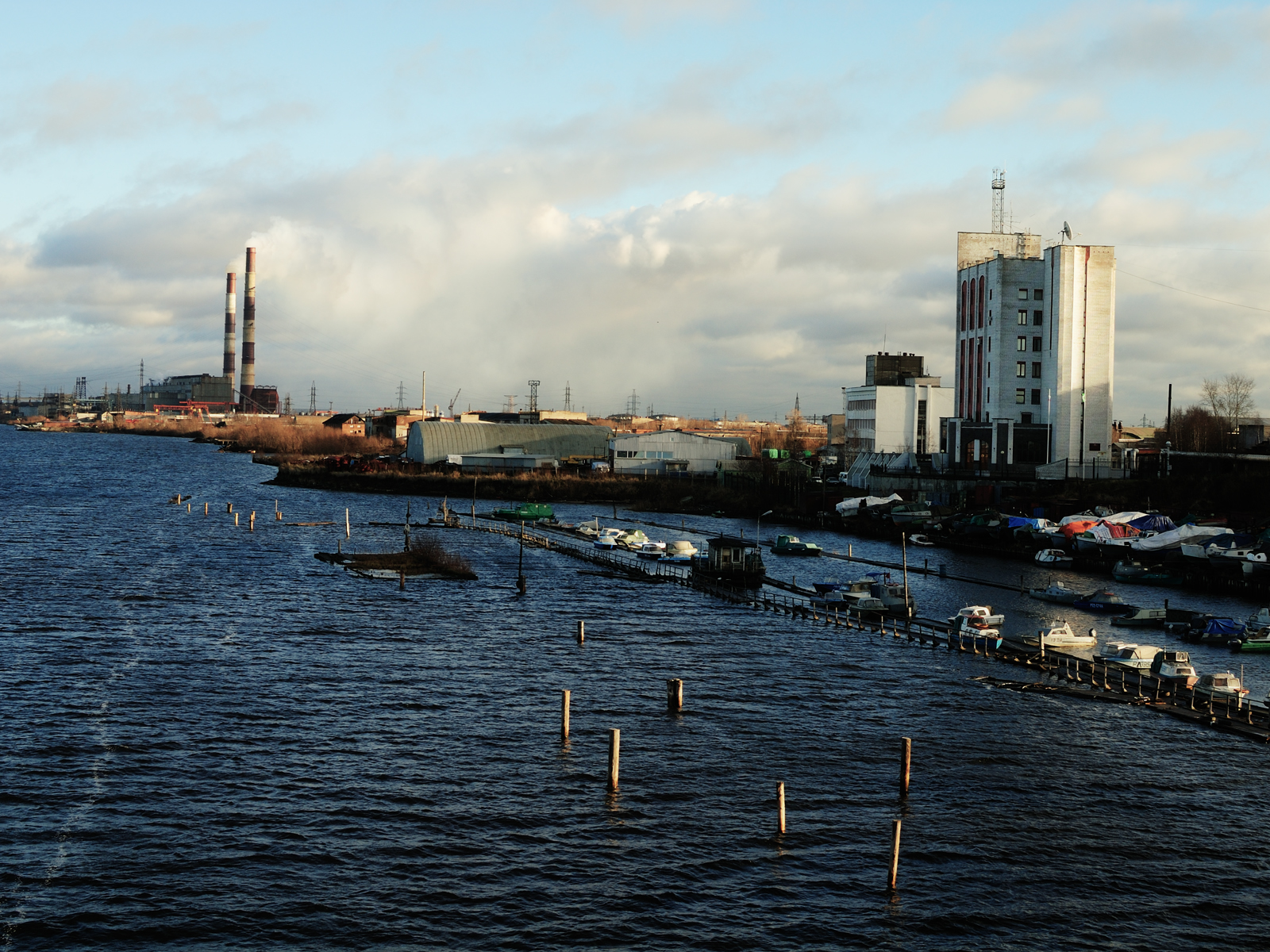
Один из лодочных пирсов. Лодочный кооператив Прибой
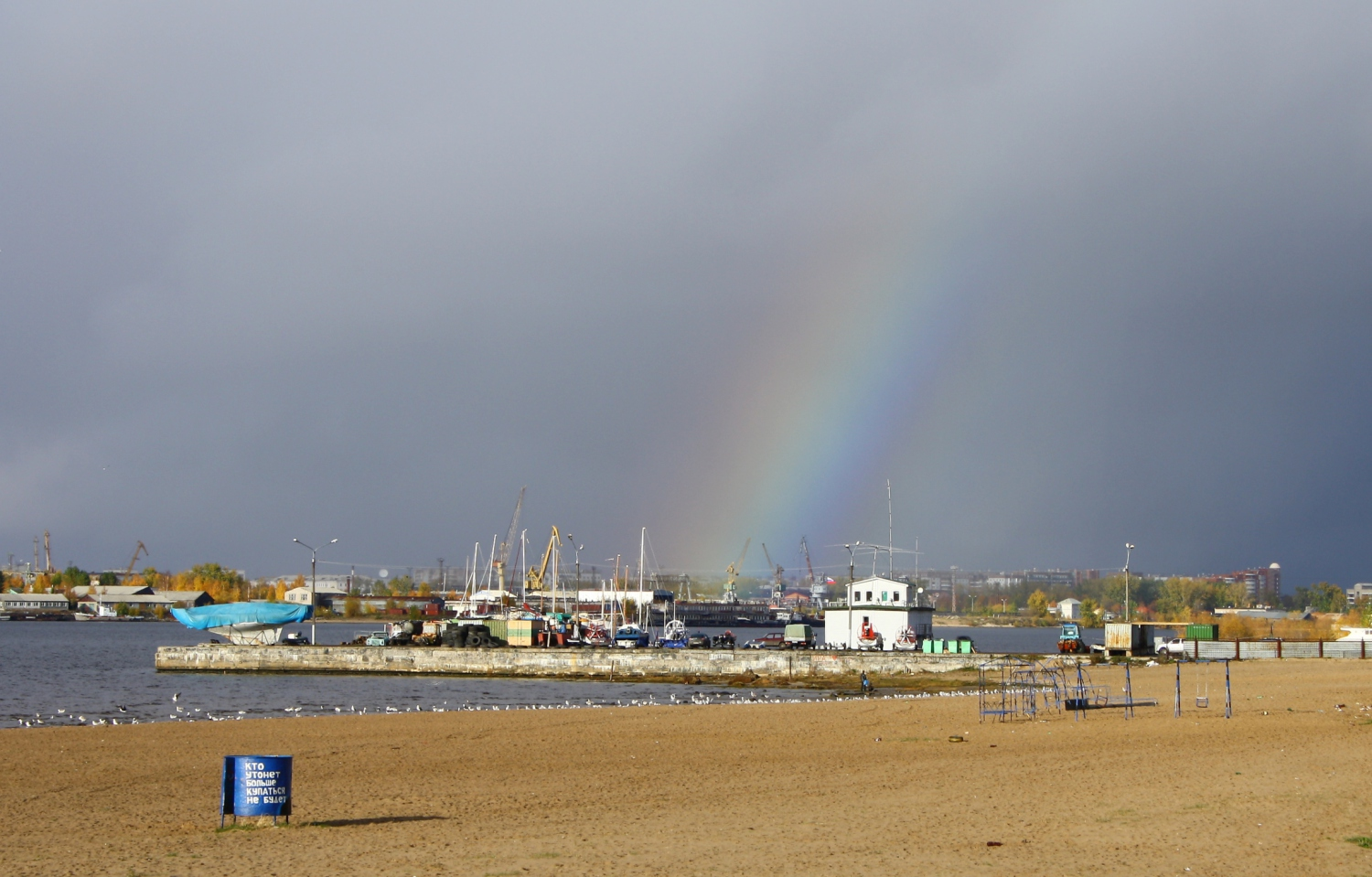
Стоянка областного яхт-клуба
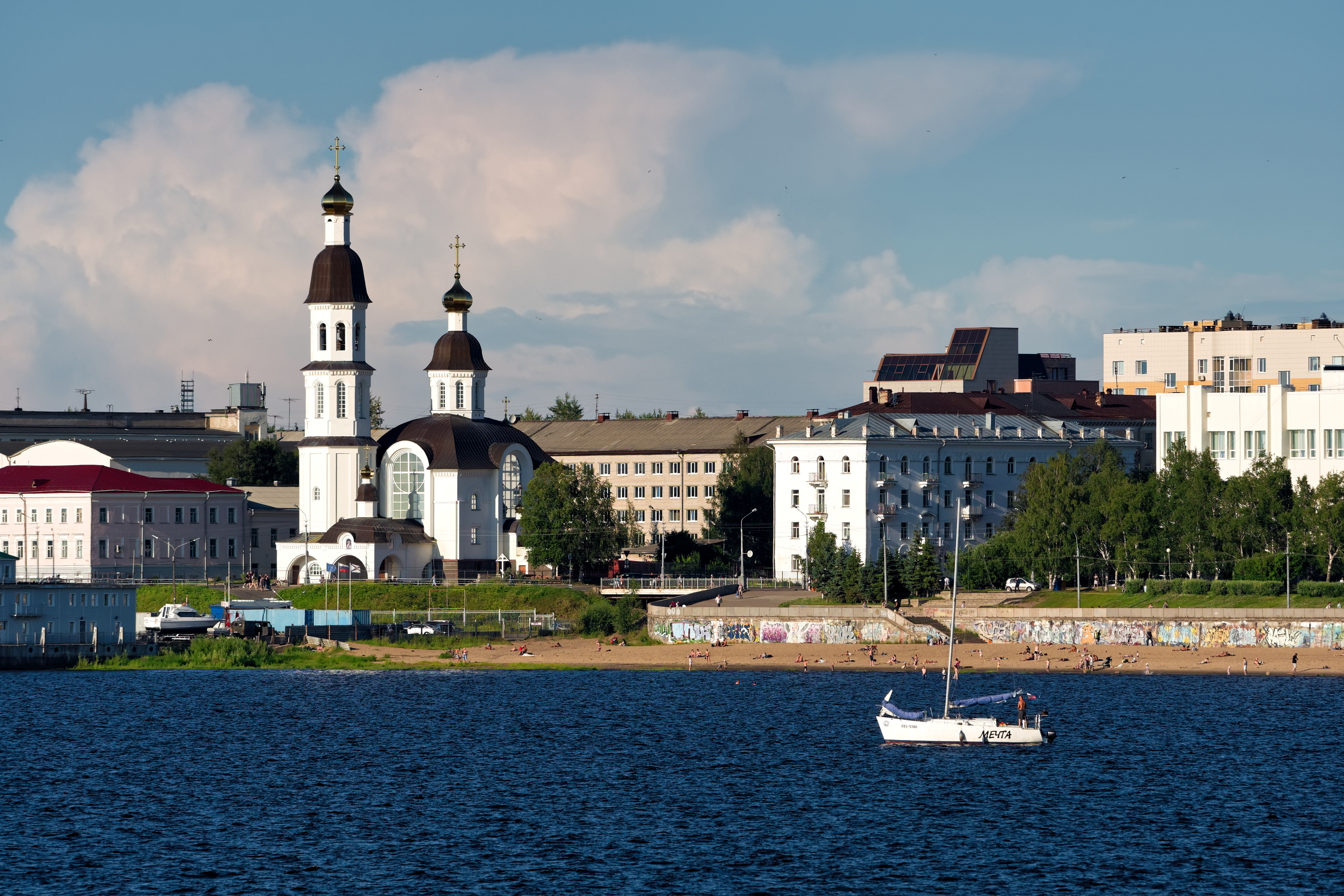

## Связь

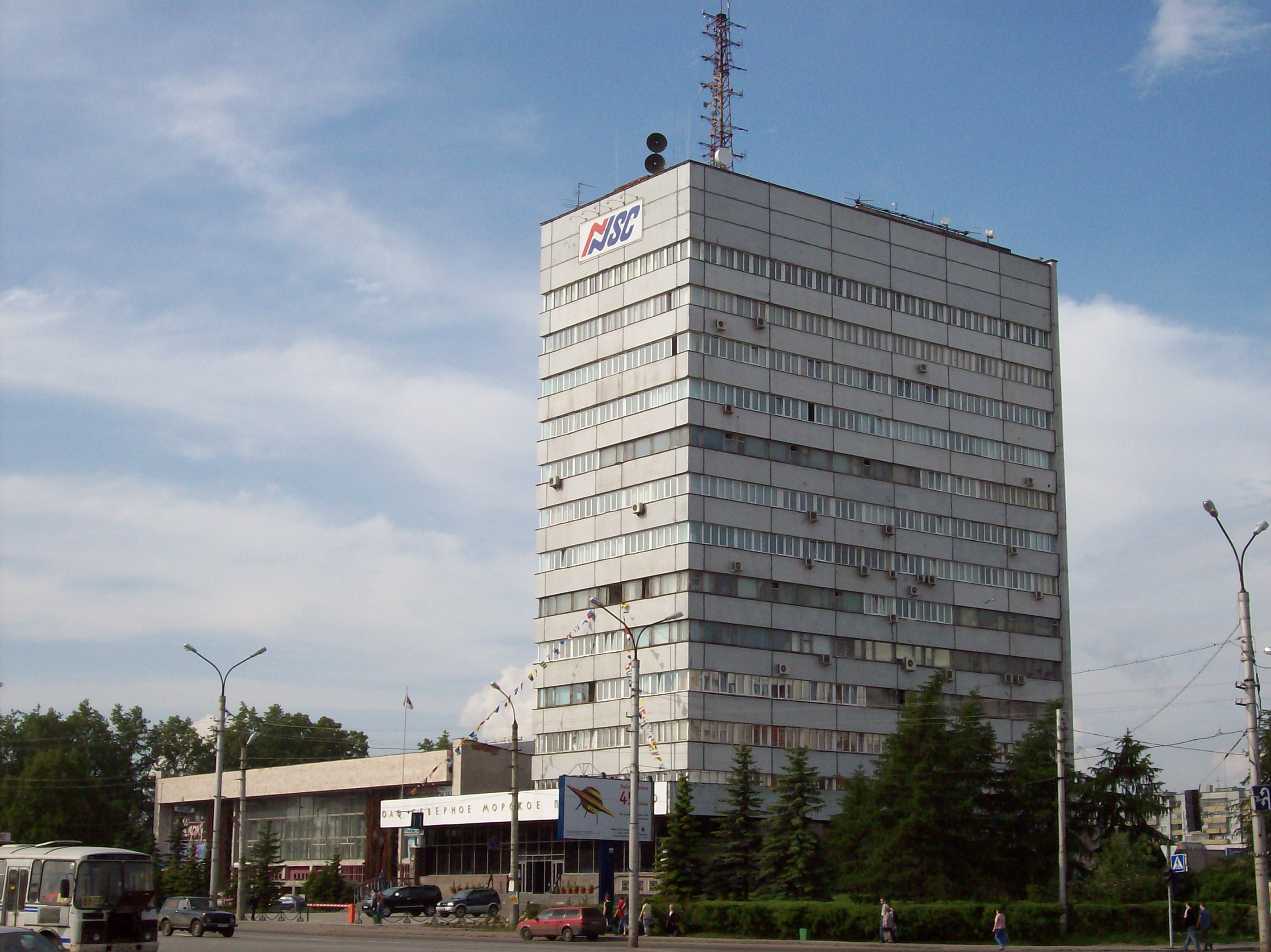
ЦУС в здании СМП и антенна БС № 1 А1 на крыше

3 октября 1997 года принят в эксплуатацию радиотехнический пост и Центр регулирования движения на острове Мудьюгский. 13 ноября 1987 года принята в погрузочно-разгрузочном районе «Экономия» эксплуатацию береговая радиолокационная станция (БРЛС) «Океан-М51».
В 1999 году «Морской администрации порта Архангельск» передано управление работой Станцией приема и обработки информации СПОИ-2 в г.Архангельске в системе Коспас-Сарсат.
В 2023 году Архфилиалу Росморпорта выдано свидетельство о признании, позволившее самостоятельно обслуживать ГМССБ и АИС, системы управления движением судов (СУДС) переводятся на российское ПО.
Береговая инфраструктура ГМССБ в порту:
ГМССБ А1: центр управления связью (ЦУС) и базовая радиостанция № 1 - г. Архангельск, здание СМП (радиус действия 25,6 NM, 64°31′52″ с. ш. 40°32′11″ в. д.); базовая радиостанция № 2 - остров Мудьюг (радиус действия 24,5 NM, 64°51′09″ с. ш. 40°16′30″ в. д.).
ГМССБ А2: ЦУС - г. Архангельск, приемная радиостанция (ПРМЦ) - о. Мудьюг; передающая радиостанция - ж/д станция Илес (радиус действия 200 NM, до 66° широты 64°21′34″ с. ш. 40°35′50″ в. д.).
НАВТЕКС: центр управления - г. Архангельск, передающая радиостанция - ж/д станция Илес (радиус действия 127,5 NM, частота 518 кГц), передающая радиостанция - о. Мудьюг (радиус действия 300 NM, частота 518 кГц, 64°51′13″ с. ш. 40°16′37″ в. д.).
СУДС Архангельск: центр СУДС - Экономия, радиотехнический пост РТП-1 - Экономия, РТП-2 - о. Мудьюг, РТП-3 - Талаги 64°38′44″ с. ш. 40°39′22″ в. д., РТП-4 - СМП.
ПРС Экономия 64°42′18″ с. ш. 40°30′46″ в. д..

## Руководство
- Двинской уезд#Двинские воеводы и дьяки
- Матвеев, Андрей Артамонович (1691-1693)
- Апраксин, Фёдор Матвеевич (1693-1696)
- контр-адмирал Бредаль, Пётр Петрович (21.06.1733-1735, 1741-1743)
- капитан 1 ранга Мятлев, Василий Алексеевич (1735-1740)
- Качалов, Потап Гаврилович (1747)
- капитан-командор Черевин, Иван Григорьевич (1748-1750)
- контр-адмирал Барятинский Пётр Андреевич (1750-1758)
  - контр-адмирал Молчанов, Никифор Константинович (1759-1763 капитан над портом)
- контр-адмирал Давыдов Андрей Михайлович (1763-1766)
- Чаплин, Пётр Авраамович (21 декабря 1762)
- контр-адмирал Шельтинг, Алексей Елеазарович (1766-1768)
- Чичагов, Василий Яковлевич (1768)
- генерал-майор Ваксель, Лаврентий Савельевич (февраль 1972-1780)
- контр-адмирал Мусин-Пушкин, Алексей Васильевич (1781-1787)
  - Муромцев, Александр Петрович (1781-1783 капитан над портом)
- генерал-майор Баскаков (1787)
- адмирал Барш, Иван Яковлевич (1788-1797)
- генерал-майор Глебов Василий Иванович (1793-1797 капитан над портом)
- Сукин, Яков Галактионович (1797)
- вице-адмирал Козлянинов, Тимофей Гаврилович (30 сентября 1797-06.03.1798)
- адмирал Фондезин, Мартын Петрович (20.04.1798-10.03.1811)
- адмирал Спиридов, Алексей Григорьевич (19.04.1811-—13.11.1813)
- вице-адмирал Клокачёв, Алексей Федотович (13.11.1813—02.01.1823)
- вице-адмирал Миницкий, Степан Иванович (02.03.1823—18.04.1830)
- адмирал Галл, Роман Романович (21.04.1830—22.04.1836)
- контр-адмирал Сулима, Иосиф Иванович (22.04.1836—20.04.1842)
  - Кузмищев, Павел Федорович (1840-1850 капитан над портом, с 1846 контр-aдмирал)
- контр-адмирал Траверсе, Александр Иванович (старший) (20.04.1842—18.02.1850)
- вице-адмирал Бойль, Роман Платонович (22.03.1850-03.12.1854)
- вице-адмирал Хрущов, Степан Петрович (24.12.1855-15.11.1857)
- контр-адмирал Глазенап, Богдан Александрович фон (1957-1959)
- вице-адмирал Истомин, Константин Иванович (1 февраля 1860 - 6 августа 1862)
- Куприянов, Павел Иванович (19 февраля 1868)
- Ухтомский, Леонид Алексеевич (1871, с 1883 контр-адмирал)
- Крылов, Фотий Иванович
- XX: граф Толстой, Константин Георгиевич (1904-1907), Гирш, Максимилиан Августович (1907-1909), Эльзенгр, Александр Адольфович (1909-1910), Бескровный, Александр Ильич (1910-1911), Новинский, Александр Александрович (1911-1915), Минейко, Пётр Герардович (1915), Веретенников, Борис Николаевич (1915-1917), Олизаровский, Николай Алоизович (1917-1918), Максимов, Николай Семенович (1918), В. С. Тимофеев (1937), В. А. Миронов (1940), Бейлинсон, Яков Львович был удостоен ордена Ленина[139] (10.1941-1943), С. В. Кудрявцев (до 1955), М. Ф. Причерт (1955-1972), Л. И. Каменев (1972-1988)
- XXI: В. А. Шершнев (1988-2001), С. С. Ястребцев (2001-2008), Н. В. Гуринов (04.04.2008), С. Л. Козуб (29.01.2014), А. Г. Александров (15.08.2014-2017), Д. В. Сарапунин (2018-2019), В. А. Ермолин (2018, 2019-2020), Н. В. Нестеров (2020-2024)

## Терминалы
Общее количество причалов — 75.
Основные операторы морских терминалов:
- Судоремонтный завод «Красная кузница» (Архангельский филиал ЦС «Звёздочка») — 13 (судостроение и судоремонт) 64°34′10″ с. ш. 40°30′41″ в. д.HGЯO
- Межрегионтрубопроводстрой[141] — 2 64°31′18″ с. ш. 40°32′19″ в. д.HGЯO
- Архангельский траловый флот — База технического обслуживания и ремонта судов (БТО) — 4 (ремонт и обслуживание судов) 64°38′07″ с. ш. 40°31′06″ в. д.HGЯO
- Архангельский траловый флот — Маймаксанский грузовой участок — 3 (обслуживание судов рыбопромыслового флота) 64°38′13″ с. ш. 40°31′02″ в. д.HGЯO
- Арктик-Консалтинг-Сервис[142] — 3. Причалы ранее использовались не действующим предприятием Соломбальский лесопильнодеревообрабатывающий комбинат.
- Мортехсервис[143] — 3 (№ 77)64°33′56″ с. ш. 40°30′17″ в. д.HGЯO
- Беломорская сплавная компания[144][145] — 1 (снабжение судов, сплав леса)
- Северное лесопромышленное товарищество Лесозавод № 3 — 2 (перевалка леса)
- Архангельский лесопильно-деревообрабатывающий комбинат № 3 — 2 (перевалка леса)
- Лесозавод 25 (Цигломенский участок) — 2 (перевалка леса) 64°32′19″ с. ш. 40°21′38″ в. д.HGЯO
- Лесозавод 25 (Маймаксанский участок) — 2 (перевалка леса) 64°41′11″ с. ш. 40°29′10″ в. д.HGЯO
- Лесозавод-2 — 1 (перевалка леса)
- Лесопильный деревообрабатывающий комбинат № 23 — 1 (перевалка леса) 64°39′00″ с. ш. 40°31′04″ в. д.HGЯO
- Архангельский морской торговый порт — погрузочно-разгрузочный район «Бакарица» — 3 64°29′07″ с. ш. 40°36′32″ в. д.HGЯO
- Архангельский морской торговый порт — универсальный перегрузочный комплекс «Экономия» — 7 64°42′29″ с. ш. 40°31′03″ в. д.HGЯO
- Роснефть-Архангельскнефтепродукт — 2 (нефтяной терминал) 64°38′33″ с. ш. 40°39′08″ в. д.HGЯO
- Северное морское пароходство — 2 (ремонт и обслуживание судов № 75, 76-77, 112-113[146])
- ТРАНС-НАО шиппинг компани — 1 (перевалка в районы Крайнего Севера)
- «Бункерная компания» — 1 (бункеровка судов № 130) 64°30′36″ с. ш. 40°35′18″ в. д.HGЯO
- Норд Вэй — 1 (погрузка генеральных грузов)
- ФГУ «Двинарегионводхоз»[147] — 2
- ФГУП «Гидрографическое предприятие» (Гидробаза, Росатом № 53)[148] — 1 (экипировка и отстой гидрографических судов) 64°34′59″ с. ш. 40°30′00″ в. д.HGЯO
- Архангельский филиал ФГУП «Росморпорт»[149]: причалы объединенного морского и речного вокзала — 4 (отстой судов филиала) Архангельский речной порт 64°31′55″ с. ш. 40°31′24″ в. д.HGЯO
- Архангельский филиал ФГУП «Росморпорт»: причалы ПРР «Бакарица» — 3 (отстой судов филиала)
- ТЛК «Соломбальский терминал»[150] — 2 (отстой и ремонт судов) 64°35′34″ с. ш. 40°30′09″ в. д.HGЯO
- НК-флот — 1 64°33′47″ с. ш. 40°30′15″ в. д.HGЯO
- Лайский судоремонтной завод — 3 64°32′11″ с. ш. 40°15′10″ в. д.HGЯO
- Архангельская ремонтно-эксплуатационная база флота (РЭБ)[151] — 4 64°27′48″ с. ш. 40°39′54″ в. д.HGЯO
- Поморская Судоверфь[152] (Архангельский судоразделочный завод) — 1 64°27′21″ с. ш. 40°47′40″ в. д.HGЯO
- Архангельский речной порт — погрузочно-разгрузочноый район «Жаровиха» — 3 64°28′51″ с. ш. 40°43′23″ в. д.HGЯO
- Архангельский речной порт — «Центральный грузовой район» — 6
- Архангельский целлюлозно-бумажный комбинат — 3 64°26′47″ с. ш. 40°49′11″ в. д.HGЯO
- Завод силикатного кирпича — 1 64°28′51″ с. ш. 40°46′05″ в. д.HGЯO
- Ковш Соломбальской судоверфи — 1 64°35′27″ с. ш. 40°30′16″ в. д.HGЯO
- Арктикрейд — 1 64°33′45″ с. ш. 40°30′51″ в. д.HGЯO
- Севводпуть — 1 64°30′20″ с. ш. 40°37′29″ в. д.HGЯO
- Архкомхоз — 1 64°29′36″ с. ш. 40°36′24″ в. д.HGЯO
- Мостоотряд № 9 — 1 64°31′06″ с. ш. 40°33′37″ в. д.HGЯO
- Севрыбвод  — 1 64°34′24″ с. ш. 40°33′29″ в. д.HGЯO

Причал № 7 на Участке ПРР Экономия также служит санитарным причалом для противоэпидемических мероприятий.
Комплекс городских причалов: Боровиковская пристань 64°33′00″ с. ш. 40°30′40″ в. д., Красная пристань (включает исторически: Соборная пристань 64°32′01″ с. ш. 40°30′50″ в. д., Таможенная пристань 64°32′06″ с. ш. 40°30′38″ в. д., Банковская пристань 64°31′58″ с. ш. 40°30′58″ в. д.), исторические: Брандтовская пристань 64°33′09″ с. ш. 40°30′52″ в. д. и Воскресенская пристань 64°32′13″ с. ш. 40°30′33″ в. д..

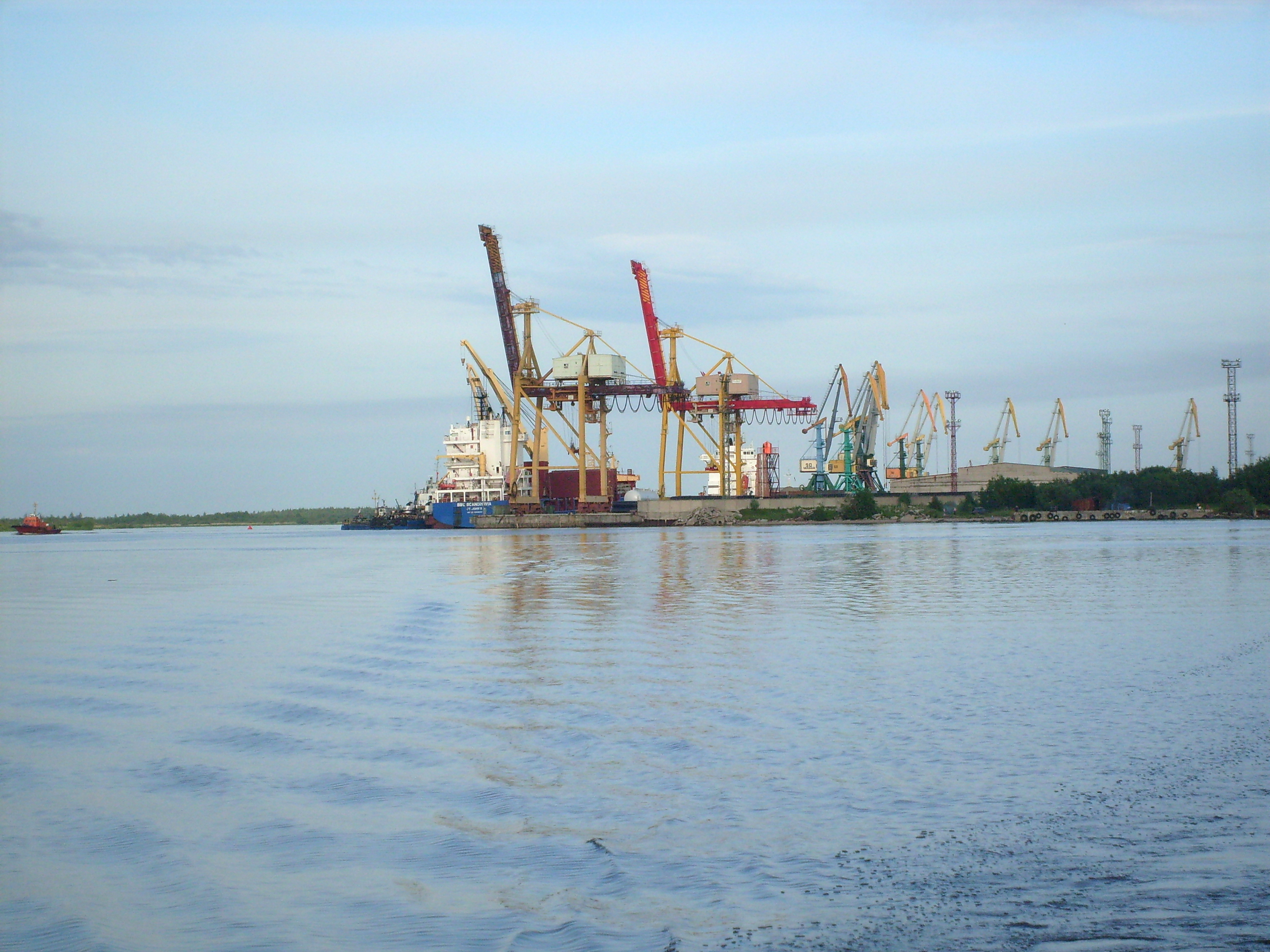
Причал № 118 (ближний) контейнерных грузов с двумя причальными контейнерными кранами[англ.]-перегружателями (Ship-to-Shore). Терминал «Экономия»
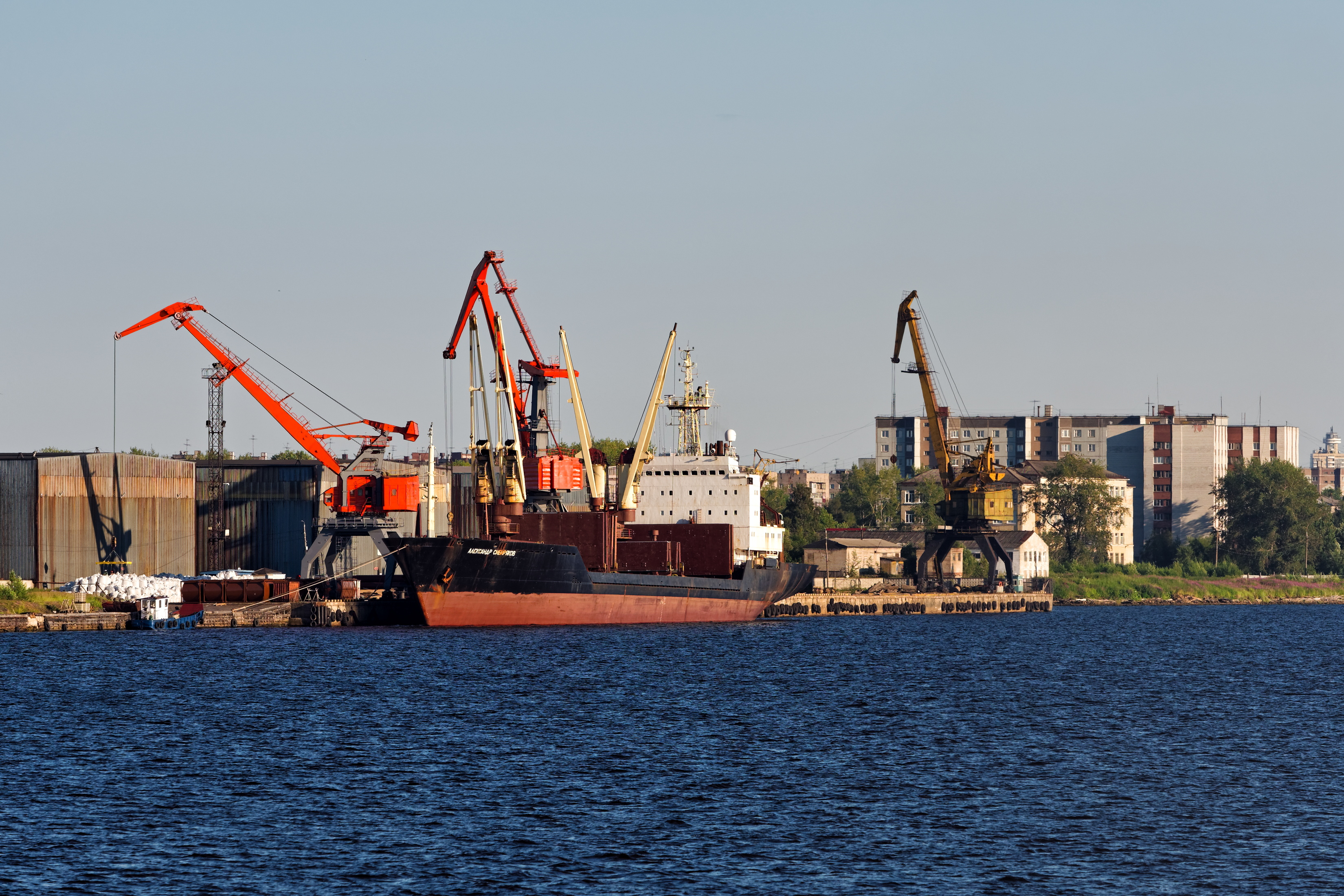
Причалы № 46-48, Соломбала, Арктик-Консалтинг-Сервис
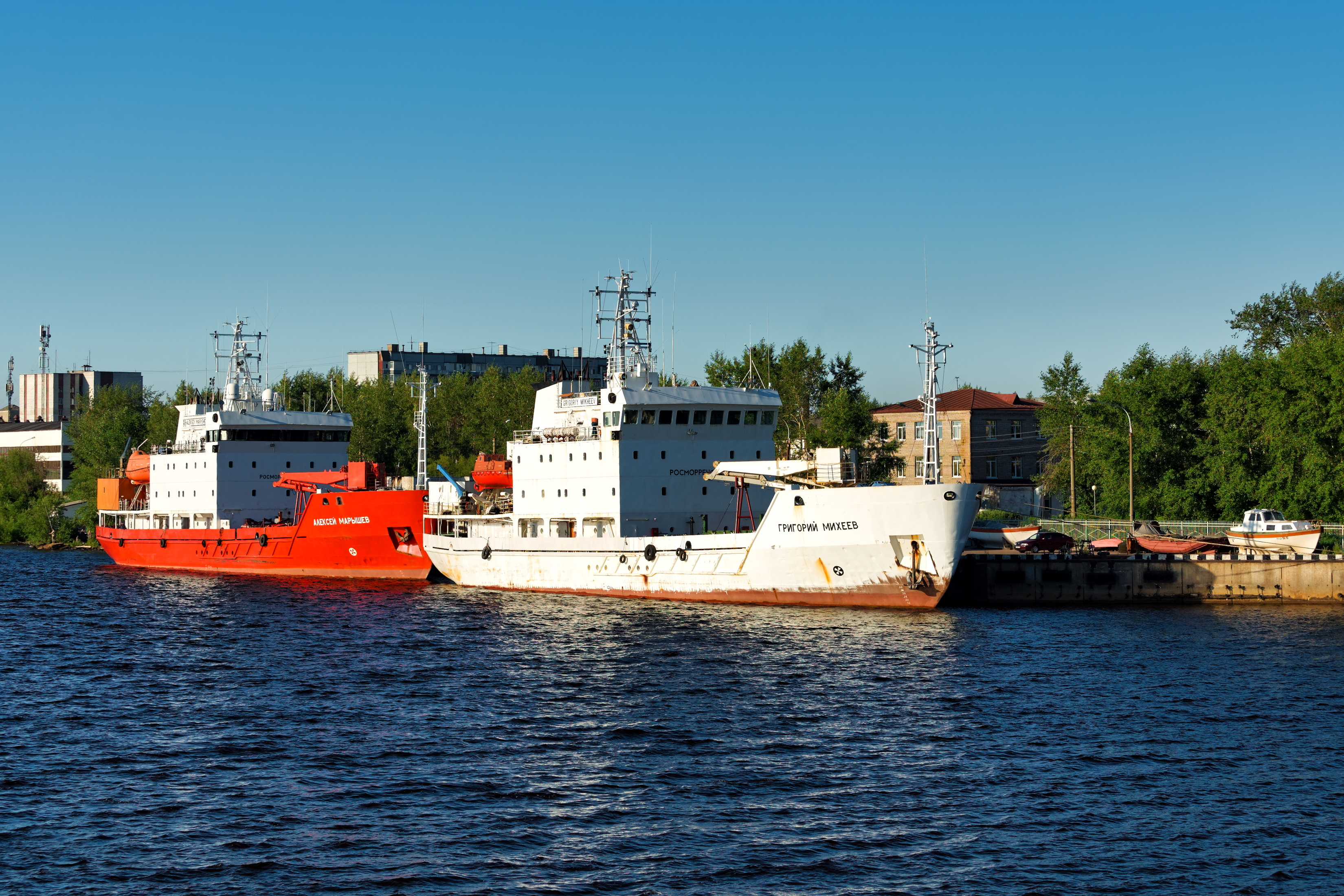
Причал № 53, Соломбала, ФГУП «Гидрографическое предприятие»
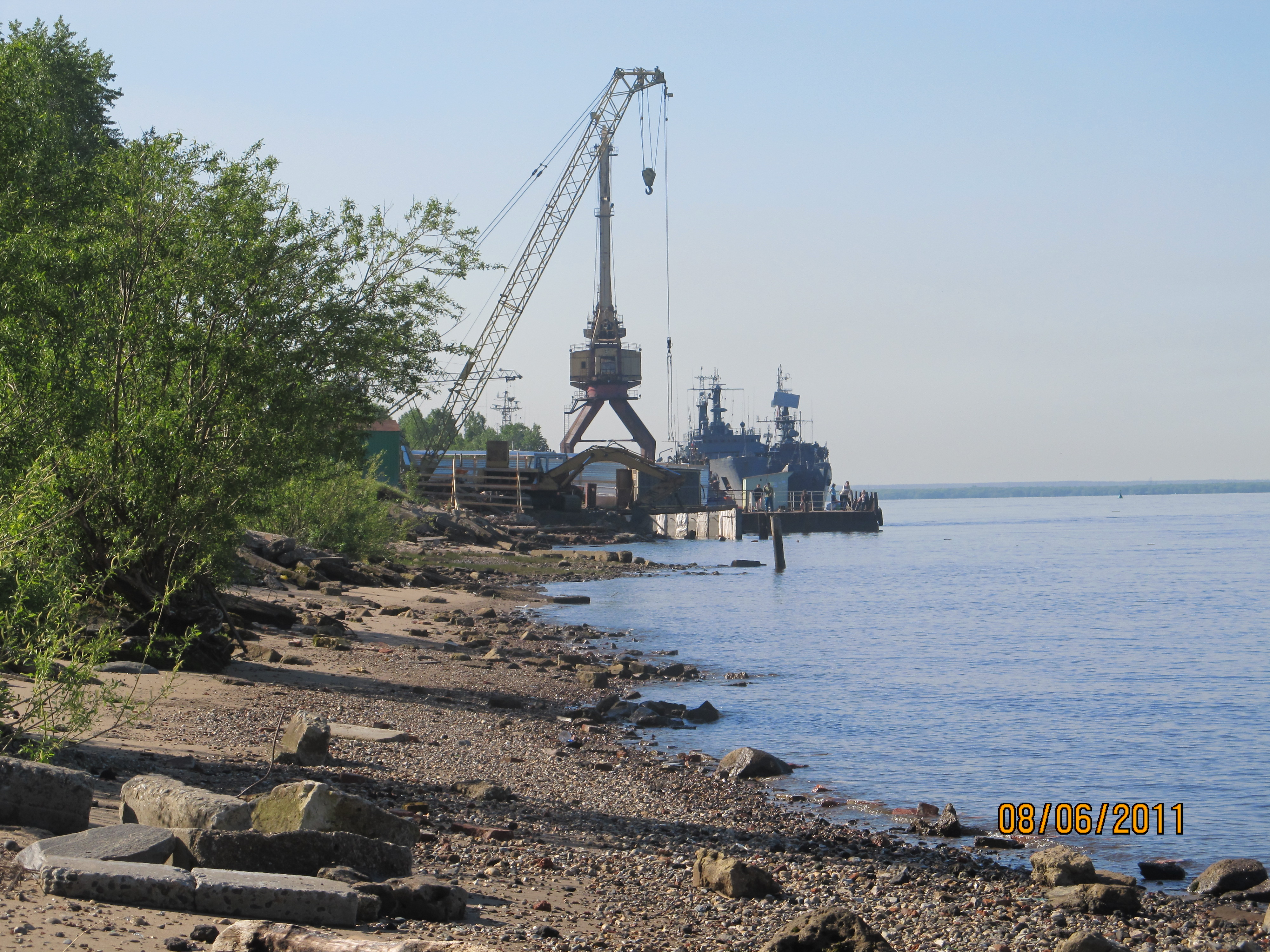
Паромный причал № 5, на заднем плане корабль у причала № 57-58 cудоремонтного завода, Соломбала
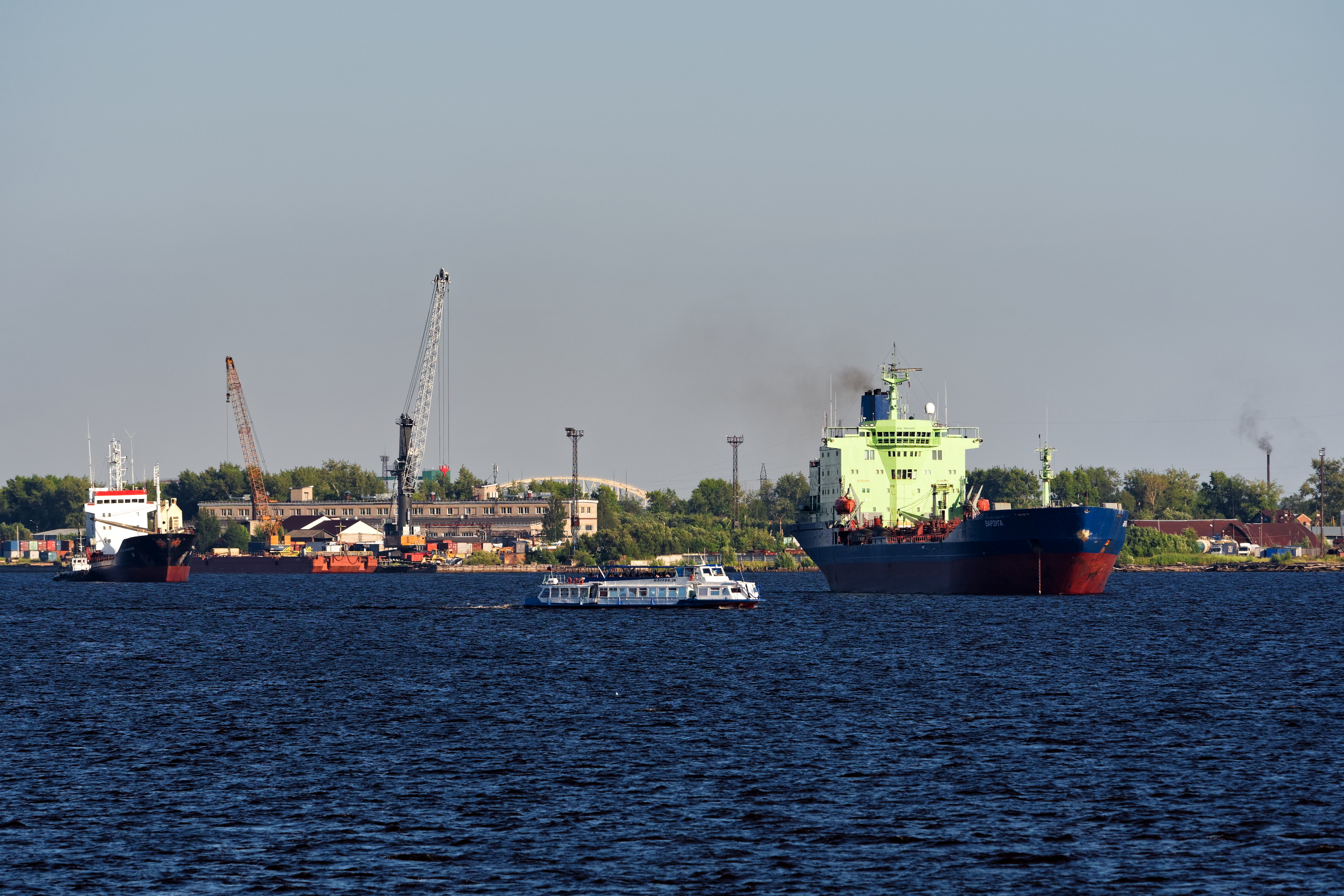
Терминал «Левый берег», Межрегионтрубопроводстрой-Строймонтаж, речной паром

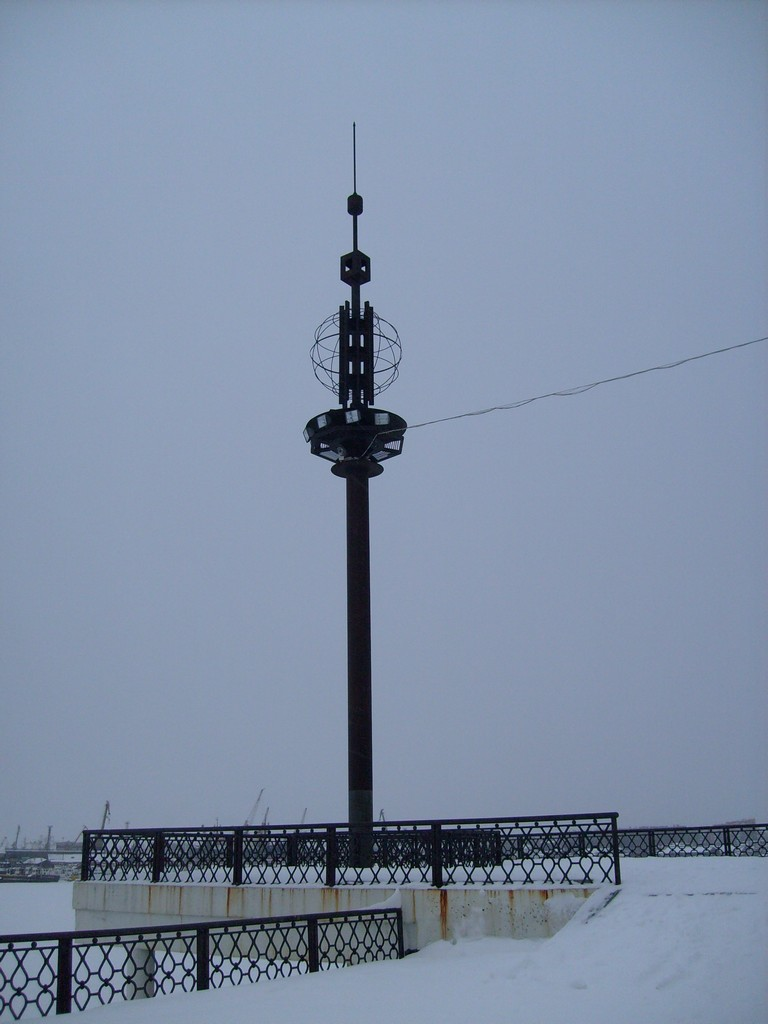
Шпиль пристани № 85 Архангельского ликеро-водочного завода
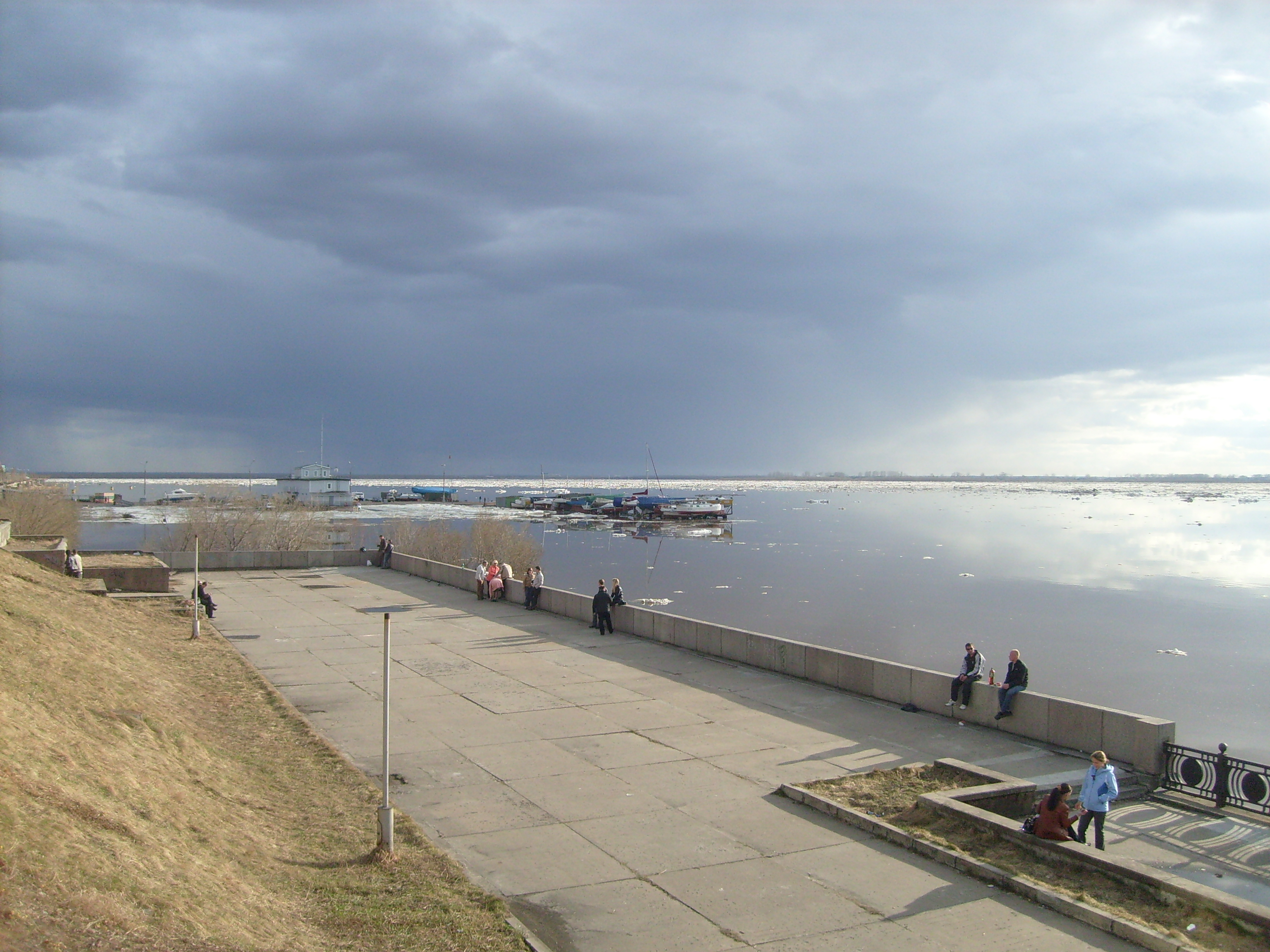
Причала № 86 «Боровиковской пристани»
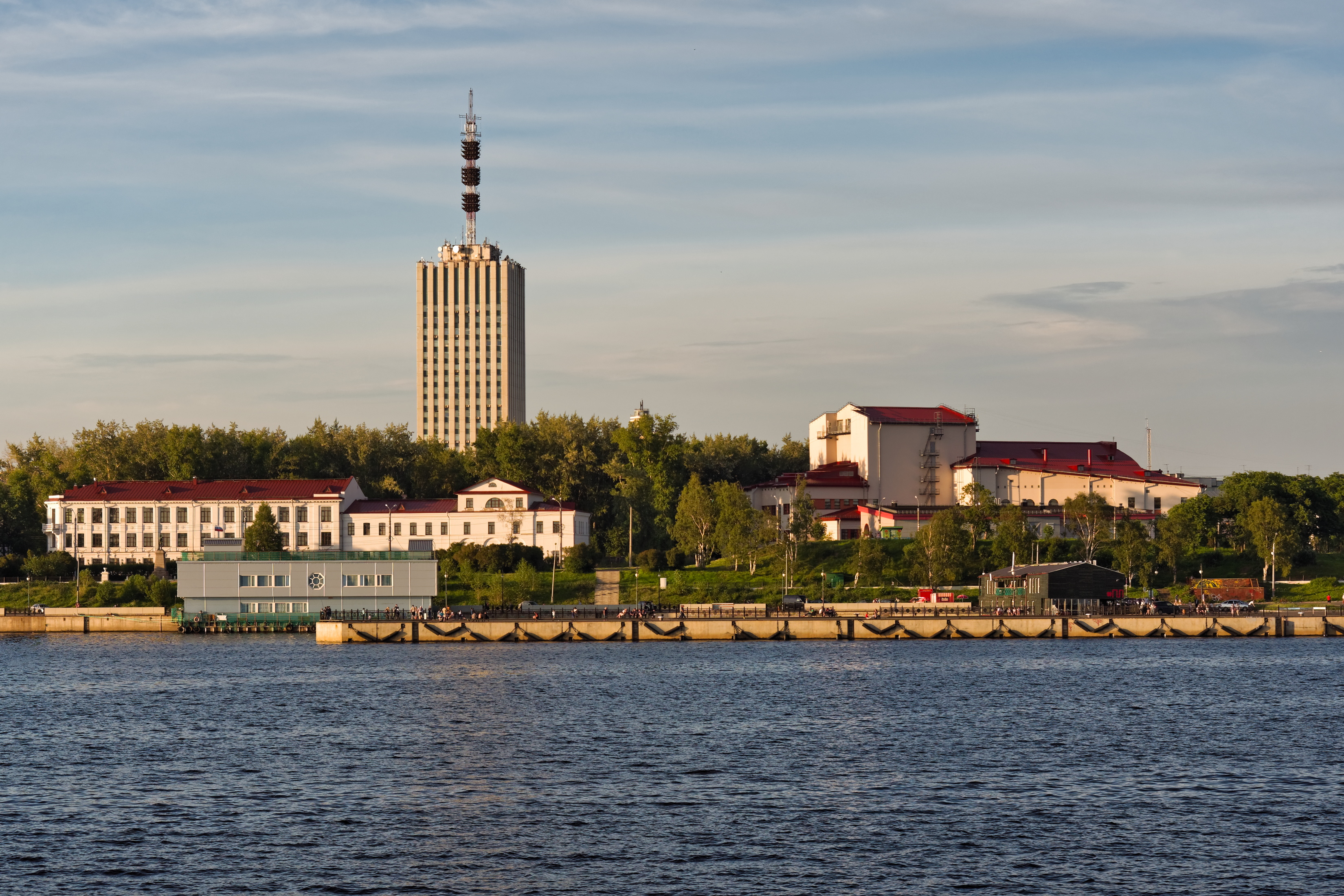
Причалы № 98-103 «Красная пристань»
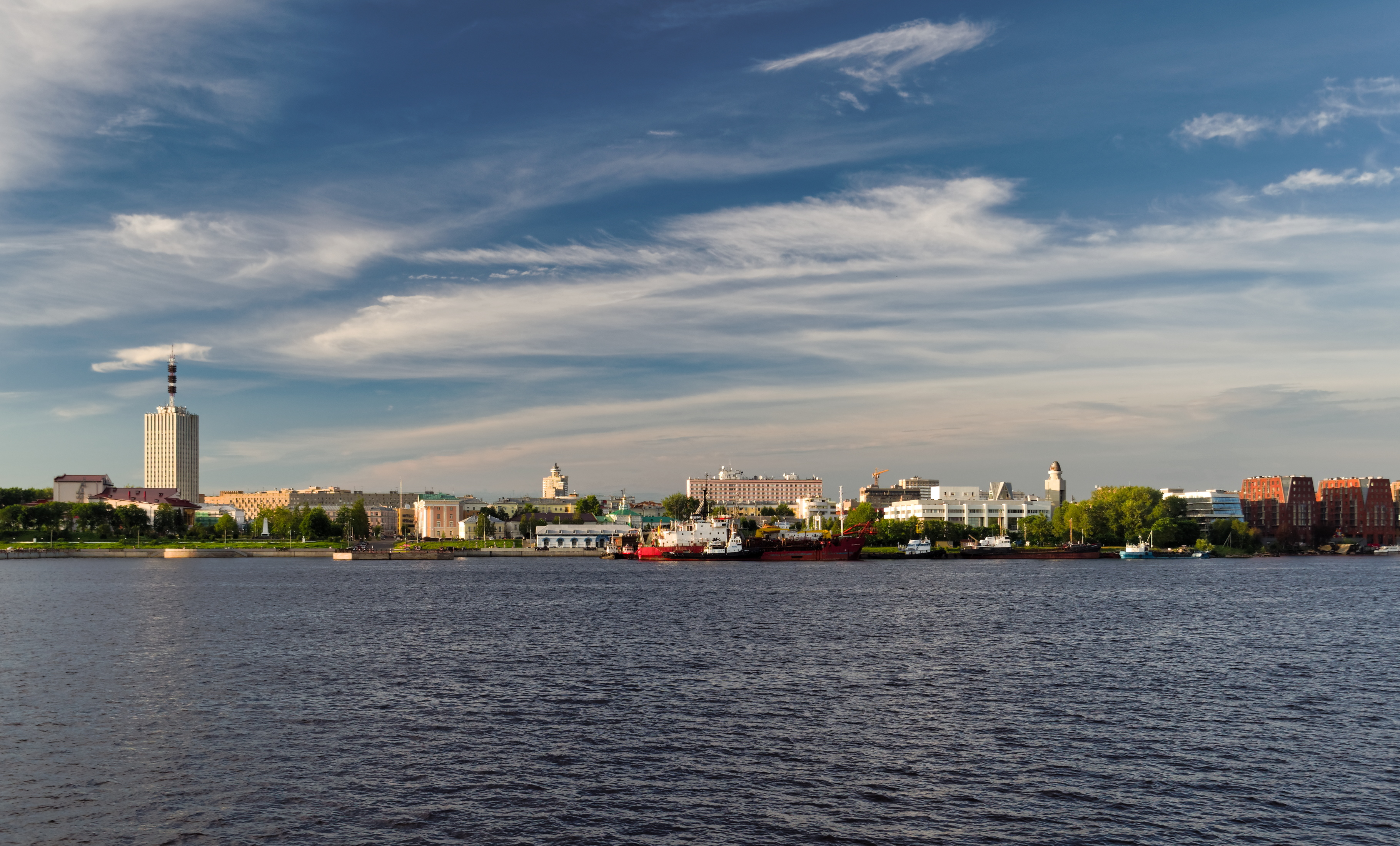
Причалы № 106-113 «Красная пристань»
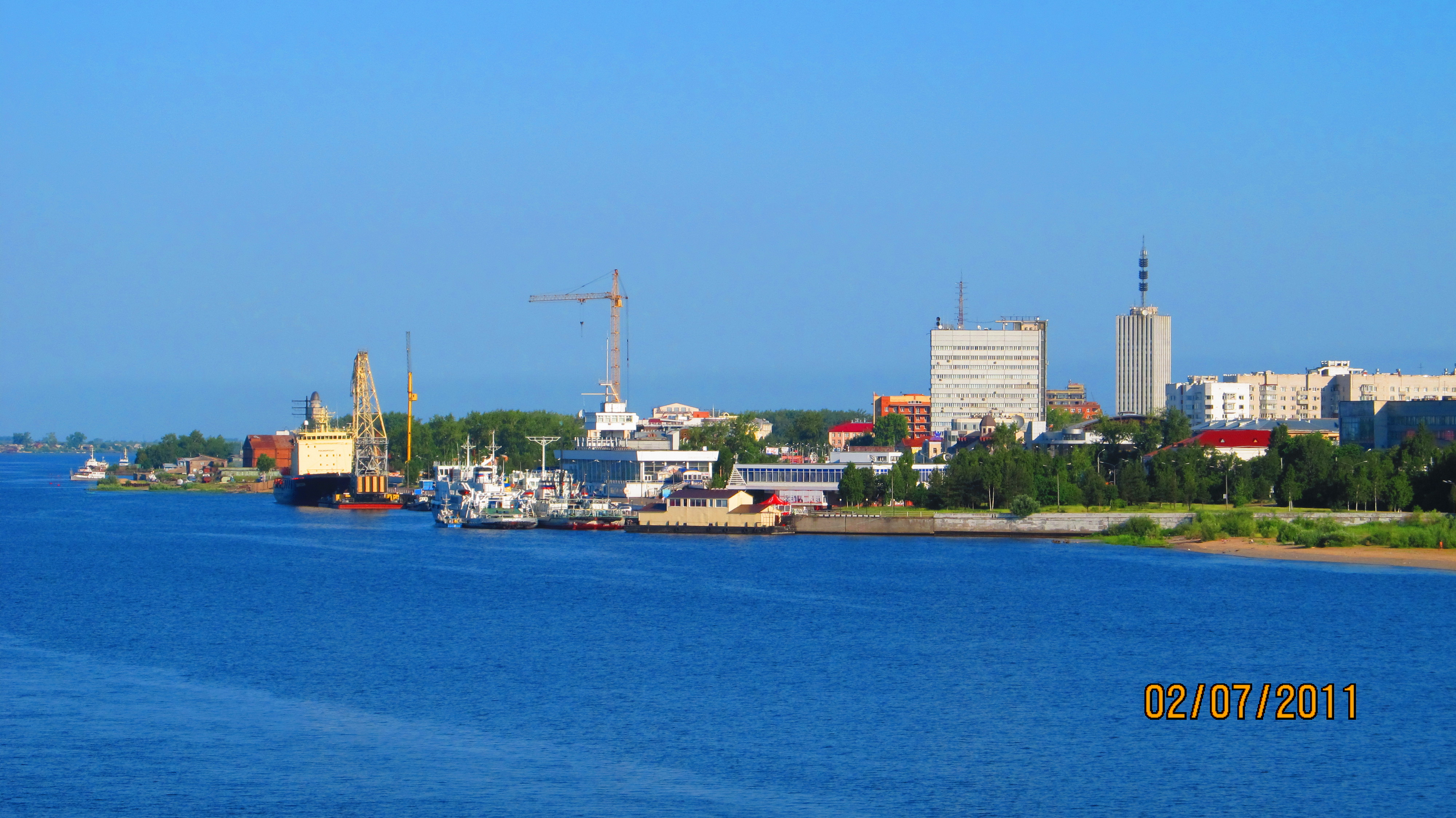
Причалы № 149-155 Морской-речной вокзал

Железнодорожные подходы:
- станция «Бакарица» (290305) с ответвлением на подъездной путь в ПРР «Бакарица»

- станция «Жаровиха» (290901) с ответвлением на подъездной путь № 11 в  ПРР «Жаровиха»

- станция «Соломбалка» (291707) с ответвлением на подъездной путь в  ПРР «Экономия»
- станция «Архангельск-город» (290507) с подъездным путем к нефтебазе